# Geschichte Anatoliens

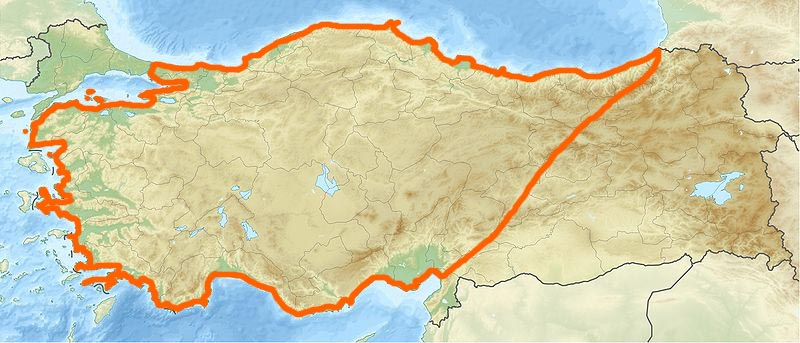
Die Vorstellungen von der Ostgrenze Anatoliens weichen stark voneinander ab. Vielfach wird der obere Euphrat als Grenze zu Mesopotamien genannt, häufig auch die Ostgrenze der heutigen Türkei. Meist jedoch wird in der Historischen Geographie der Küstensaum, im Gegensatz zum Begriff Kleinasien, nicht mitgedacht.

Die Geschichte Anatoliens reicht zusammen mit der Vorgeschichte, die durch Fossilien der Gattung Homo und durch steinzeitliche Werkzeugfunde belegt werden kann, mehr als eine Million Jahre zurück. So wurde in vorzeitlichen Ablagerungen des Flusses Gediz das bislang älteste sicher datierte Steinzeitwerkzeug auf türkischem Boden entdeckt, ein rund 1,2 Millionen Jahre altes bearbeitetes Fragment. Diesen frühen Bewohnern – in der Fachwelt werden sie meist als Homo erectus bezeichnet – folgten später die Neandertaler und schließlich der anatomisch moderne Mensch (Homo sapiens). Dessen frühe Jäger-und-Sammler-Kulturen verschwanden vor rund 12.000 Jahren.
Der fruchtbare Halbmond, in dem um 11.000 v. Chr. die neolithische Revolution begann, liegt zum kleinen Teil auf türkischem Gebiet; Boncuklu und Pınarbaşı sind die ältesten anatolischen Fundorte, an denen sich zwischen 8500 und 8000 v. Chr. Sesshaftigkeit und eine über lange Zeit bewohnte Siedlung nachweisen lassen. Früh entstanden eine Monumentalarchitektur und ein weiträumiger Austausch von Obsidian. Ab 8300 v. Chr. begann die Ausdehnung der durch Ackerbau, Vieh- und Vorratshaltung sowie Dörfer geprägten Lebensweise in Richtung Westen. Die bekannteste Grabungsstätte ist Çatalhöyük (7400–6200 v. Chr.), eine stadtartige Siedlung. Während der späten Kupfersteinzeit (bis 3000 v. Chr.) kam es zu einer massiven Steigerung der Siedlungstätigkeit, sodass man Tausende von Dörfern annimmt. Die nachkupfersteinzeitlichen Siedlungen Südostanatoliens waren jedoch erheblich kleiner, sehr viel stärker verstreut und meist handelte es sich um Neugründungen. Die frühe Bronzezeit auf dem anatolischen Plateau gilt hingegen als Zeit der verstärkten Verstädterung, es entstanden erste Herrschaftsgebiete. Als eine der wichtigsten Ursachen für die zunehmende Zentralisierung gilt die Metallnutzung. Um 2000 v. Chr. setzte mit assyrischen Quellen erstmals eine schriftliche Überlieferung ein, eine rudimentäre Verwaltung wird erkennbar, die Städte erreichten erhebliche Ausdehnungen.
Möglicherweise kam es etwa 2000 v. Chr. durch Zuwanderung zu einer ethnischen Zersplitterung im Osten. Dieser Niedergangsphase folgte ein starkes Wachstum der Städte. In Zentralanatolien entstand um 1600 v. Chr. das Großreich der indogermanischen Hethiter, im Westen das Königreich von Arzawa, das wahrscheinlich von indogermanischen Luwiern bewohnt war. Im Südwesten entstand das erst minoische, dann griechische (mykenische) Milet. Auch andere Orte an der Ägäisküste, wie Iasos oder Halikarnassos, waren ab dem späten 15. Jahrhundert v. Chr. wahrscheinlich von mykenischen Griechen besiedelt. Zu Beginn des 12. Jahrhunderts brach das hethitische Großreich zusammen, wahrscheinlich aufgrund innerer Wirren und der Folgen von Bevölkerungsbewegungen bzw. Kriegen, die große Teile des östlichen Mittelmeerraums erfassten. Kleinere hethitische Nachfolgestaaten bestanden jedoch im Süden und Osten Anatoliens teilweise bis ins 8. Jahrhundert fort.
Die Phryger breiteten sich ab dem 12. Jahrhundert nach Osten, in Richtung Zentralanatolien aus und errichteten möglicherweise schon im 11. Jahrhundert ein Reich, das, von Gordion aus verwaltet, im 9. und 8. Jahrhundert v. Chr. große Teile West- und Zentralanatoliens umfasste. Seit 850 v. Chr. bestand im Osten das Reich Urartu, Ende des 8. Jahrhunderts erreichten Kimmerer Anatolien, die 697 oder 676 v. Chr. die Hauptstadt des Phrygerreichs zerstörten, um 644 die der Lyder. Erst um 600 v. Chr. gelang die Vertreibung dieses Reitervolks, doch wenige Jahrzehnte später eroberten die Perser ganz Kleinasien. Trotz häufiger Auseinandersetzungen zwischen Griechen und Persern wuchsen die griechischen Städte zu bedeutenden Handels- und Kulturzentren heran.
Mit der Eroberung Anatoliens durch Alexander den Großen wurde das Land zu einem überaus häufigen Kriegsschauplatz. Dort etablierten sich nach dem Zerfall des Alexanderreichs mehrere Nachfolgestaaten, vor allem Pergamon im Westen, Pontos rund um das Schwarze Meer und Armenien im Osten. Ab 133 v. Chr. fielen Pergamon und Pontos an Rom, Armenien blieb jedoch mehrere Jahrhunderte lang ein Pufferstaat zwischen dem Römischen und dem Partherreich, das 226 n. Chr. von dem persischen Sassanidenreich abgelöst wurde. Im Römischen Kaiserreich erreichte die Verstädterung ihren Höhepunkt. Noch in der Spätantike besaß Kleinasien über 600 Städte. Die frühen christlichen Gruppen, von denen sich einige gegen Verweltlichungstendenzen der Kirche wandten, bekämpften sich, Ende des 4. Jahrhunderts waren die Nichtchristen dennoch bereits in der Minderheit. Bis zum 6. Jahrhundert erlangten lokale Grundbesitzer per Gesetz beinahe unbeschränkte Verfügungs- und Polizeigewalt, wachsende Wirtschaftseinheiten forderten von den Bauern Arbeit und Abgaben und machten sie in einem langen Prozess zu unfreien Kolonen, die an die Scholle gebunden waren und kein freies Eigentum mehr besaßen.
Das Oströmische bzw. Byzantinische Reich siegte zwar nach einem langen Krieg 628 über die Perser, doch verlor es ab 633 weite Gebiete an muslimische Araber, die auch das Perserreich eroberten. Zugleich machte der Verlust fast des gesamten Gebietes zwischen Donau und Griechenland an Awaren und Slawen das verbliebene Anatolien zum Kernland des Restreiches. Es wurde in Militärbezirke eingeteilt und alle Kräfte wurden der Abwehr der immer wieder tief nach Kleinasien einbrechenden muslimischen Armeen untergeordnet. Nach etwa 850 stabilisierte sich die Situation, ab etwa 940 ging Byzanz verstärkt in die Offensive, sodass auch der äußerste Osten Anatoliens, das seinen Namen dem byzantinischen Militärbezirk (Thema) Anatolikon verdankt, besetzt wurde.
Türkische Seldschuken besiegten 1071 eine vom Kaiser geführte Armee. In Anatolien entstand um Konya 1081 eine unabhängige seldschukische Herrschaft, die sich bis an die Ägäis erstreckte. Zwar gelang Byzanz die Rückeroberung der Küstensäume, doch nach einer schweren Niederlage im Jahr 1176 begann die Herrschaft Konstantinopels zu bröckeln. Zudem eskalierte der Streit mit der römischen Kirche ab 1054 und 1204 eroberte ein Kreuzfahrerheer auf venezianische Initiative hin die Hauptstadt. Dem Kaiserreich Nikaia, von flüchtigen Angehörigen des Kaiserhauses gegründet, gelang die Stabilisierung seiner westanatolischen Herrschaft, ebenso wie es einem anderen Zweig gelang, das Kaiserreich Trapezunt zu gründen, das bis 1460 bestand. Mit der Rückgewinnung Konstantinopels 1261 vernachlässigte Byzanz Anatolien, das nach und nach von türkischen Gruppen erobert wurde. Unter ihnen setzten sich die Osmanen durch, denen 1453 die Eroberung der byzantinischen Hauptstadt gelang, die sie zu ihrer Hauptstadt Istanbul machten. Die griechische Bevölkerung wanderte weiterhin in die küstennahen Städte ab, Zentralanatolien wurde ein Agrarland und büßte viele seiner Städte ein. Im Osten hielt sich bis 1375 das Königreich Kleinarmenien. Zwar unterlagen die Seldschuken 1243 den Mongolen und die Osmanen 1402 der Armee Timurs, doch auch diese Niederlage konnte die Eroberung der türkischen Emirate durch die Osmanen nur verzögern.
Diesen gelang gegen ägyptisch-mamlukischen und persisch-safawidischen Widerstand die Eroberung Südost- und Ostanatoliens, doch entlud sich die dauernde Kriegführung und die Überforderung des Gebiets in Aufständen. Zudem ging die Bedeutung der Städte weiter zurück, zumal der mittelmeerische Handel im 17. Jahrhundert gegenüber dem atlantischen zunehmend an Bedeutung verlor. Die zentrifugalen Kräfte dominierten in der lokalen Politik zunehmend, im Laufe des 19. Jahrhunderts verlor das Reich zudem die meisten europäischen Gebiete und Nordafrika machte sich unabhängig, sodass Anatolien abermals zum Kernland des Reiches wurde. Nach dem Ersten Weltkrieg endete das Reich der Osmanen und die Türkische Republik wurde von Mustafa Kemal Atatürk gegründet. Zwar kam es zu Wahlen, doch putschte die Armee drei Mal in den Jahren 1960, 1971 sowie 1980, und eine Führung aus Militärs dirigierte das Land.
Die größten Minderheiten stellten Armenier, Griechen und Kurden dar, wobei erstere während des Ersten Weltkriegs einem Völkermord ausgesetzt waren und die Griechen nach dem Krieg aus Anatolien vertrieben wurden. Sieht man vom europäischen Teil der Türkei ab, so bestand der Staat seit den 1920er Jahren fast nur noch aus Anatolien, wo die Regierung ethnische Konflikte zu negieren versuchte, indem sie etwa die Kurden zu einer Sonderform der Türken machte. 1996 beendete das Parlament den Ausnahmezustand in den Kurdenprovinzen. Die Öffnung der Märkte bei niedrigen Löhnen und starkem Nachholbedarf führte zusammen mit der Modernisierung der Organisations- und Infrastruktur und der Hebung der Bildung zu einem rapiden Wirtschaftswachstum, von dem vor allem die Großstädte profitierten, während bald kaum noch ein Viertel der Bevölkerung auf dem Land lebte.

## Paläolithikum (Altsteinzeit)
So sehr Anatolien für die Erforschung der Jungsteinzeit an Bedeutung gewonnen hat, so gering sind bisher die Erträge mit Blick auf die Altsteinzeit. Während in den Nachbarländern Georgien und Griechenland in den letzten Jahrzehnten große Fortschritte erzielt werden konnten, ist Anatolien von erheblicher Vernachlässigung auf diesem Sektor betroffen. Da sich nördlich von Anatolien, im georgischen Dmanissi, die bisher ältesten homininen Fossilien fanden, die als mögliches Bindeglied zwischen den frühesten Vertretern der Gattung Homo aus Afrika und den späteren, aus Asien bekannten Fossilien des Homo erectus gelten, käme Anatolien damit eine Brückenfunktion zu.
Im benachbarten Thrakien finden sich vor allem Chopper, also Geröllwerkzeuge, jedoch fast keine Faustkeile; in Anatolien lassen sich zwar in allen Regionen Faustkeile nachweisen, doch an nur vier Fundstätten lässt sich anhand der Stratigraphie ihr Alter bestimmen (Stand 2009). Steinwerkzeuge sowie Knochen aus der Altsteinzeit und Mittelsteinzeit wurden in der Karain-Höhle 31 km nordwestlich von Antalya entdeckt, darunter auch Faustkeile. Die ältesten Funde wurden auf ein Alter von mehr als 400.000 Jahren datiert. Ebenfalls datierbare Faustkeile bargen zwei Stätten bei Şehremuz Sırtı nördlich von Samsat in Südostanatolien (A 5 und A 10), die dem Acheuléen zugewiesen werden konnten. Größer ist die Funddichte am oberen Euphrat und am Tigris sowie in der Provinz Hatay.
1984 fand man am Euphrat den ersten Faustkeil bei Şanlıurfa und damit den ersten Beleg für die Anwesenheit von Menschen im Paläolithikum, wenn auch der erste Faustkeil bereits 1907 bei Gaziantep entdeckt worden war. Die erste zentralanatolische Grabungsstätte, die Funde aus dem Acheuléen zu Tage förderte, war das im Jahr 2000 entdeckte Kaletepe Deresi 3 bei Kömürcü in Kappadokien; sie erreichen ein Alter von etwa 800.000 Jahren. Im von starker vulkanischer Aktivität gekennzeichneten Gebiet des über 2100 m hohen Göllü Dağ lagen Obsidian-Lager, welche schon früh Jäger und Sammler anlockten, die das glasartige Material zu Waffen und Werkzeugen verarbeiteten. Es fanden sich Chopper, Cleaver (Hackmesser) und Faustkeile. Auch Werkzeuge, die in Levalloistechnik hergestellt wurden und dementsprechend dem Mittelpaläolithikum zugeordnet werden, sind bekannt. An tierischen Überresten fanden sich nur der Unterkiefer einer ausgestorbenen Pferdeart und einige Zähne. Die älteren Fundstücke gehen auf Homo erectus zurück. 1940 fand man bei Pendik im Raum Istanbul einen Faustkeil, der dem Abbevillien zugeordnet wurde, auf der Ostseite des Bosporus fand man bei Göksu an drei Stätten je einen Faustkeil.
Für die Zeit zwischen 40.000 und 26.000 v. Chr. existieren verhältnismäßig zahlreiche Funde zwischen der Marmara-Region und Hatay, doch danach besteht eine Lücke von sechs Jahrtausenden. Dementsprechend fehlt die Gravettien-Industrie vollständig.
Während der größten Würmzeitlichen Vereisung um 28.000 bis 20.000 v. Chr. lag der mediterrane Meeresspiegel um 100 bis 130 m tiefer als heute. Der nachfolgende Anstieg war durch das Abschmelzen der Eismassen bedingt, das sich über Jahrtausende hinzog. Da dieser Prozess nicht linear war, ist die Rekonstruktion vergangener Küstenverläufe eine komplexe Aufgabe, wobei, im Gegensatz zu anderen Regionen, die Landhebungen und -senkungen eher gering waren. Die starken Schwankungen des Meeresspiegels zerstörten vor allem in den küstennahen Ebenen prähistorische Siedlungen, beispielsweise in Kilikien und dem Raum Antalya. In der Ägäis waren die heute griechischen Inseln vielfach Teil des Festlands, und als der Meeresspiegel anstieg, reichten die Überschwemmungen bis zu 70 km landeinwärts. Wesentlich komplizierter ist der Verlauf im Schwarzen Meer, dessen Verbindung zum Mittelmeer nicht durchgängig bestand.
Zuletzt kam es im Jüngeren Dryas zwischen 10.730 und 9700/9600 v. Chr. zu einer starken, globalen Abkühlung.

## Epipaläolithikum (ca. 20.000–10.000 v. Chr.)
Lange Zeit ließen sich nur zwei Fundstätten in Anatolien möglicherweise dem Epipaläolithikum zuweisen, dem unmittelbar der Sesshaftwerdung und Land- bzw. Weidewirtschaft vorangehenden Zeitalter. Dies änderte sich im Jahr 2021, als in einer Höhle bei Izmir, zwischen Dikili und Pergamon gelegen, 14.000 Jahre alte Spuren saisonaler Jagdaufenthalte und vor allem von Feursteinwerkzeugen entdeckt wurden. Deren Rohmaterial war aus dem Fluss vor der Höhle gewonnen worden.
Die Fundstätte Pınarbaşı, ein Abri, weist ein Lager von Hirten und Jägern auf, die sich im 7. Jahrtausend v. Chr. hier aufhielten. Darunter fanden sich Spuren, die mindestens ins 9. Jahrtausend datiert werden konnten. Die Jäger errichteten leichte Schutzwände aus Reet, das sie im nahegelegenen See fanden. Das von ihnen benutzte Obsidian stammte zu 90 % aus Kappadokien. Vor allem Mikrolithen wurden genutzt, Steinwerkzeuge wurden offenbar mitgebracht. Einige Bestattungen enthielten zahlreiche Muscheln aus dem Mittelmeer.
Kennzeichnend für das Epipaläolithikum sind die Mikrolithenindustrien, die in einigen Regionen Anatoliens auch danach noch fortbestanden. Zudem kam es erstmals zu einer erkennbaren kulturellen Differenzierung der verschiedenen Regionen. Die wichtigste Überlebensstrategie bestand aus Mobilität und der Nutzung oftmals weit voneinander entfernter Ressourcen. An einigen günstigen Stellen kam es bereits zu wiederholten längeren Aufenthalten in Abhängigkeit von jahreszeitlichen Zyklen. Die Jäger-und-Sammler-Gesellschaften wurden jedoch lange zugunsten der Erforschung der frühesten Landwirtschaft oder der Entstehung früher urbaner Siedlungstypen vernachlässigt. Eine anhand der Funde erkennbare Abgrenzung zur Mittelsteinzeit (Mesolithikum) gibt es nicht.
Wie überall in Anatolien wurden wilde Pflanzen gesammelt, so Pistazien, die Früchte des Zürgelbaums, Rosinen, Birnen, Mandeln und möglicherweise bereits Oliven, deren Spuren sich in Höhlen wie Beldibi, Karain B (nicht zu verwechseln mit der Karain-Höhle) oder Öküzini westlich und nördlich von Antalya fanden. Getreide war nur von geringer Bedeutung. Auch an der wichtigsten Fundstätte, der Öküzini-Höhle, deren älteste Funde der von 23.000 bis 15.000 v. Chr. datierten Kebaran-Kultur zugerechnet werden, fanden sich keinerlei Spuren von Getreide. Die Höhle bietet vor allem Überreste aus der Zeit zwischen etwa 20.000 und 7.500 v. Chr.
Während man früher annahm, dass die sesshafte Lebensweise auf den Einfluss des mesopotamischen PPNA (Präkeramisches Neolithikum A) zurückging, geht man inzwischen von einer eigenständigen Entwicklung auf dem zentralanatolischen Plateau aus, die in das Zentralanatolische Neolithikum (CAN) einmündete.
Im Bereich des Schwarzen Meeres, vormals ein Binnensee, dürften viele Siedlungen zerstört worden sein, als über Dardanellen und den Bosporus das Mittelmeer einbrach und der Wasserspiegel anstieg. Die Einzelheiten sind allerdings umstritten. Die ältesten Funde von Meerestieren im Schwarzen Meer datieren um 5500 v. Chr. Weiteres siehe Schwarzes Meer.

## Neolithikum (Jungsteinzeit)
Dank intensiver Forschung an der Frage der Umwandlung von Jäger-und-Sammler-Gesellschaften in Gesellschaften, die ihre Lebensmittel selbst produzierten, lässt sich ab dem 10. Jahrtausend ein klareres Bild zeichnen. Um 9000 v. Chr. begann die neolithische Revolution, für die Ackerbau, Viehzucht und dörfliche Lebensform bis hin zur Urbanisierung kennzeichnend sind. Anatolien spielte dabei lange, sieht man einmal von den an den Fruchtbaren Halbmond angrenzenden Gebieten ab, weder als Ursprungsort noch als Beginn der Nahrungsmittelproduktion in der europäischen Geschichte eine Rolle. Seit einiger Zeit ist die Kernregion der frühesten Neolithisierung, der Fruchtbare Halbmond, jedoch um den Südosten Zentralanatoliens erweitert worden. Dabei sind die Grenzen nach Westen und Norden noch unklar. In jedem Falle verharrte das Neolithikum lange Zeit in dieser Kernregion.
Nach der Expansion in Richtung Westanatoliens, des ägäischen Raums, Thrakiens und Bulgariens sowie Nordgriechenlands entstand hier eine neue Kernzone. Westanatolien wurde zu einer Kontaktzone. In den Jahren zwischen 1992 und 2012 wurden 26 neue Stätten in der westlichen Türkei ausgegraben, die es gestatten, die Westexpansion auf die Zeit zwischen 7400 und 7100 v. Chr. zu datieren, möglicherweise sogar ein wenig früher. Dabei wird der Seeweg für einige kulturelle Übertragungen in die Ägäis, wie etwa Impresso-Keramik, die im Hinterland unbekannt war, durch Ausgrabungen in Ege Gübre in Izmir wahrscheinlich gemacht, ebenso wie durch neolithische Funde auf Zypern und Kreta. Ähnliches gilt für Hoca Çeşme (um 6400 v. Chr.) an der Westküste, das zwar für das Hinterland typische Keramik barg, aber auch Rundbauten, wie sie abseits der Küstenregion nicht zu finden sind. Man kann daher von einer küstennahen Seefahrtsroute ausgehen, die die Levante mit dem Balkan verband. Dabei entwickelte sich das sogenannte „neolithische Paket“, eine Gruppe von Kennzeichen, also Gütern und Tieren, die mitgeführt wurden. Die mitgeführten Tierrassen und Pflanzenarten – vor allem Getreidesorten – stammten aus dem Ursprungsgebiet, wie sich genetisch belegen ließ. Hinzu kamen bestimmte Arten der Gefäßkeramik, die kennzeichnend sind.
Eine erste Phase der Expansion Richtung Balkan lässt sich um 6500 bis 6400 v. Chr. fassen. Dabei fällt auf, dass die praktischen Dinge ebenso wie Vieh mitgeführt wurden, kultische und zeremonielle sowie Prestigeobjekte hingegen nicht. Es könnte sich also um eine Abspaltung ohne die Eliten und Priester gehandelt haben. Eine der wichtigsten Kulturen, die sich diesem Vorgang zuordnen lassen, ist die Kultur von Fikirtepe (6450–6100 v. Chr.), die in mehr als 25 Fundstätten nachgewiesen ist. Dabei weisen die Fundorte des Hinterlands, wie Ilıpınar oder Menteşe Höyük, rechteckige Häuser auf, wie sie für Zentralanatolien typisch waren, während die küstennahen Häuser rund oder oval waren. Letzteres gilt etwa für Fikirtepe, Pendik, İstanbul Yenikapı und Aktopraklık. Während im Hinterland Grabstätten außerhalb der Mauern lagen, fanden sie sich an der Küste unter den Hütten. Totenverbrennung auf Hügeln, wie in Yenikapı, war im Hinterland völlig unbekannt. Möglicherweise handelte es sich im Hinterland um eine Westbewegung, während es an der Küste zur Vermischung mit dort vorhandenen Lebensformen – unter Zuwanderung über See – kam. Die nächste, relativ schnelle Ausbreitungswelle erreichte den gesamten Balkan.
Ausgrabungen in Tepecik-Çiftlik und Köşk Höyük im Osten Zentralanatoliens weisen darauf hin, dass die sich weit ausbreitenden Arten der Keramikbearbeitung – bestimmte Arten der Figurinen, tier- oder menschenförmige Gefäße usw. – aus dieser Region stammen. Die neuen Siedler bevorzugten Flusstäler und gut bewässerte Ebenen und mieden Hügel und Plateaus. Zwischen Zentralanatolien und der Ägäisküste lassen sich mehr als 100 Stätten dieser Phase zuordnen. Hingegen blieb die östliche Marmararegion davon unberührt. Dort folgte der Fikirtepe-Kultur die Kultur von Yarımburgaz 4. Die zweite Welle der westwärts Ziehenden überquerte dabei nicht den Bosporus, sondern umrundete die Kulturen von Yarımburgaz 4 und 3 und damit das Gebiet um Istanbul, das dieser Kultur angehörte, rund um das Marmarameer weiter westwärts.

### Südostanatolien
Die ältesten gesicherten neolithischen Siedlungen Südostanatoliens fanden sich am Batman, einem Zufluss des oberen Tigris. Von ihnen ist wiederum Hallan Çemi die älteste, sie wurde auf die letzten Jahrhunderte des 11. Jahrtausends BP datiert. Nur wenig jünger ist Demirköy, etwa 40 km flussabwärts gelegen, das dem ersten Jahrhundert des 10. Jahrtausends BP zugeschrieben wird. Weitere 20 km flussabwärts befindet sich Körtik, bereits nahe am Zusammenfluss von Batman und Tigris gelegen. Wahrscheinlich wurden die drei Siedlungen von ein und derselben Gruppe nacheinander bewohnt. Die Fundgruppen gehen auf die Zarzien-Kultur zurück, für die die Zeit zwischen 18.000 und 8000 v. Chr. angesetzt wird und bei der es sich um eine hochentwickelte Jäger-und-Sammler-Kultur handelte. Dabei hatten die neolithischen Siedlungen enge Beziehungen zu Stätten um Mossul.
Nur in Hallan Çemi und Demirköy fanden sich Spuren elliptischer Strukturen aus Stein, Flechtwerk und Bewurf (letzteres zumindest in Hallan Çemi). Es fanden sich zwei größere bauliche Strukturen, bei dem über dem Eingang eines der beiden Gebäude der Schädel eines Auerochsen hing. Auch wiesen die Gebäude Materialien aus weit entfernten Gebieten auf, wie vier kleine Kupfererzklumpen oder Obsidian aus der Gegend um Bingöl und Van, das wohl im „Auerochsenschädelhaus“ bearbeitet wurde. In Hallan Çemi fand sich zudem ein größerer Platz, der umgeben von feuergesprengten Steinen und Tierknochen war. Einige der Steingefäße könnten mit diesem „Festplatz“ in Beziehung stehen; in ihnen wurden anscheinend Speisen zubereitet.
Im Gegensatz zu den späteren, neolithischen Stätten wurden in diesen proto-neolithischen Siedlungen am Batman die Toten außerhalb, etwa in Höhlen, beigesetzt. In Demirköy fanden die Toten hingegen ihre letzte Ruhestätte innerhalb des Ortes, allerdings noch ohne Beigaben. Diese tauchen erst in Körtik auf, etwa Steingefäße und -perlen. In Demirköy fanden sich zwei beigesetzte Hunde, ebenso fanden sich hier erstmals gebrannte Ziegel.
Zumindest für Hallan Çemi lassen sich erste Versuche der Tierhaltung – von Schweinen – zeigen, die in Demirköy durch Ziegen ersetzt wurden. Wildes Getreide wurde anscheinend nicht geerntet, eher waren dies Nüsse, Hülsenfrüchte oder die Samen der Gewöhnlichen Strandsimse. Es wurde also noch mit verschiedenen Ressourcen experimentiert; Versuche, die noch stark von lokalen Anpassungen abhingen und der Vorstellung zuwiderlaufen, es habe sich um einen kontinuierlichen Domestizierungsprozess gehandelt.
Etwa 125 Flusskilometer oberhalb der Batman-Siedlungen befindet sich Çayönü. Dort lässt sich die Entwicklung von den Rundbauten einer frühen Ackerbauersiedlung aus dem 10. Jahrtausend zu einer großen Siedlung mit rechteckiger, dann differenzierter Bebauung im 9. bis zum Anfang des 7. Jahrtausends belegen. Um 9500 bis 9200 BP veränderte sich die dortige Kultur in eine andere Richtung.

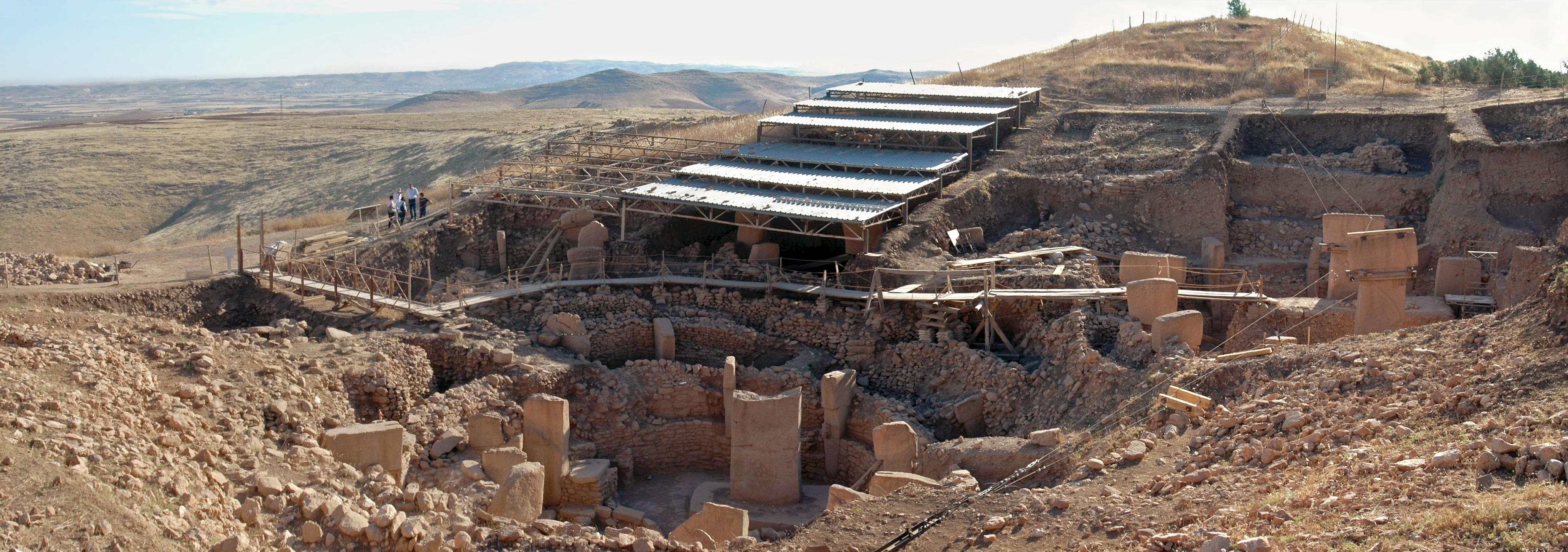
Das südliche Grabungsfeld von Göbekli Tepe, 2010

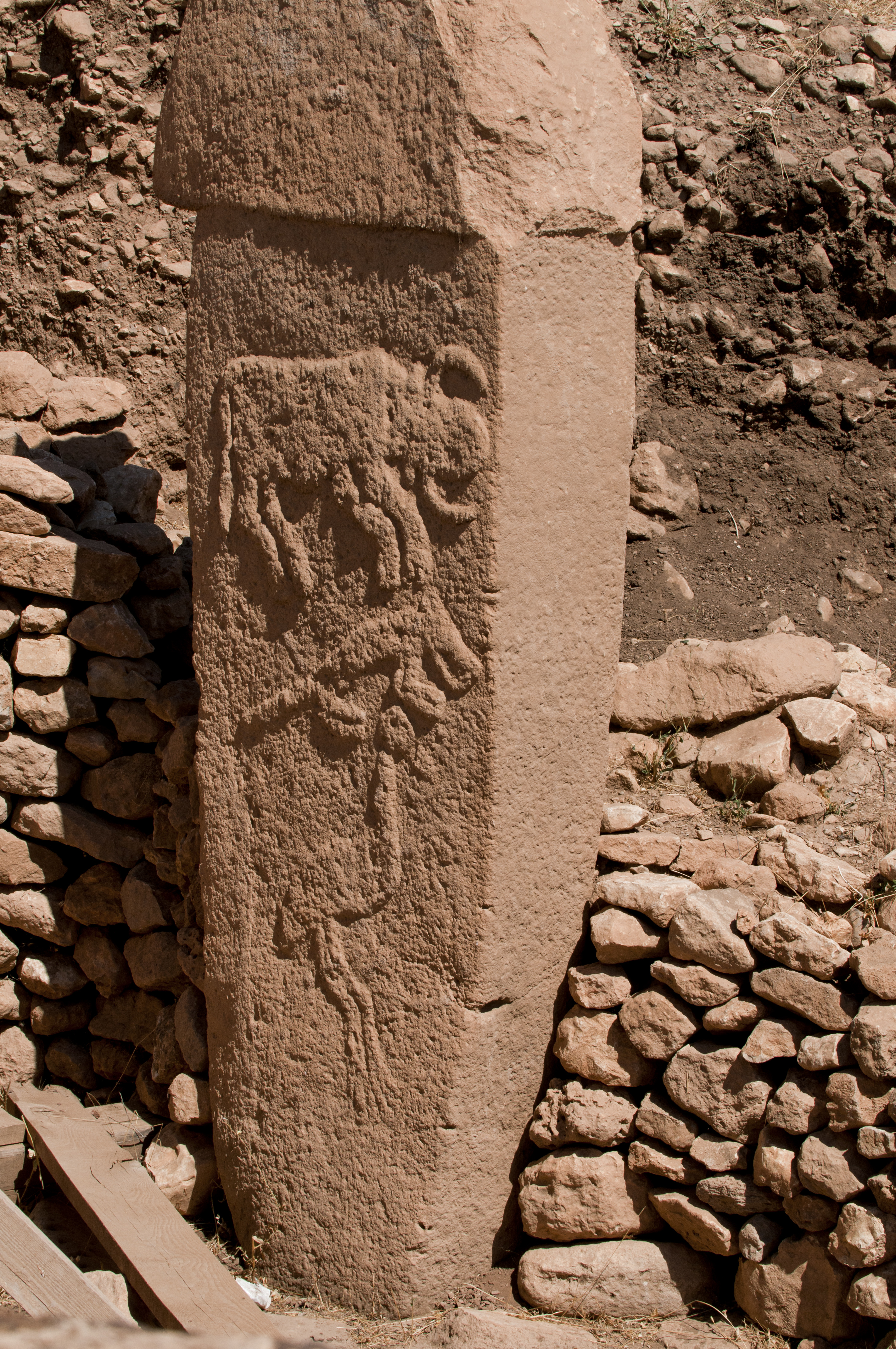
Pfeiler mit Tierreliefs, Göbekli Tepe

Mit Göbekli Tepe verdichten sich die Funde zu einem genaueren Bild. Dort entstand um 10.500 v. Chr. ein Bergheiligtum, das wohl die älteste bekannte Tempelanlage darstellt. Das kurvilineare Gebäude entstand auf zuvor unbebautem Grund. Beim Bau waren bis zu 500 Menschen erforderlich, um die 10 bis 20 Tonnen, im Extremfall sogar 50 Tonnen schweren Pfeiler in den Steinbrüchen der Umgebung zu brechen und 100 bis 500 m weit zu transportieren. Diese monumentalen, t-förmigen Pfeiler weisen Reliefs in Tier- und Menschengestalt auf. Die Toten wurden in diesem Beinhaus beigesetzt, sie erhielten aber keine Steingefäße wie in Körtik. Es fanden sich bisher keine Wohngebäude, wohl aber „Sondergebäude“, die wahrscheinlich rituellen Zusammenkünften dienten. Anfang des 8. Jahrtausends verlor die Siedlung ihre Bedeutung, doch geriet sie nicht einfach in Vergessenheit, sondern wurde aus unbekannten Gründen mit 300–500 m³ Erde bedeckt.
Im Euphratgebiet fanden sich mehrere Siedlungen, darunter Cafer Höyük, das zwischen den letzten Jahrhunderten des 10. Jahrtausends BP und etwa 8000 BP bestand. Von ähnlicher Bedeutung ist das gleichfalls vorkeramische, zugleich bereits neolithische Nevalı Çori, dessen ältester Fund ins 10. Jahrtausend datiert, ebenso wie Funde aus Çayönü im Tauros, zu denen auch Großplastiken gehören.
Aus Ton wurden nicht nur Figurinen, wie in Demirköy, sondern nun auch Gefäße hergestellt. Fünf Grabungsstätten dieses keramischen Neolithikums finden sich im Südosten Anatoliens: Çayönü, Sumaki (am nächsten Nebenfluss des Tigris flussabwärts, dem Garzan) und Salat Cami Yanı im Tigrisgebiet sowie Mezraa-Teleilat und Akarçay Tepe im Euphratgebiet. In Çayönü wurden in der jüngeren Phase die Gebäude aus Flechtwerk und Bewurf von steinernen Häusern abgelöst. Siedlungskontinuität lässt sich auch für Mezraa-Teleilat zeigen. Insgesamt ist die Keramikphase des Neolithikums von kleineren Siedlungen als die vorgehende, präkeramische Phase geprägt, in der in einigen Siedlungen Monumentalbauten entstanden. Erst in der nachfolgenden Halaf-Periode tauchten wieder große Siedlungen auf.

### Zentralanatolisches Plateau

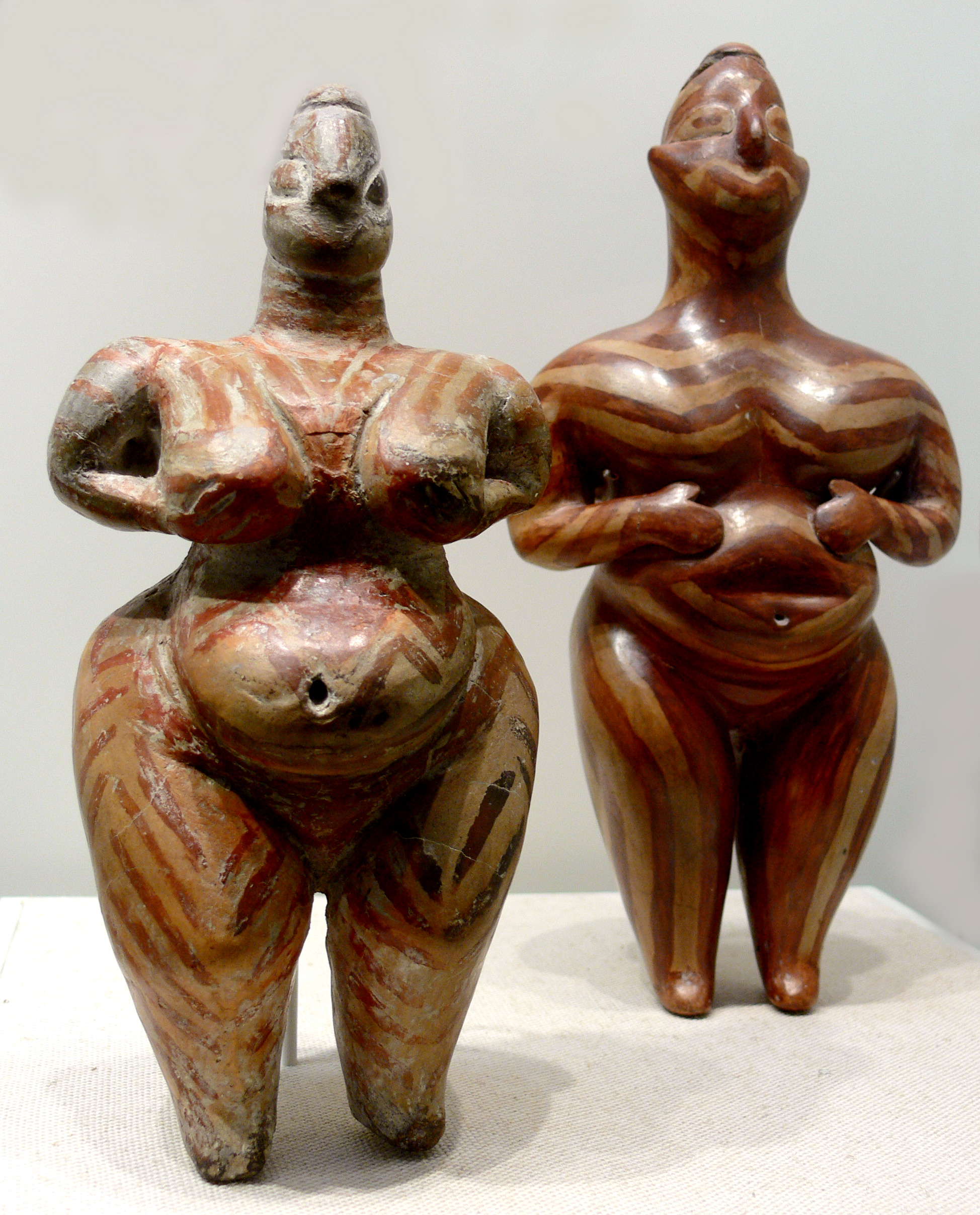
Statuetten aus Hacılar

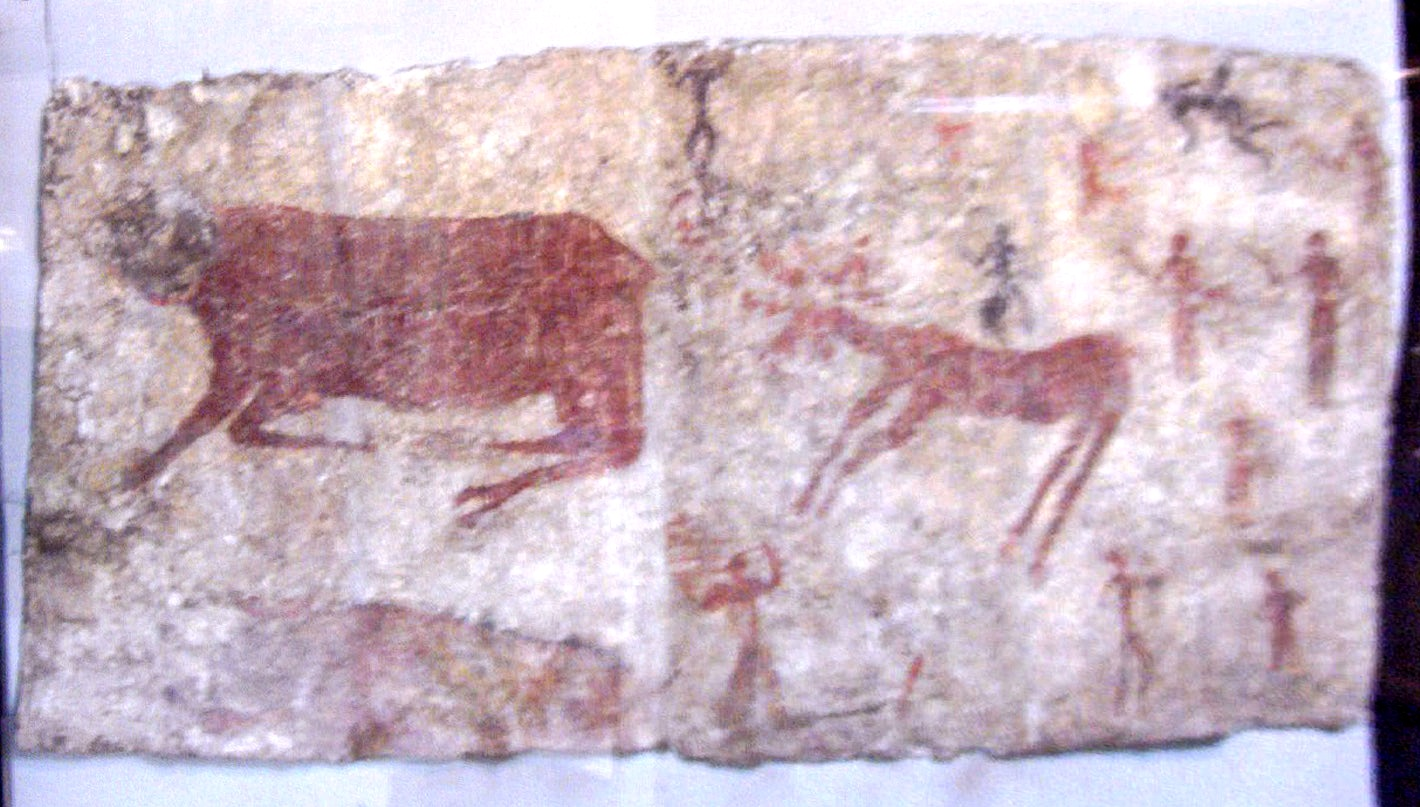
Wandbemalung aus Çatalhöyük, erkennbar sind ein Auerochse, ein Hirsch und Menschen

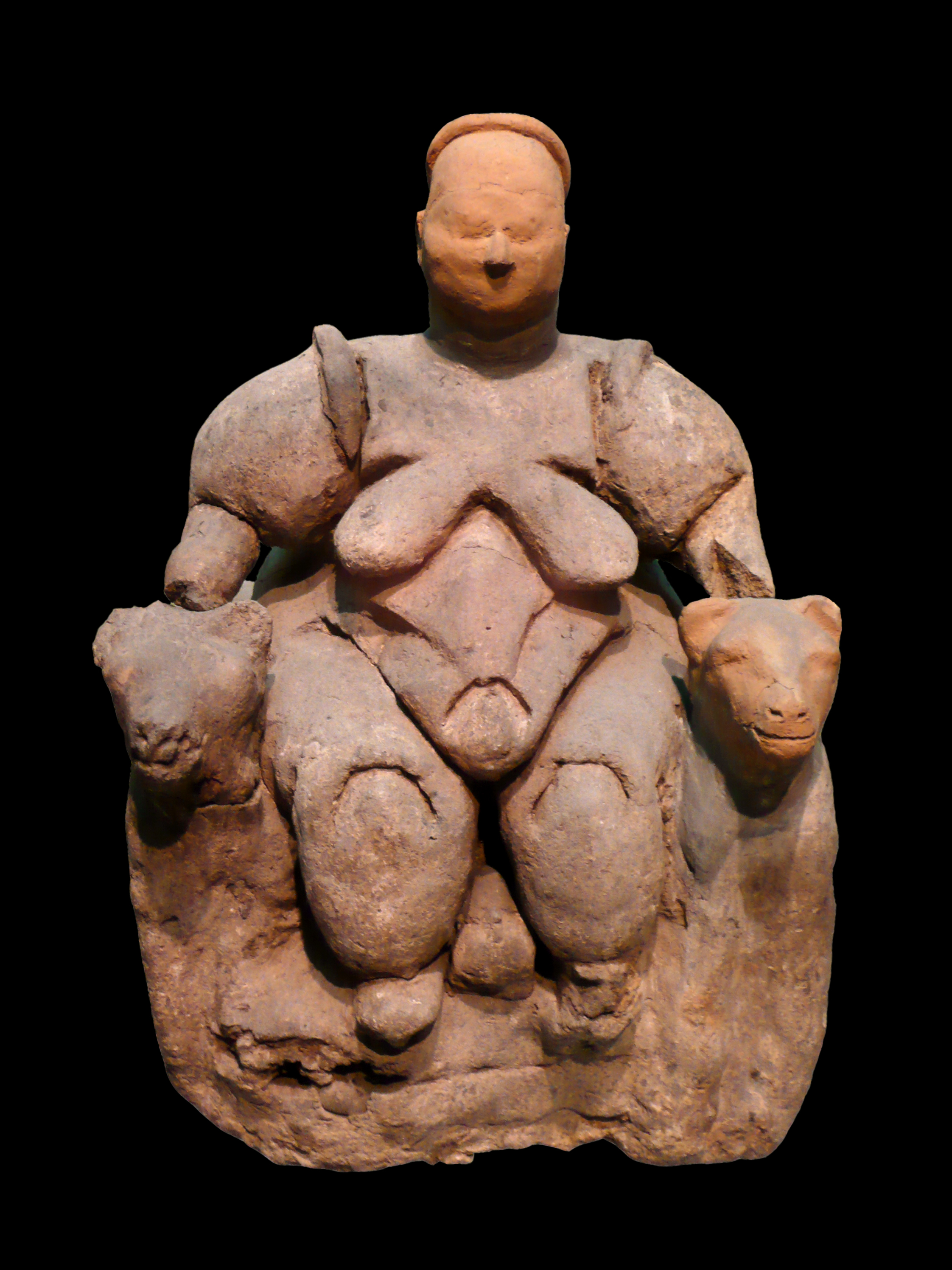
„Göttin“ auf dem Leopardenthron, Figurine aus Çatalhöyük

Das früheste Neolithikum Anatoliens (Präkeramisches Neolithikum A) kennt noch keine (oder sehr wenig) Keramik, aber schon feste Siedlungen mit Rundhäusern aus Stein (Nevalı Çori, Göbekli Tepe). Im folgenden Präkeramischen Neolithikum B kamen rechteckige Häuser in Gebrauch. Ton wurde zu Statuetten verarbeitet und teilweise auch gebrannt, man fertigte aber noch keine Gefäße aus diesem Material.
Einige Fundorte belegen den schrittweisen Übergang zur für das Neolithikum typischen Lebensweise. Pınarbaşı ist der älteste anatolische Fundort, der zwischen 8500 und 8000 v. Chr. langfristig ständig bewohnt war. Die zur Hälfte unter der Erdoberfläche liegenden Häuser wiesen oberirdisch Flechtwerk und Lehmbewurf auf. Die Böden waren verputzt, einige waren wahrscheinlich mit rotem Ocker verziert. Die Bewohner ernährten sich von der Jagd, vor allem auf Auerochsen und Einhufer, aber auch von Fischfang und dem Sammeln wilder Pflanzen wie Pistazien und Mandeln. Obsidian und Feuerstein wurden von weit hergeholt und vor Ort bearbeitet.
20 km von Pınarbaşı und 9 km von Çatalhöyük entfernt liegt die Fundstätte Boncuklu, die auch kulturell zwischen den beiden Stätten liegt. Es fanden sich farbige Malereien, die Ähnlichkeit mit denen in Çatalhöyük aufweisen, ebenso wie Obsidian aus Kappadokien – vor allem aus Nenezi und Kayırlı, zweien der Hauptlagerstätten – und mittelmeerische Muscheln (wie in Pınarbaşı).
Ebenfalls ins 9. Jahrtausend v. Chr. gehört Aşıklı Höyük in Kappadokien. Zwischen 8400 und 7400 v. Chr. bis 6500 v. Chr. bestand hier eine ganzjährig bewohnte Siedlung am Melendiz. Nach der endgültigen Sesshaftwerdung tauchten Gebäude auf, die offenbar besondere Funktionen übernahmen. Die in Gruppen beisammenstehenden Wohnhäuser im Norden des Hügels, die zwei bis drei Räume aufwiesen und einander recht ähnlich sahen, bestanden aus Lehmziegeln, Lehmplatten und Mörtel. Sie hatten Verbindungstüren, jedoch keine Außentüren, sodass angenommen wird, dass sie mit Holzleitern über die Flachdächer betreten wurden. Neue Gebäude wurden auf die alten gebaut, deren Überreste wieder verwertet wurden. Dabei ergaben sich insgesamt zehn Bauphasen. Die Häuser südlich der vier Meter breiten Straße, die die beiden Teile der Siedlung trennte, bestanden aus anderen Materialien und wiesen Malereien auf. Zudem tauchten zum ersten Mal kultivierte Pflanzen auf, wie Einkorn, Emmer und Gerste, Weizen und Hartweizen, auch wenn die Jagd und das Sammeln von Wildpflanzen fortbestanden. Die Begräbnisstätten fanden sich innerhalb der Häuser unter den Fußböden. Auf der gegenüberliegenden Seite des Melendiz fand sich Musular (7500–6500 v. Chr.), das vermutlich von den Bewohnern Aşık Höyüks erbaut wurde. Dort wurden offenbar Klingen und Jagdwaffen wie Pfeilspitzen hergestellt, vor allem aber wurden Tiere geschlachtet und zerlegt und die Stätte diente möglicherweise rituellen Zwecken. Aufgrund dieser engen Verbindung zu Aşık Höyük spricht man auch vom Aşık-Musular-Komplex.
Eine der wichtigsten Obsidianquellen war das 1600 m hoch gelegene Kaletepe am Fuß des Göllü Dağ. Die Siedlung lässt sich auf die Zeit zwischen 8200 und 7800 v. Chr. datieren. Dort fanden sich große Mengen an Vorprodukten für die begehrten Obsidianklingen, sodass man von einem weiträumigen Handel ausgeht, wofür auch die stark standardisierten Kerne und Blöcke sprechen. Weder die Technologie noch die Produkte existierten allerdings auf dem umgebenden Plateau, sondern im Gebiet des Präkeramischen Neolithikum B der Euphrat-Region und auf Zypern. Daher entstanden Mutmaßungen, dass hier weniger anatolische als vielmehr levantinische Handwerker lebten.
Aus Çatalhöyük (7400–6200 v. Chr.) und Mersin sind Beispiele der ältesten neolithischen Keramik bekannt. Çatalhöyük gilt als die älteste Stadt der Welt. Sie umfasste eine ungewöhnlich große Fläche von über 13 ha, sodass man mit mehreren Tausend Einwohnern rechnen muss. Domestizierte Schafe und Ziegen lieferten mittlerweile den überwiegenden Teil der tierischen Nahrung, dazu kamen weiterhin Jagd und Fischfang sowie die Sammeltätigkeit in einer reichhaltigen Pflanzenwelt. Es bestanden keine Gebäude mit Sonderfunktionen und nur wenige Straßen oder Durchgänge. Auch hier dürfte der Hauszugang über Flachdächer erfolgt sein, die Häuser hatten meist einen Hauptraum und einige Nebenräume, wohl für Vorräte. Es lassen sich Bänke, Öfen und Herde, Abfallgruben und Pfeiler unterscheiden. Es fanden sich Malereien, Reliefs, verzierte Rinderhörner, Figurinen und „Geschichtshäuser“ mit zahlreichen Beisetzungen. Um 6200 bis 6000 v. Chr. wurde die Stadt vom Ost- auf den Westhügel verlegt.

### Ausbreitung und „zweite neolithische Revolution“, zwei Hauptwanderwege
Weniger beachtet wurde die zuweilen als „zweite neolithische Revolution“ bezeichnete, fortgeschrittene neolithische Phase, in der neben dem Tier als bloßem Fleischlieferanten andere Möglichkeiten der Tiernutzung auftraten, sei es die Gewinnung von Wolle, Eiern und Milch oder die Nutzung als Trag- und Zugtier sowie als Lieferant von Bau- und Heizmaterial (Dung). In diese Phase fällt auch die Ausweitung des Raumes, in dem Menschen auf diese Weise lebten, über Süd- und Südostanatolien hinaus auf ganz Anatolien und in Richtung Griechenland und Balkan. In der ersten Hälfte des 7. vorchristlichen Jahrtausends war Knossos auf Kreta die einzige neolithische Siedlung auf der ganzen Insel. Um 6500 erscheinen Siedlungen auch auf anderen ägäischen Inseln.
Genetische Untersuchungen an den ältesten neolithischen menschlichen Überresten Griechenlands konnten belegen, dass die festlandsgriechischen Siedler eher mit denen auf dem Balkan verwandt waren, während die Bewohner der Inseln größere Nähe zu den Bewohnern Zentral- und vor allem des mediterranen Anatoliens aufwiesen. Neben Untersuchungen an Brot- oder Weichweizen weist dies darauf hin, dass es eine Aufspaltung der Siedler Richtung Nordgriechenland und Balkan bzw. Richtung Kreta und Süditalien gab, die sich bereits im Frühneolithikum ereignete. Daher ist Weichweizen geradezu kennzeichnend für die südanatolischen, kretischen und italienischen Gruppen. Sie bewegten sich aller Wahrscheinlichkeit nach über See. Bei der Ausbreitung scheinen, folgt man weiteren genetischen Untersuchungen, Reproduktionsvorteile gegenüber den jeweils benachbarten Jäger-und-Sammler-Gesellschaften eine entscheidende Rolle gespielt zu haben.
Zahlreiche frühe neolithische Siedlungen liegen am Beyşehir- und Suğla-See im Süden Zentralanatoliens, zum Beispiel Erbaba. Diese Siedlung wurde auf 6700 bis 6400 v. Chr. datiert. Der Hügel weist eine Fläche von etwa 5,5 ha auf. Keine Straßen trennten die Häuser voneinander.

## Chalkolithikum (Kupfersteinzeit, ca. 6100–3000 v. Chr.)

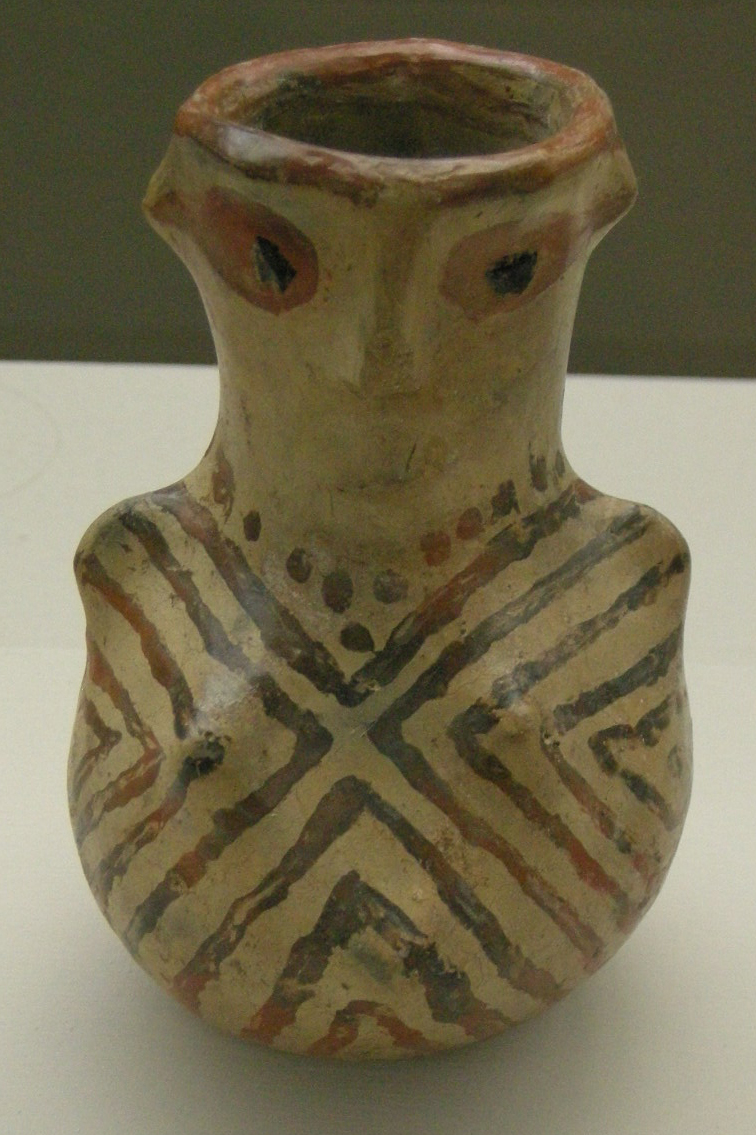
Anthropomorphes Gefäß aus Hacılar

Die Kupfersteinzeit Anatoliens zeichnet sich durch mehrfarbig bemalte Keramik aus. Der frühe Abschnitt der Kupfersteinzeit wird dabei um 6100 bis 5500 v. Chr. datiert, die ältesten Kupferobjekte in Form von Perlen stammen aus Cayönü Tepesi und reichen bis in die Zeit zwischen 8200 und 7500 v. Chr. zurück. Bekannt ist vor allem die Siedlung von Hacılar Höyük, dessen älteste Schichten noch dem präkeramischen Neolithikum angehörten und in das achte Jahrtausend v. Chr. datieren. In Schicht VI (5600 v. Chr.) fanden sich neun Bauten aus Lehmziegeln, die um einen großen Platz gruppiert waren. Die Einwohner lebten von Emmer, Einkorn, Weizen, Gerste und Erbsen sowie von Rind, Schwein, Schaf und Ziege. Auch Hunde wurden gehalten. Zahlreiche Figurinen aus Ton stellen Frauen dar. Die Siedlung der Schicht I (um 5000 v. Chr.) war vermutlich von Neuankömmlingen bewohnt, die den Ort ummauerten. Die Keramik ist feiner gearbeitet und zumeist rot auf weiß bemalt. Inzwischen widerlegen Untersuchungen das Bild eines einheitlichen Übergangs zu mehrfarbiger Bemalung, denn sie wurde auch an älteren, neolithischen Stätten wie etwa Höyücek nachgewiesen.
Von der frühen unterscheidet man die mittlere Kupfersteinzeit (5500–4000 v. Chr.) und die späte Kupfersteinzeit (4000–3000 v. Chr.). Zunächst sollte die Bezeichnung Kupfersteinzeit nichts anderes aussagen, als dass es beim Dreistufenmodell (Stein-, Bronze-, Eisenzeit) zwischen der Steinzeit und der Bronzezeit eine Zeit gab, in der Kupfer in Gebrauch kam. Doch luden sich die Begriffe im Laufe der Zeit auf, was die zeitliche Abgrenzung – Kupfer fand sich bereits im akeramischen Neolithikum –, aber auch die Dominanz des Materials selbst betraf. Nun galt die besagte farbig bemalte Keramik als kennzeichnend, doch gerade aus der mittleren und späten Kupfersteinzeit finden sich nur wenige Regionen, in denen diese Art der Bearbeitung in Gebrauch war. Während demnach der Beginn der Kupfersteinzeit mit seinem für Archäologen bedeutsamen Übergang zu besagter Keramik für die Zeitgenossen wohl kaum als Einschnitt wahrgenommen wurde, so mag dies im Gegenteil umso mehr für die Zeit um 5500 v. Chr. gegolten haben, also für die beginnende mittlere Kupfersteinzeit, denn viele der alten Siedlungen wurden aufgegeben. Darüber hinaus übernahm die Marmararegion überhaupt erst in der späten Kupfersteinzeit eine dauerhaft sesshafte Lebensweise und die Bodenbearbeitung, ähnliches gilt für Teile des ägäischen Raumes. Dort entwickelte sich in der 1. Hälfte des 4. Jahrtausends v. Chr. eine erste Siedlung (Milet I).
Von starken Veränderungen war auch Çatalhöyük betroffen. Obwohl Çatalhöyük West, das auf der anderen Seite des Çarşamba-Flusses liegt, gegenüber Çatalhöyük Ost, das sich zeitlich dem älteren Çatalhöyük Ost anschließt, erheblich kleiner ist, ist es dennoch mit 8 ha immer noch die größte kupfersteinzeitliche Siedlung des südlichen anatolischen Plateaus. Dabei weist die jüngste Phase der älteren Siedlung große Ähnlichkeiten mit der ältesten Phase der jüngeren Siedlung auf. Dies könnte auf einen sukzessive erfolgten „Umzug“ hindeuten.
In der Zeit bis 3000 v. Chr. kam es zu einer massiven Steigerung der Siedlungstätigkeit, sodass man Tausende von Dörfern annimmt, die miteinander in intensivem Kontakt standen. Im Südosten unterscheidet man die Halaf- und Obed-Kulturen, deren Namen sich von mesopotamischen Fundorten herleiten. Vor dieser Zeit bestanden eher Kontakte Richtung Nemrut, denn von diesem etwa 3500 m hohen Berg stammte im nordostsyrischen Tell Hamoukar entdecktes Obsidian. Grabstätten und Häuser weisen Belagerungsspuren auf, vor allem aber belegen dies mehr als tausend Kugeln aus Ton, die als Schleudergeschosse eingesetzt werden sollten. Die Stadt wurde möglicherweise durch Uruk um 3500 v. Chr. zerstört. Später gründeten die Sumerer dort eine Handelskolonie, womit die Region sich südwärts orientierte.

## Bronzezeit

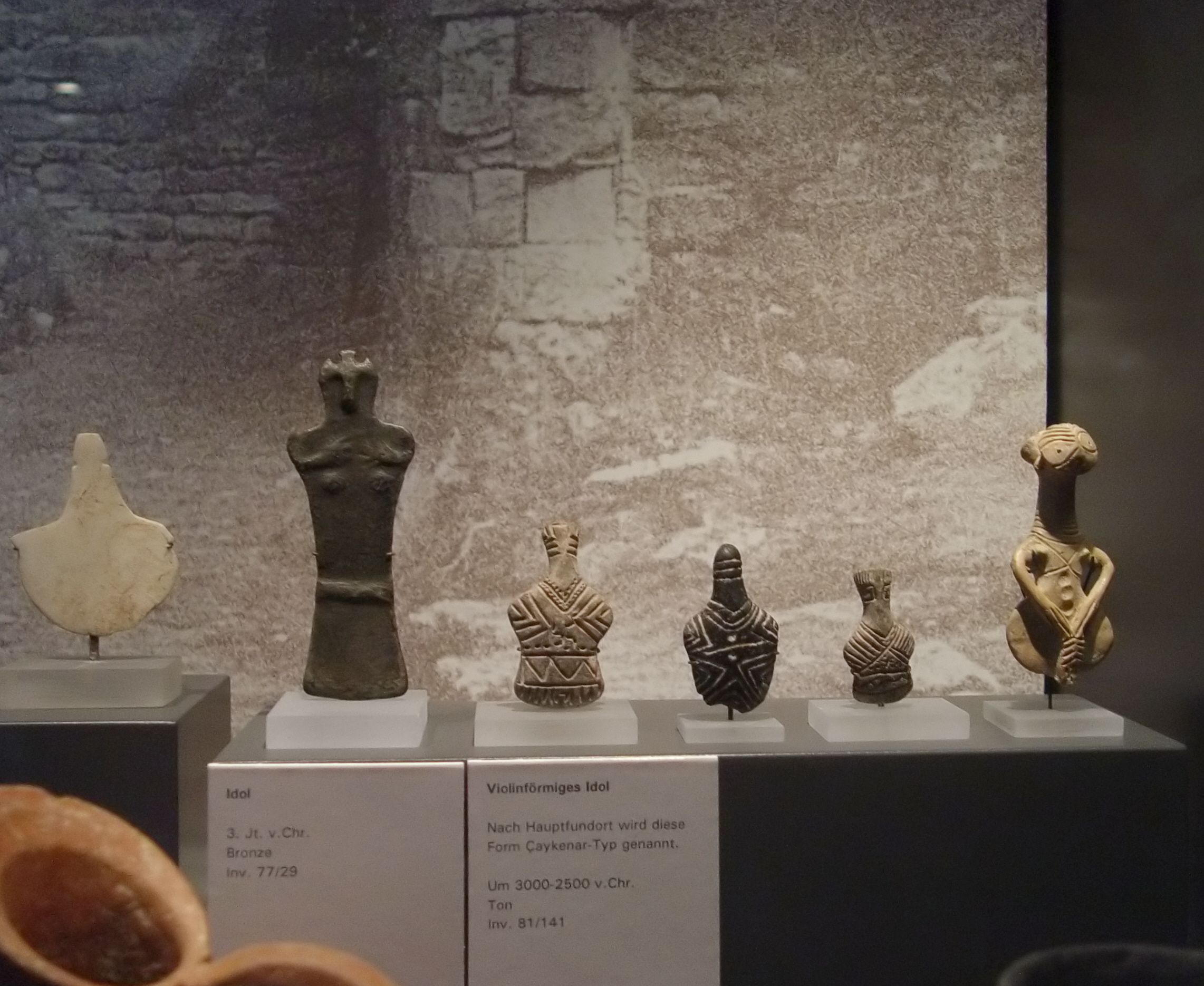
Figurinen aus der Zeit zwischen 3000 und 2500 v. Chr., Badisches Landesmuseum, Karlsruhe

Die Bronzezeit wird in West- und Zentralanatolien ab etwa 3000 v. Chr. angesetzt. Doch ist die Abgrenzung der ersten Phase (Bronzezeit I, bis 2700/2600 v. Chr.) zur Kupfersteinzeit unklar, die zweite Phase (2700/2600 bis 2300 v. Chr.) noch wenig verstanden und die dritte (2300 bis 2000 v. Chr.) geht in die Zeit des ersten Großreichs in der Region über.
In Südostanatolien setzte die Bronzezeit um 3400 bis 3300 v. Chr. ein. Die weiteren Unterteilungen sind in diesem stark von Mesopotamien beeinflussten Gebiet umstritten. Die nachkupfersteinzeitlichen Siedlungen waren erheblich kleiner, viel stärker verstreut und meist handelte es sich um Neugründungen.

### Frühe Bronzezeit (ca. 3400/3000–2000 v. Chr.)
Die frühe Bronzezeit auf dem anatolischen Plateau gilt als Zeit der verstärkten „Verstädterung“, vergleichsweise großer Siedlungen mit komplexen Strukturen und einem weiträumigen Handelsnetz, das sich ab etwa 2500 v. Chr. besser fassen lässt. Siedlungen mit etwa 8 oder 9 ha Fläche wurden von einer Herrenschicht dominiert, deren Macht in das Umland reichte. Diese Entwicklung setzte bereits vor der Bronzezeit ein, so in Troja I, Beycesultan, Karataş und Küllüoba. In der frühen Bronzezeit weisen Siedlungen wie Liman Tepe und Çadır Höyük im nördlichen Zentralplateau oder Tarsus und Mersin in Kilikien hierarchische Strukturen auf. Innerhalb ihrer möglicherweise schon als Herrschaftsgebiete anzusprechenden Regionen intensivierte sich der Austausch, die Keramik entstand zunehmend auf der Töpferscheibe.
Im westlichen Anatolien entstanden in der zweiten Phase der frühen Bronzezeit Friedhöfe außerhalb der Stadtmauern. So fand man 25 km westlich von Eskişehir in Demircihöyük Sariket 500 Gräber, von denen eine erhebliche Zahl wohl eine Art Familiengruften darstellte. Das Dorf selbst hatte nur einen Durchmesser von 70 m; die Häuser vom Megaron-Typ waren kreisförmig um einen zentralen Platz angeordnet. In der dritten Phase wurden die Grabausstattungen und die Beigaben aufwendiger, was als Anzeichen zunehmender sozialer Differenzierung gedeutet wird.
Als eine der wichtigsten Ursachen für die zunehmende Zentralisierung gilt der Metallhandel, der sich vor allem zwischen 2700/2600 und 2300 v. Chr. verstärkte und zu dem sich der Handel mit Tongefäßen gesellte. Viele Archäologen nehmen für diese Phase ein dichtes Handelsnetz an, das vom Schwarzen Meer bis nach Südostanatolien reichte. Verstärkt wurde die Produktion durch Zinnfunde im Taurusgebirge, dessen Erze ihren Weg bis in den Westen Anatoliens fanden; in die Gegenrichtung gelangten die besagten Tongefäße. Bei diesem weiträumigen Austausch spielten Städte wie Kültepe, dessen Fernhandel mit Tonwaren bis an den mittleren Euphrat reichte, eine große Rolle.
In der gesamten Region dominierte in dieser Zeit Emmer als angebautes Getreide. Allerdings nahm seit der Kupfersteinzeit der Anbau von Weizenformen mit nicht fest verwachsener Spelze zu. Bei den Hülsenfrüchten nahmen der Anbau von Linsen und Linsen-Wicke zu, die langsam die Erbse verdrängte. Diese Entwicklung zog sich über die Gesamte Bronzezeit hin. Für die frühe Bronzezeit ist erstmals zweifelsfrei ein gezielter Gartenbau mit Bäumen nachzuweisen, die in früheren Perioden wohl lediglich in Wildvorkommen genutzt wurden. Dies betraf in erster Linie Weinreben und Feige, in Troja möglicherweise auch bereits den Olivenbaum. Auf die frühe Bronzezeit datieren auch die ersten Funde von Getreidespeichern in größeren Siedlungen, die auf eine zentrale oder gemeinschaftliche Vorratshaltung von Lebensmitteln schließen lassen.
Anfang des 2. vorchristlichen Jahrtausends berichten assyrische Quellen von Luwiern und Hethitern in Zentralanatolien, die indoeuropäische Sprachen benutzten, zu denen auch das Palaische zählte, sowie Hurritern (in Nordsyrien). Wann und von wo diese Gruppen nach Anatolien kamen, ist ungeklärt. Noch unklarer ist die Form des Zusammenlebens der verschiedenen Bevölkerungen.
In Westanatolien erschien zu Beginn der Bronzezeit als architektonisches Kennzeichen das Megaron. Troja I begann um ca. 3000 und endete zwischen 2600 und 2500 v. Chr. Die Siedlung wurde von 2,5 m dicken Mauern geschützt, drei Stadttore ermöglichten den Einlass. Eines der Megaron-Gebäude wies eine Halle auf, die 7 × 18,5 m maß. Eine der größten Siedlungen in Westanatolien war Beycesultan, das mindestens bis in die Kupfersteinzeit zurückreichte. Troja II, das zwischen 2700 und 2500 v. Chr. entstand, war erheblich größer als die Vorgängersiedlung. Mindestens fünf Megaron-Gebäude ließen sich nachweisen. Die Funktion dieser Gebäude, die sich stark von den Wohngebäuden unterscheiden, ist ungeklärt. Aus Troja II stammt ein Depot, das als das größte dieser Phase gilt und wahrscheinlich angesichts eines Stadtbrandes vergraben wurde.
Entgegen früheren Annahmen bestand zwischen der mittleren und späteren frühen Bronzezeit eine erhebliche Siedlungskontinuität, wie Funde in Troja III, Küllüoba, Liman Tepe oder Bakla Tepe erwiesen. Dabei herrschten in Troja nun steinerne Häuser vor, was vielleicht eine Reaktion auf die Feuersbrunst darstellte.

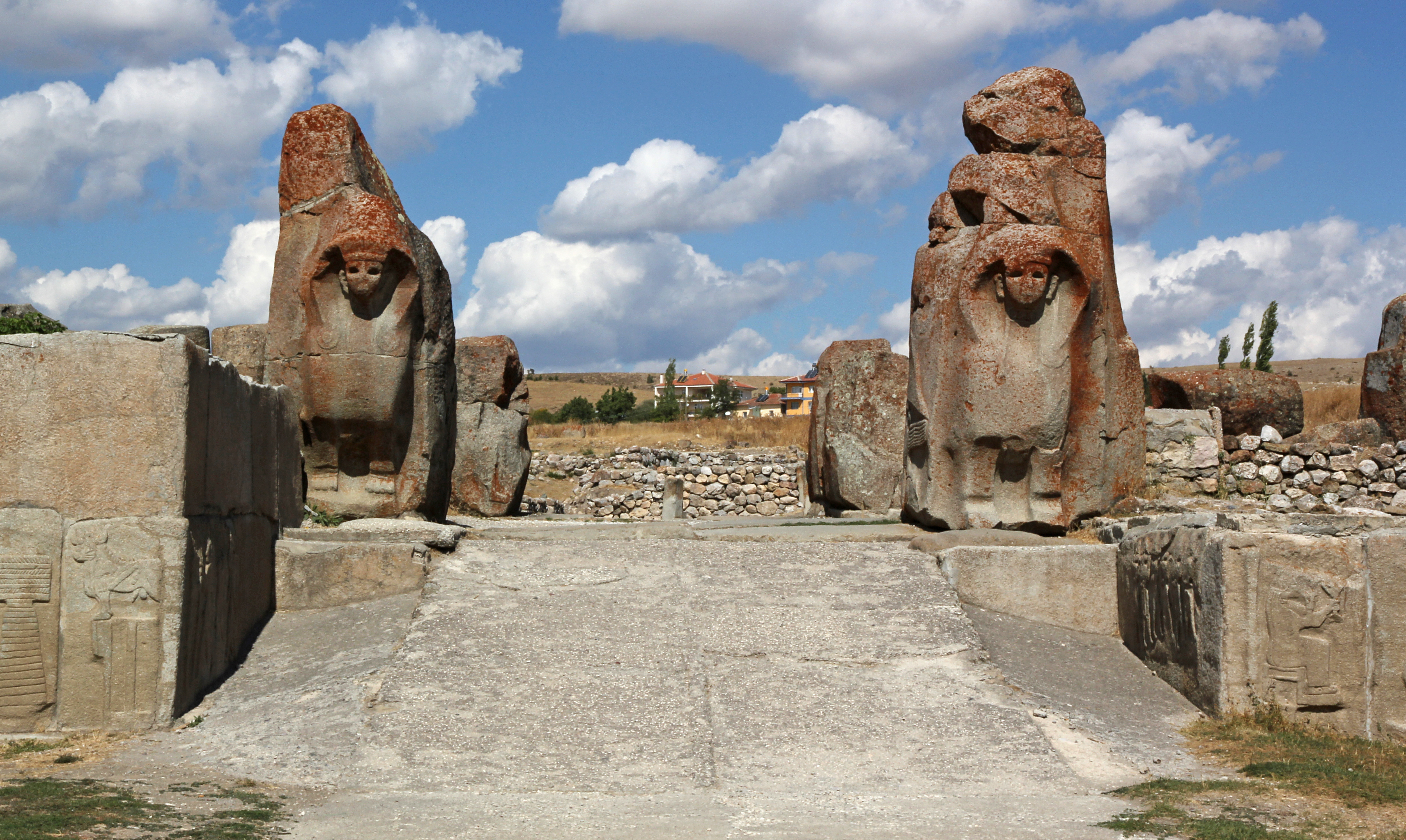
Überreste eines Stadttors von Alaca Höyük

Im nördlichen Zentralplateau ist die Zahl der frühbronzezeitlichen Stätten erheblich geringer, wenn auch sich in Paphlagonien Siedlungsspuren fanden. Die „königlichen Gräber“ von Alaca Höyük und Alişar Höyük, das von Assyrern aufgesucht wurde, sowie das nahe gelegene Çadır Höyük gehören zu den wenigen Fundstätten.
In Phase II der frühen Bronzezeit ist die Fundsituation noch magerer als in Phase I, wobei die Situation auf dem nördlichen Plateau immer noch günstiger ist als auf dem südlichen, wo in der Hauptsache Tarsus ertragreich war. Bisher wurden in Çadır Höyük keinerlei Gebäudeüberreste entdeckt, wenn auch Scherben gefunden wurden. In Alışar blieben, ähnlich wie in der frühesten Phase, mit Steinen unterfütterte Mauern die Regel, die ebenfalls weiterhin aus Lehmziegeln bestanden. In Phase III wurde auch diese Region in den ganz Anatolien umfassenden Handel und die Urbanisierung eingebunden. Dies zeigen vor allem Funde aus Alaca Höyük, Mahmatlar und Horoztepe. In vielen Städten wurden die Mauern erheblich verstärkt.
Die 19 Gräber von Alaca Höyük, von denen der Ausgräber 14 als „königliche“ bezeichnete, stellen Steinkisten dar, in denen meist Überreste eines Individuums, gelegentlich aber auch zwei oder drei gefunden wurden. Die Gräber wurden mit Holz abgedeckt, auf dem sich Rinderknochen fanden, die als Opfer gedeutet werden. Unter den Grabbeigaben fanden sich menschen- und tierförmige Figurinen, Waffen, Schmuck und Metall- und Tongegenstände sowie die Bronzestandarten von Alaca Höyük. Die Metallobjekte bestanden aus Gold, Silber und Elektron sowie aus Kupfer.
Tarsus, das lange auf Mesopotamien ausgerichtet war, wandte sich kurz nach 3000 v. Chr. stärker Anatolien zu. Die Ursachen wurden in Veränderungen in Uruk gesucht, aber auch in den Zinnfunden im Taurusgebirge. In Phase II der frühen Bronzezeit entstanden wohl zweigeschossige Häuser, jedoch nicht vom Megaron-Typ. Nach einem verheerenden Brand entstand eine beinahe drei Meter dicke Stadtmauer.
Hingegen fanden sich in Bademağacı, etwa 50 km vom Stadtzentrum Antalyas entfernt, Spuren einer kreisförmigen Hügelsiedlung, die aus 70 bis 90 Gebäuden bestand. Tonsiegelfragmente deuten auf eine rudimentäre Verwaltung hin. Kaneš, 21 km nordöstlich von Kayseri gelegen, das vor allem im 2. Jahrtausend v. Chr. aufstieg, war bereits am Ende der frühen Bronzezeit ein wichtiges Handelszentrum. Sein größtes Monumentalgebäude aus dieser Zeit maß 20 × 22 m.
Im nördlichen Euphrattal bestanden Arslantepe, Kurban Höyük und Hassek Höyük, die schon in der Kupfersteinzeit bestanden hatten, fort. Lidar, Hassek 5 und Tirtis Höyük waren von dicken Stadtmauern umringt. Südlich dieser Städte bestanden nur sehr kleine Siedlungen.
Auf hochgelegenen Plattformen wurden Rituale durchgeführt, wie etwa in Surtepe und Tilbes Höyük. Bei Gre Virike fand sich eine 1750 m² große Plattform mit monumentalen Gräbern, ähnlich wie am mittleren Euphrat in Syrien. Bei vielen Siedlungen fanden sich Friedhöfe außerhalb der Mauern, ähnlich wie im Westen auch Steinkisten (Zeytinli Bahçe Höyük) mit reichen Grabbeigaben (Birecik).
Die mittlere Phase der frühen Bronzezeit wird im Allgemeinen um 2700 bis 2400 v. Chr. angesetzt. Titriş Höyük umfasste eine Fläche von 35 ha. Ähnliche Ausdehnungen erreichten Tilbeşar III B mit 30 ha, das eine Unterstadt aufwies, in der Olivenöl und Wein hergestellt wurden.
Die spätere Phase wird meist um 2400 bis 2100 v. Chr. angesetzt, jedoch erscheint um 2600 bis 2200 v. Chr. bereits eine erkennbare Hierarchie zwischen städtischen Zentren, kleineren Städten und Dörfern. Dabei weisen die genannten Zentren am oberen Euphrat, die nun Unterstädte bargen, eine ausgeprägte soziale Schichtung auf. Titriş Höyük wuchs auf 43 ha an und offenbar zählten Hofstellen im Umkreis von 4 bis 5 km zum Einflussbereich der Stadt. In Lidar fand man eine Keramikwerkstatt; dort entstand ein eigenes Handwerkerviertel. Tilbeşar III C umfasste eine Fläche von 56 ha und auch hier wurden Olivenöl und Wein produziert. In Titriş Höyük entstanden Häuser mit einer Grundfläche von bis zu 200 m² mit 10 bis 15 Räumen. In diesen Großhaushalten lebten erweiterte Familien, einige unterhielten Vorratshäuser für Getreide.
Nachdem Naram-sin um 2200 v. Chr. Ebla zerstört hatte, änderte sich die Siedlungsform. So wurde Tilbeşar III D aufgegeben und ein Niedergang der dominierenden, städtischen Zentren setzte im südlichen Teil des mittleren Euphratgebiets ein, verbunden mit einer zunehmenden Abwanderung in die kleineren Städte. Vor 2000 v. Chr. verschwanden die monumentalen Grabmäler. Darüber hinaus ging die Qualität der Metallbearbeitung zurück. Auch am Tigris lässt sich um 2200 v. Chr. ein Niedergang der größeren Zentren belegen. Möglicherweise wurden wichtige Handelsstraßen nach Süden verlagert. Naram-Sin ließ auf dem Tell Brak, heute im äußersten Nordosten Syriens gelegen, einen Palast errichten, von dem aus die Chabur-Handelsroute kontrolliert werden sollte. Dort fand sich eine Stele des akkadischen Herrschers.
In Ostanatolien ist die Situation noch komplizierter. Dort wird die frühbronzezeitliche Kultur auch als frühe transkaukasische Kultur bezeichnet, da man annimmt, dass viele Kulturzüge aus dem Gebiet am Kaukasus stammten. Die dortige Keramik erschien erst Ende des 4. Jahrtausends, während zuvor nur die rot-schwarze Ware vorherrschte. Sie findet sich ab etwa 3500 v. Chr. in Arslantepe VII, Sos Höyük VA und Çadır Höyük und stammt möglicherweise aus Zentralanatolien. Hingegen haben Metallfunde und transportable Herde ihren Ursprung von der Region nördlich des Kaukasus.
So nimmt man heute an, dass die erkennbare Wanderungsbewegung Teil einer Bewegung vom südlichen Kaukasus bis in die Levante war. Ein weiteres Charakteristikum dieser Kultur ist die Tatsache, dass sie mit anderen Kulturen vermischt existieren konnte, was Funde aus der Gegend um Elazığ und Malatya zeigen. Im oberen Euphrattal wechselten sich transkaukasische und syro-mesopotamische Kulturen zwischen 3300 und 2800 v. Chr. mehrfach ab. Hingegen bestanden Pulur-Sakyol und Norşuntepe, das eine transkaukasisch, das andere syro-mesopotamisch geprägt, nebeneinander.

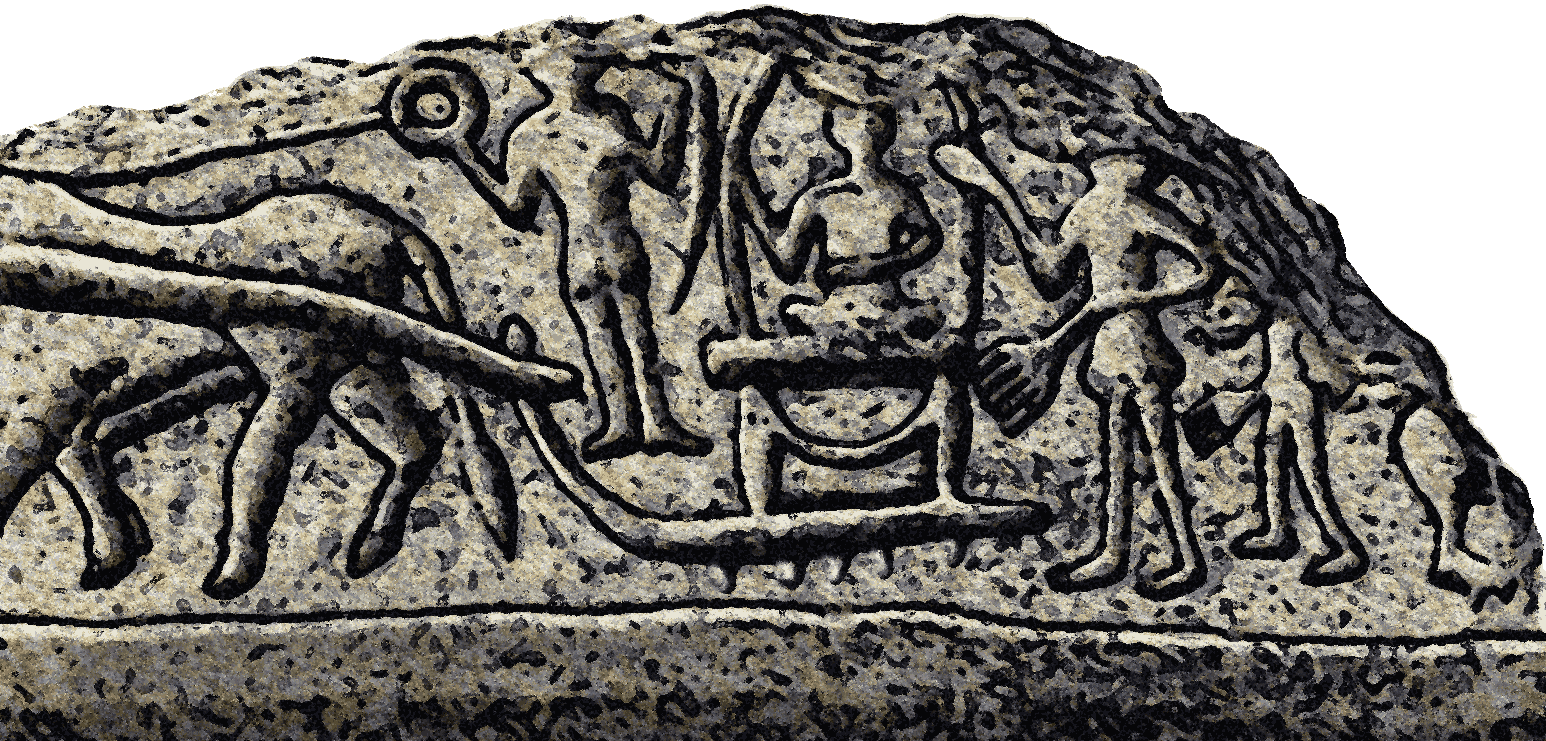
Abdruck eines Zylindersiegels aus Arslantepe, 4. Jahrtausend v. Chr.

Symptomatisch für die Gleichzeitigkeit dieser Kulturen mit Blick auf die Keramik ist das 1996 entdeckte Königsgrab von Arslantepe; hingegen verweisen die Metallfunde wohl eher auf eine transkaukasische Herkunft. Während es im Süden, also am zu dieser Zeit noch dicht bewaldeten oberen Euphrat, Ende des 4. Jahrtausends zu einer Umorientierung von Mesopotamien nach Anatolien kam, entwickelte sich der Nordosten gleichmäßiger auf der Grundlage autochthoner Kulturen. Auffällig ist, dass Schaf und Ziege andere Herdentiere abrupt verdrängten, wie etwa in Arslantepe. Hingegen änderte sich das Verhältnis zwischen den Haustierpopulationen in der Region Erzurum nicht. Zur verwirrenden Vielfalt in Ostanatolien trägt auch bei, dass verschiedene Haus- und Siedlungstypen gleichzeitig bestanden. Auch gibt es im Raum Erzurum am Ende der frühen Bronzezeit keine kulturellen Brüche, sondern Anzeichen großer Kontinuität. Ganz anders um den Vansee, wo ein scharfer kultureller Bruch zu konstatieren ist; anscheinend kam es hier zu einer weitgehenden Renomadisierung.

### Mittlere Bronzezeit (2000–1600 v. Chr.)
Die Mittlere Bronzezeit Anatoliens wird üblicherweise in zwei Phasen eingeteilt, die mit lateinischen Zahlen versehen werden. Dabei reicht die Mittlere Bronzezeit I etwa von 2000 bis 1800 v. Chr., II schließt sich an und reicht bis 1600 v. Chr. Phase I ist dabei am besten durch die in Anatolien anwesenden assyrischen Händler fassbar, die zahlreiche Siegelabdrücke und Geschäftsschreiben hinterlassen haben, die erstmals Einblicke in die politische und gesellschaftliche sowie wirtschaftliche Situation einiger Teile Anatoliens gestatten. Phase II ist hingegen vom frühen, ersten anatolischen Großreich geprägt, dem der Hethiter.

#### Zentralanatolien, Assyrer

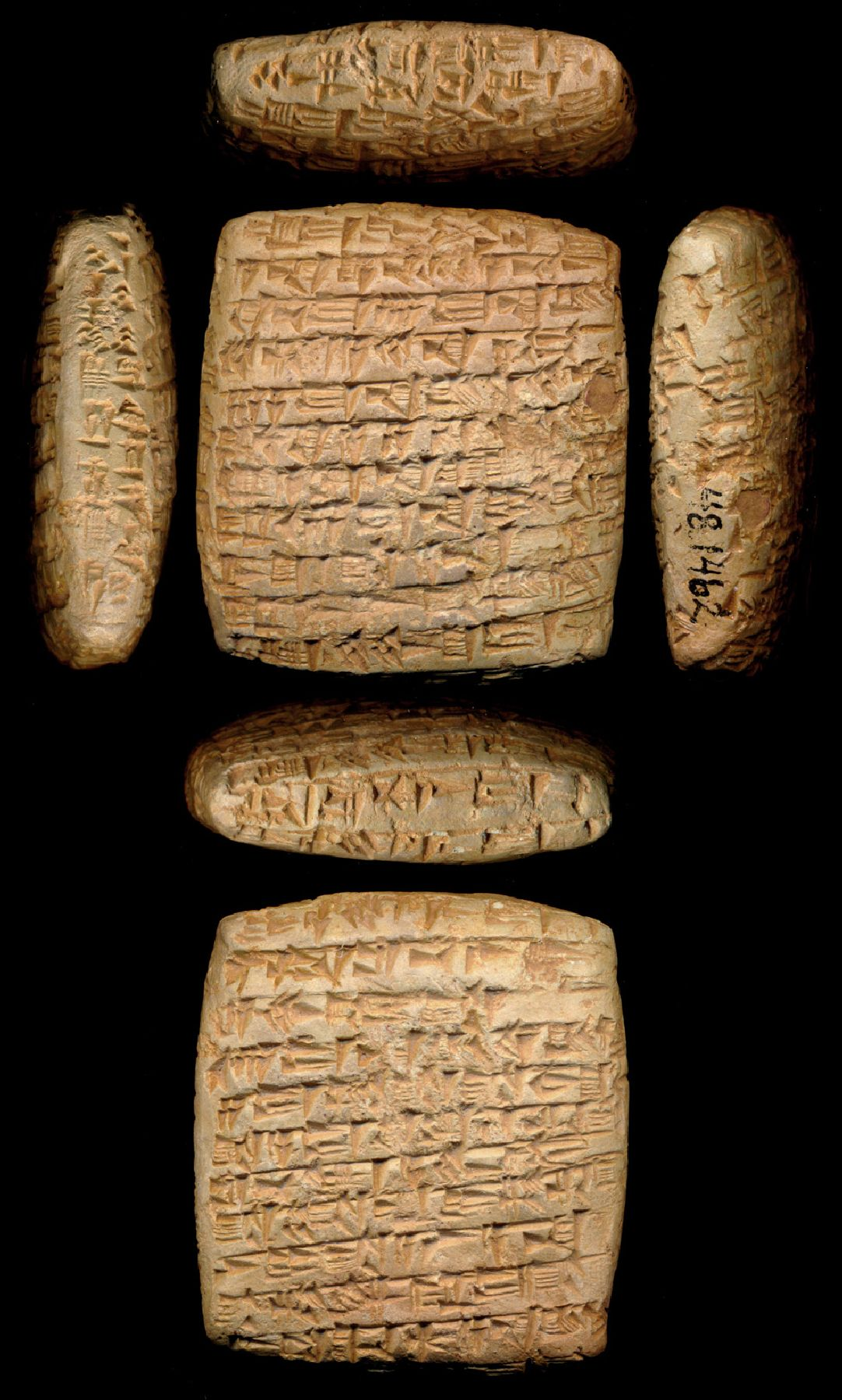
Geschäftsschreiben des Assyrers Itur-ili an Ennam-Ashur in Kaneš (ca. 1850–1700 v. Chr.), 4,8 × 4,4 × 1,7 cm, Walters Art Museum zu Baltimore

Die mittlere Bronzezeit bietet erstmals umfangreiche Schriftquellen. Dies hängt damit zusammen, dass Händler aus Assur (Aššur) ein Handelsnetz aufgebaut hatten und dazu nach Anatolien gegangen waren. Von diesen Stützpunkten, die nach dem akkadischen Wort für Hafen oder Kai als Karum bezeichnet wurden, erhielt die Karum-Periode im Südosten Anatoliens ihren Namen. Dort verstand man darunter die Händlerkolonie oder deren Hauptgebäude. Die Periode reichte von etwa 1950 bis 1800 v. Chr. Haupthandelszentrum für Stoffe, Zinn und Silber war Kaneš, das heutige Kültepe, 20 km nordöstlich von Kayseri, das sich über eine Fläche von 50 ha erstreckte. Aus dieser Zeit fand man in Anatolien mehr als 24.000 Siegelabdrücke.
Südwestlich des Tuz Gölü ist die Zahl der mittelbronzezeitlichen Fundstätten äußerst gering, wobei man in Karaböyük Konya, das sich ebenfalls über 50 ha erstreckte, gleichfalls assyrische Siegelabdrücke mit Keilschrift fand. Größere städtische Zentren lagen um den Tuz Gölü. Dazu zählt Acemhöyük, eine der größten mittelbronzezeitlichen Fundstätten, die auf einem Hügel südöstlich des Sees liegt. Die Stadt mit einer Fläche von 56 ha wurde von einer Feuersbrunst zerstört. Zwei Paläste stammen aus der Karum-Periode, doch ließ sich kein assyrischer Händlerbezirk nachweisen. Hingegen fanden sich Siegelabdrücke von König Šamši-Adad I.

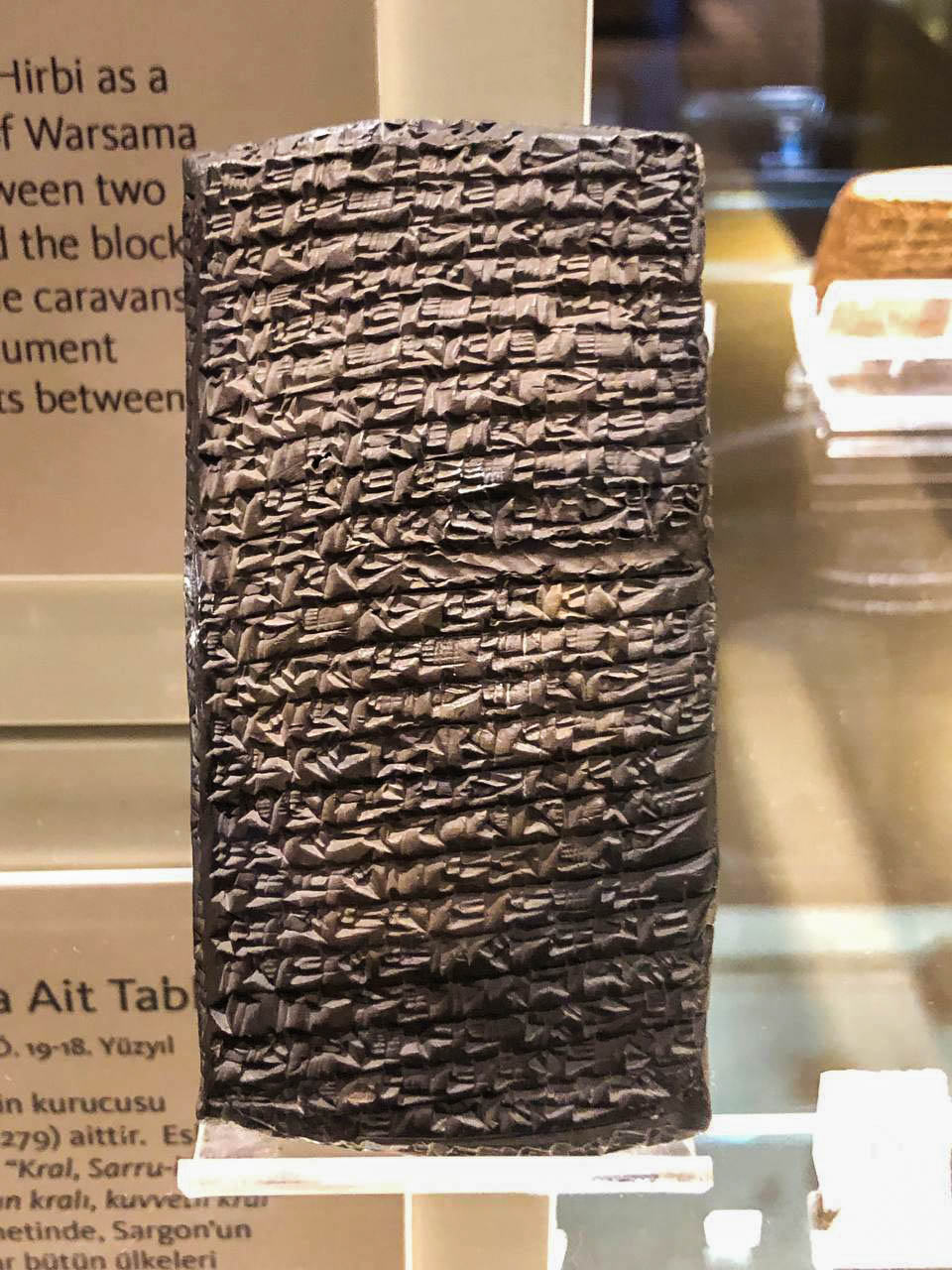
Brief eines Herrschers an Waršama

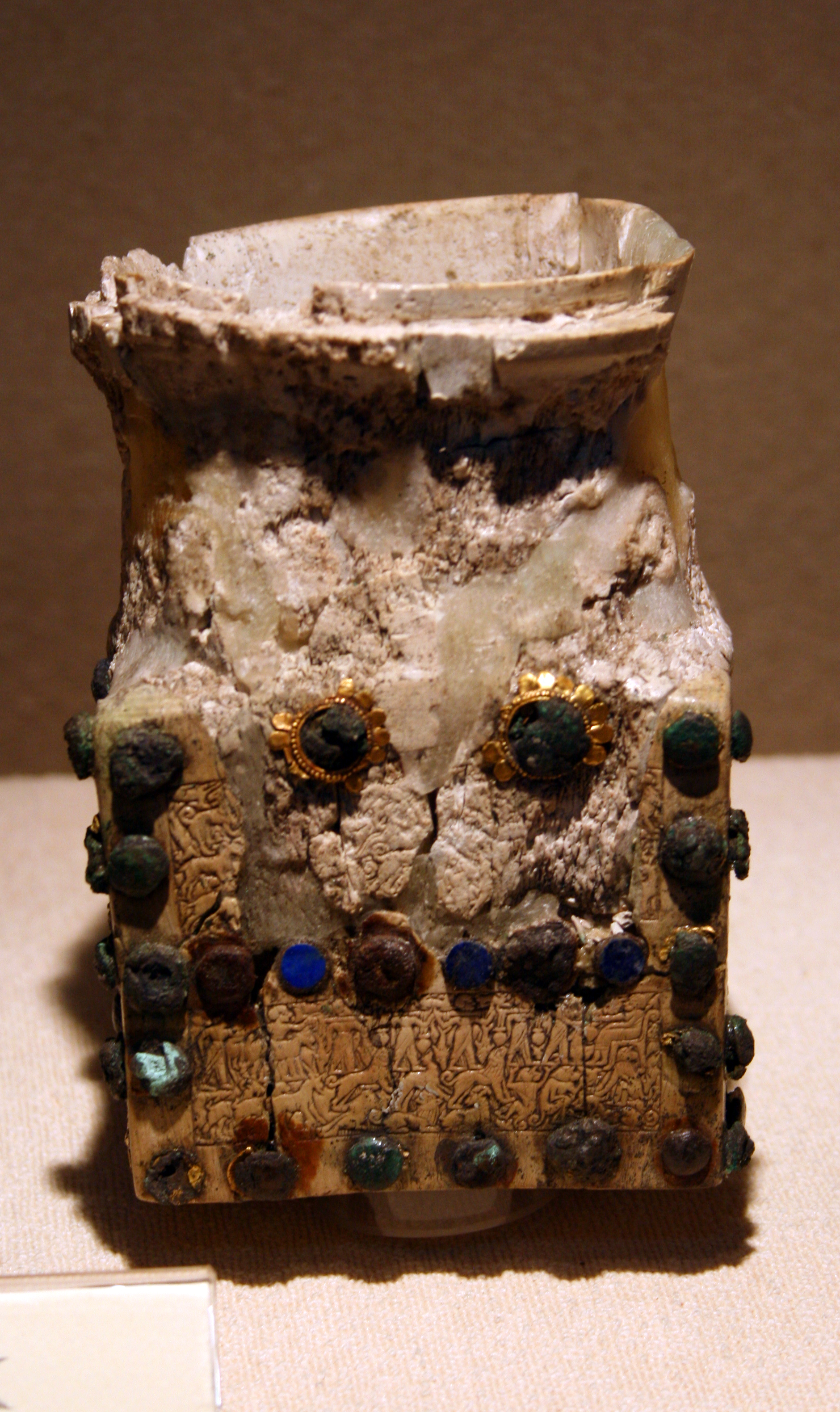
Eine aus einem einzigen Elfenbeinstück gearbeitete Kiste, mit Lapislazuli, Bronze und Eisen verziert, Acemhöyük

Alişar Höyük im Südosten der Provinz Yozgat maß 28 ha und war vom 4. bis zum 1. Jahrtausend bewohnt. Brandspuren deuten auf eine Zerstörung am Ende der Bronzezeit hin. Neben dieser späteren hethitischen Provinzstadt erlangte vor allem Ḫattuša größte Bedeutung. Insgesamt machte sich mesopotamisch-assyrischer Einfluss in der künstlerischen Produktion, in den Handelsgütern und in der Normierung von Maßen und Gewichten, aber auch in den Begräbnisritualen bemerkbar. So wurden die Toten nach assyrischer Sitte unter dem Boden des Hauses beigesetzt. Zwar blieben Stempelsiegel anatolischer Tradition in Gebrauch, doch Rollsiegel herrschten nun vor.
Erstmals erfahren wir etwas über die politische Geschichte. In Kültepe fand man eine Namensliste assyrischer Könige, die von Ērišum I. bis Naram-Sin reicht, also vielleicht von 1974 bis 1819 v. Chr. Die meisten der Texte bieten allerdings nur äußerst wenige Namen anatolischer Herrscher, wie etwa Waršama, den König von Kaniš.
Die Regionen, in die die Assyrer Einblick hatten, waren politisch stark zersplittert. Viele selbstständige, befestigte Städte bildeten Kleinstaaten, während einige größere Städte auch ihr Umland beherrschten. Hinzu kamen Vasallenstaaten, wie sie Mamma und Kaniš aufwiesen. Dabei befanden sich Karum in 20 Städten, die kleineren Wahartum in 15 weiteren Städten. Einige der weiter westlich gelegenen Stützpunkte wurden im 18. Jahrhundert v. Chr. aufgegeben. Kaniš, die Zentrale des assyrischen Handels, erweiterte seinen Machtbereich von 10 auf vielleicht 20 Dörfer in der Umgebung. Die Stadtstaaten wurden von „Prinzen“ geführt, die Dynastien angehörten. Weil Kämpfe zwischen den Städten den Handel behindern konnten, wurden sie vielfach in Schreiben der Händler erwähnt, ebenso wie bestehende Koalitionen mehrerer Städte. So musste eine Händlerkolonie die Stadt verlassen, wenn es die gegnerische Stadt verlangte oder es zu Unruhen und Aufständen kam.
In der späteren Phase des altassyrischen Handels lassen sich die Könige von Kaniš benennen: Ḫurmeli, Ḫarpatiwa, Inar und sein Sohn und Nachfolger Waršama, Pitḫana, der Kaniš eroberte und Waršama gefangen nahm, und sein Sohn Anitta, der bereits als „Großer König“ bezeichnet wurde, sowie Zuzu, der diesen Titel gleichfalls trug, nachdem er ebenfalls die Stadt erobert hatte. Hinter diesen Kämpfen verbarg sich nicht nur eine politische und militärische Macht, sondern bereits ein ausdifferenzierter staatlicher Apparat. Die Quellen unterscheiden etwa 50 Titel bei Hof. Die höchsten Titel trug das Prinzen- bzw. Königspaar, das den Staat führte. Für Militär und Handel war ein rabbi sikktim zuständig, daneben hatten sich wohl aus zeremoniellen Ämtern Zuständigkeiten geformt. Der Herr der Arbeiter führte Titelträger, die einzelne Metiers leiteten, wie die Hufschmiede oder die Walker.
Der Palast war selbst Landeigentümer, ebenso wie die Träger der besagten Titel. Anscheinend waren die Stadtbewohner ebenso wenig Landbesitzer, wie die landfremden Händler, sie waren also vom Markt abhängig. Einige Grundstücke waren dauerhaft zu bestimmten Leistungen verpflichtet, andere hatten Eigenheiten privaten Besitzes, wieder andere waren Domänen. Gemeinsamer Landbesitz war verbreitet. Jeder Landbesitzer musste einen Teil seiner Ernte an den Palast abgeben. Dabei mussten sich manche der kleinen Bauern Getreide leihen, um über das Jahr zu kommen, manche Würdenträger besaßen hingegen ganze Dörfer. Das meiste Land wurde mit Gerste und Weizen bepflanzt, wenn auch insgesamt zwölf Getreidearten bekannt waren. Vorratshäuser bestanden offenbar, der Palast kannte einen „Herrn der Speicher“. Das Getreide wurde überwiegend als Brot oder Brei konsumiert, Gerste wurde zu Bier verarbeitet. Sesamöl diente der Speisenzubereitung, aber auch der Beleuchtung. In den Gärten wurden Viehfutter, Gemüse und Obst angepflanzt; Wein und Gewürze wurden produziert. Die bewässerten Felder waren abgabepflichtig, zuständig war ein entsprechender „Herr der bewässerten Felder“. Auf den Domänen wurden Schafe und Ziegen gehalten, deren Milch, Wolle und Fleisch vom Palast verkauft wurde.
Die assyrischen Eselskarawanen – gegen Abgaben von den Königen geschützt – fanden sichere und ausreichend ausgestattete Karawansereien und Rasthöfe vor. Sie brachten mesopotamische Güter, die sie vor allem gegen Gold und Silber eintauschten, das sie an vier Orten erwerben durften. Ein Schekel Gold (8,3 g) entsprach dem Wert von 6 bis 8 Schekel Silber. Für kleinere Käufe wurde Kupfer eingesetzt. Es wurde hauptsächlich am Schwarzen Meer, im Gebiet des Kizil Irmak oder bei Ergani gewonnen, um dann als Barren oder in anderer Form südwärts transportiert zu werden. Die Karawanen brachten auch Zinn aus dem Nordwestiran und Usbekistan nach Anatolien, sodass hier eine erhebliche Abhängigkeit entstand. Das Metall wurde erst in Anatolien zu Bronze verarbeitet. Eisen hingegen war sehr selten und wurde aus Assyrien herbeigebracht oder stammte aus kleinen Minen in Anatolien.
Die Einwohner von Kaniš durften Getreide, Sklaven und den Alltagsbedarf auf den lokalen Märkten erstehen, Stoffe und Zinn durften sie jedoch nur vom Palast kaufen. Während in der früheren Phase der assyrischen Tätigkeit in Kaniš die Anatolier bei ihnen vielfach verschuldet waren, scheint sich diese Situation umgekehrt zu haben. Nun waren Assyrer häufig bei anderen Bewohnern der Stadt verschuldet und einige wurden zu Schuldsklaven. Die meisten Bewohner waren Bauern oder Hirten, wobei letztere zwar frei waren, aber zur Armenschicht gehörten. Einige der Bauern verrichteten eine Art Frondienst. Die Sklaven waren meist Schuldsklaven, die sich selbst verkauft hatten oder die von ihren Eltern verkauft worden waren. Gegen Entrichtung des doppelten Kaufpreises, häufig mehr, konnten sie wieder frei werden.
Zweisprachigkeit scheint unter den Assyrern der Normalfall gewesen zu sein, nur der Palast kannte Dolmetscher. Anscheinend führten die Assyrer die Schrift in Anatolien ein. In mindestens einem Fall übernahm ein anatolischer König Schrift und Sprache der Zuwanderer in seinen Dokumenten. Die Assyrer ihrerseits benutzten eine vereinfachte Schriftform, umgekehrt adaptierten die Assyrer hethitische Begriffe.
Männer und Frauen besaßen ihre Güter gemeinsam. Beide hatten das Recht sich scheiden zu lassen, wozu ein förmlicher Vertrag im Palast aufgesetzt wurde. Die gemeinsamen Kinder konnten bei der Mutter oder beim Vater bleiben. Wenn ein Anatolier in Schulden geriet, konnte er seine Frau und seine Kinder verpfänden. Die Assyrer der ersten Generation kehrten meist in ihre Heimat zurück, doch die Nachfolgenden heirateten oftmals in Anatolien – unter der Bedingung, nicht im selben Haus zu leben – auch eine zweite Frau neben der in Assyrien. Einige Scheidungskontrakte zeigen, dass die Männer manchmal nach Assur zu ihrer ersten Frau zurückkehrten, wobei die anatolische Frau das Haus behielt und der Mann für den Kindesunterhalt zuständig blieb.

#### Südost- und Ostanatolien
Um 2000 v. Chr. kam es einerseits zu einem für agrarische Gesellschaften ungünstigen Klima, andererseits kam es durch Zuwanderung zu einer ethnischen Zersplitterung. Während der mittleren Bronzezeit wurden der Südosten und der Osten Anatoliens sehr viel stärker in das weiträumiger gewordene Handelsnetz eingebunden und auch die städtischen Zentren wurden wieder größer. Der Euphrat wurde von den Händlern auf ihrem Weg nach Anatolien genutzt, sodass entlang der Karawanenrouten alte Städte wieder aufblühten oder neue entstanden. Große Zentren waren etwa Karkemiš oder Samsat. Hinzu kamen zahlreiche festungsartige Städte, die möglicherweise Außenposten der Zentren darstellten. Auch die mittleren Zentren wiesen nun eigene, abgegrenzte Handwerkerstädte auf. Der Handel intensivierte sich beträchtlich, wie die Archive des Königs Zimri-Lim von Mari oder des Assyrerkönigs Šamši-Adad I. in Šubat-Enlil (Tall Leilan) zusätzlich belegen.
Besonders die Ausgrabungen von Tilmen Höyük am İslahiye konnten die Verhältnisse der etwa 20 Stadtstaaten erhellen, die zusammen das Königreich Jamchad bildeten. Die Stadt war, wie viele der Städte, in eine königliche Zitadelle mit Palast und Tempeln und in eine Stadt, die wiederum je eigene Handwerksquartiere aufwies, geteilt. Tell Açana, das antike Alalakh unweit des Orontes, wies eine Fläche von 20 ha auf. Auch diese Stadt war einer der Vasallen von Jamchad. Mit 56 ha war Tilbeşar erheblich größer und seine Paläste, Stadtmauern und Tempel steigerten noch die Monumentalität der stadtstaatlichen Architektur, die die gesamte Region bis nach Mesopotamien auszeichnete. Zugleich nahm der Einfluss von Zypern, das Anatolien als Kupferlieferant zunehmend ersetzte, und Ägypten zu. Der Handel über das Mittelmeer nahm ebenfalls deutlich zu, was sich in ersten größeren Häfen bemerkbar machte. Weiter im Osten war dieser Einfluss geringer, die Kontakte zu Ostanatolien entsprechend intensiver.
Im Osten der Türkei schrumpften die Siedlungen, ihre Zahl ging drastisch zurück, die rechteckigen Häuser waren sehr viel kleiner. Neben Friedhöfen mit Kistengräbern entstanden Begräbnishügel oder Kurgane, wie sie für die gesamte Region im südlichen Kaukasusgebiet typisch waren.
Am oberen Tigris entstanden zahlreiche kleine bis mittelgroße Siedlungen neu, die sich mitunter auf bestimmte Handwerke, wie die Tuchproduktion oder Tonverarbeitung, spezialisierten. Hirbemerdon Tepe zeigt beispielhaft, wie die Städte in eine zeremonielle und eine Arbeitssphäre geteilt waren. Diese beiden wurden durch eine sogenannte Plaza und eine vergleichsweise breite Straße voneinander getrennt. Zudem ließ sich hier die Herstellung von Wein nachweisen, der als Ware Richtung Mesopotamien, aber auch für die zeremonielle Stellung des Palastes eine wichtige Rolle spielte. Dennoch waren die Städte am oberen Tigris eher klein, die meisten von ihnen erreichten kaum 5 ha Fläche, und die gesellschaftliche und administrative Komplexität steht weit hinter den Städten im zypriotisch-ägyptischen Einflussbereich zurück. Es scheint, als habe der überwiegende Teil der Bevölkerung in kleinen Dörfern gelebt und die Überschüsse an mittlere Zentren wie Hirbemerdon abgeliefert. Diese Zentren mit ihrer spezialisierten „Industrie“ und die Dörfer, die Güter und Arbeitskraft stellten, wären demnach durch Riten miteinander verbunden gewesen.

### Späte Bronzezeit (ca. 1600–1200 v. Chr.)

#### Westanatolien
Die Geschichte Westanatoliens ist in Bruchstücken aus hethitischen Texten bekannt. Dort erscheint das Land Arzawa oder Arzwawiya erstmals zur Zeit des Hethiterkönigs Ḫattušili I., der wohl in Zusammenhang mit Grenzstreitigkeiten einen Feldzug gegen das Land führte. Arzawa reichte wohl von der Ägäis bis in den Westen der Ebene von Konya. Dem Hethiterkönig Tudḫaliya I. gelang zeitweise die Eroberung Arzawas. Damit waren die Kriege zwischen den beiden Mächten jedoch keineswegs beendet, wie eine Invasion in das Gebiet hethitischer Vasallen zur Zeit Tudḫaliyas II. zeigt, vor allem aber die diplomatischen Kontakte, die der ägyptische Pharao Amenophis III. mit König Tarḫundaradu von Arzawa anknüpfte (die 1887 gefundenen Arzawa-Briefe aus dem Amarna-Archiv). Arzawa eroberte Teile des Hethiterreichs, doch Šuppiluliuma I., der Sohn des hethitischen Königs, setzte sich gegen diese Koalition durch, ohne jedoch Arzawa besiegen zu können. Muršili II. gelang schließlich die Eroberung Arzawas. Er ließ 65.000 oder 66.000 Bewohner deportieren, wie er selbst behauptete. Dies war das Ende des Arzawareichs, dessen Hauptstadt Apaša, wahrscheinlich identisch mit Ephesos, war und das im 14. Jahrhundert v. Chr. zeitweise das mächtigste Reich Kleinasiens darstellte.
Die Bewohner Arzawas waren die indoeuropäischen Luwier. U. a. die Karer und Lykier, die vor allem in späteren griechischen Quellen oft erwähnt werden, sprachen eine dem luwischen verwandte Sprache. Wie das Verhältnis der Luwier zur weiterhin bestehenden autochthonen, voranatolischen oder vorindogermanischen Bevölkerung war, ist unklar.
Ab Ende des 14. Jahrhunderts, nach Eroberung des Arzawareichs durch Muršili II., war Arzawa in mehrere kleinere Reiche aufgeteilt, in denen jeweils Vasallen der Hethiter regierten. So trat das Reich von Mira die Nachfolge von Arzawa Minor, dem Kernland des ehemaligen Arzawareichs an. Am Oberlauf des Mäander befand sich Kuwaliya, dessen Hauptstadt wohl dem heutigen Fundort Beycesultan entsprach und das die Hethiter in ihre Machtsphäre einbanden. Nördlich von Mira lag Šeḫa (das Flussland), zu dem auch die Insel Lazpa (Lesbos) gehörte. Šeḫa unterwarf sich angesichts einer Invasionsarmee Muršilis II. Als letztes banden die Hethiter Wiluša durch einen Vasallenvertag (s. auch Alaksandu) an sich, das nach nicht unumstrittenen Theorien mit Ilios (Troja) zu verbinden ist und demnach in der Troas lag. Ein König namens Walmu wurde ungefähr im dritten Viertel des 13. Jahrhunderts v. Chr. von Aufständischen oder Angreifern gestürzt, jedoch von Tudḫaliya IV. wieder eingesetzt, wie aus dem sogenannten Milawata-Brief (CTH 182) hervorgeht.
Sehr wahrscheinlich mit einem mykenischen Reich kann Aḫḫijawa identifiziert werden, eine Annahme, zu der zunächst die Ähnlichkeit zu Achaier führte, einem der drei Namen, mit denen die Griechen von Homer bezeichnet wurden. Aber auch die geographischen Angaben zu Aḫḫijawa lassen viele Forscher darauf schließen, dass es westlich des hethitischen Reichs lag, und zumindest ein größerer Teil Aḫḫijawas jenseits der westkleinasiatischen Küste lag, da dessen Kerngebiet offenbar nur über das Meer zu erreichen war. Ob dabei ein mykenisches Großreich unter der Führung von Mykene oder – worauf einige Neufunde hindeuten – Theben gemeint war, das das griechische Festland und die Ägäis beherrschte, oder eventuell ein kleinerer mykenischer Staat, der im südöstlichen Ägäis-Raum lag, ist umstritten. Aḫḫijawa hatte zumindest zeitweise Stützpunkte oder Kolonien an der westkleinasiatischen Küste. Von diesen gelten Milet an der Mündung des Mäander und die weiter südlich gelegene Fundstätte Iasos als mykenische Siedlungen. Umfangreichere Funde wurden u. a. auch in Müsgebi (bei Halikarnassos) und Ephesos gemacht, sodass davon ausgegangen wird, dass auch hier zeitweise mykenische Griechen lebten.
In Milet fanden sich Spuren minoischer Besiedlung aus der mittleren (Milet III, etwa 2000 bis 1650 v. Chr.) und der späten Bronzezeit (Milet IV). Möglicherweise eroberten mykenische Griechen die Siedlung in der ersten Hälfte des 15. Jahrhunderts. Gesichert ist, dass ab ca. 1400 (Milet V) die Stadt nun eindeutig mykenische Prägung hat. Muršili II. zerstörte das im Westen gelegene „Millawanda“ gegen Ende des 14. Jahrhunderts, das sich an einer anti-hethitischen Koalition einiger westanatolischer Fürstentümer beteiligt hatte. Die Mehrheit der Forscher setzt Millawanda mit Milet gleich und verbindet die Zerstörungsschicht von Milet V mit dem Bericht über die Zerstörung Millawandas. Das folgende Milet VI zeigt deutlich mehr hethitische Elemente. Möglicherweise gelang es Tudḫaliya IV. (ca. 1240–1215 v. Chr.) den Einfluss Aḫḫijawas auf die Küstenstädte, der im Laufe des 13. Jahrhunderts wieder gewachsen zu sein scheint, ganz zurückzudrängen. Die Stadtmauer Milets, die in der zweiten Hälfte des 13. Jahrhunderts v. Chr. gebaut wurde, zeigt starke Parallelen zu hethitischen Stadtmauern, zum Beispiel der in Ḫattuša.
In einigen westanatolischen Gebieten war die hethitische Herrschaft weniger zu spüren. Vielleicht im späteren Norden Lydiens lag Maša, wo anscheinend ein Ältestenrat anstatt eines Königs regierte. Es wurde erst unter dem letzten hethitischen Großkönig Šuppiluliuma II. erobert. Ebenfalls von einem Ältestenrat wurde Karkiša regiert, das wahrscheinlich den Kariern einen Herrschaftsrahmen gab. So wie Maša kämpfe Karkiša mal mit, mal gegen die Hethiter. Bei Lukka handelte es sich eher um eine Städtegruppe mit gemeinsamer ethnischer Herkunft zwischen West-Pamphylien, Lykaonien, Pisidien und Lykien. Ihre Sprache, das Lykische, ist in etwa 200 Inschriften überliefert und weist große Nähe zum Luwischen auf. Zudem weisen diese Gruppen die größte kulturelle Kontinuität zwischen bronze- und eisenzeitlichen Gruppen in Anatolien auf.

#### Zentralanatolien: Hethiter

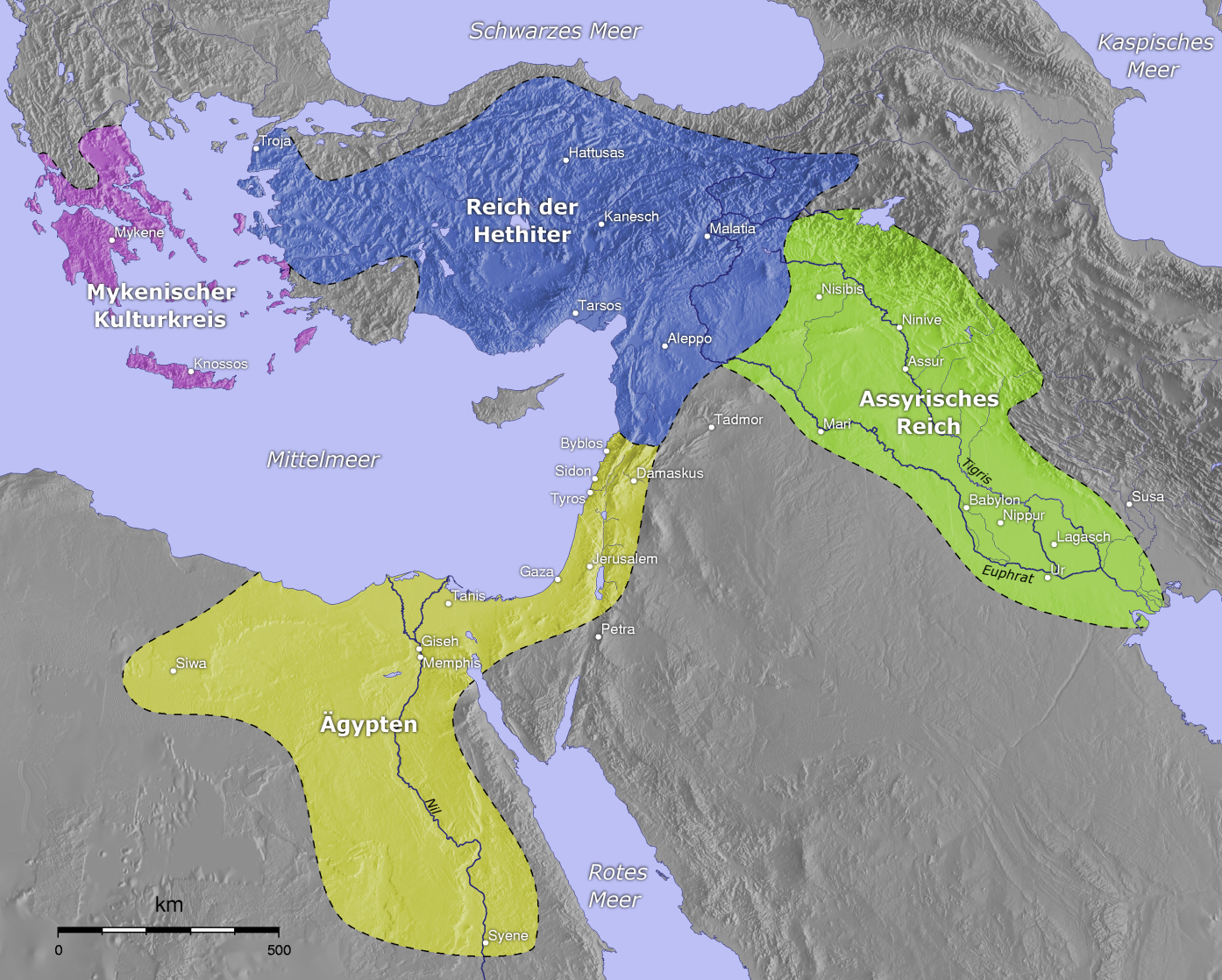
Die ungefähren Machtbereiche der Großreiche um 1220 v. Chr.

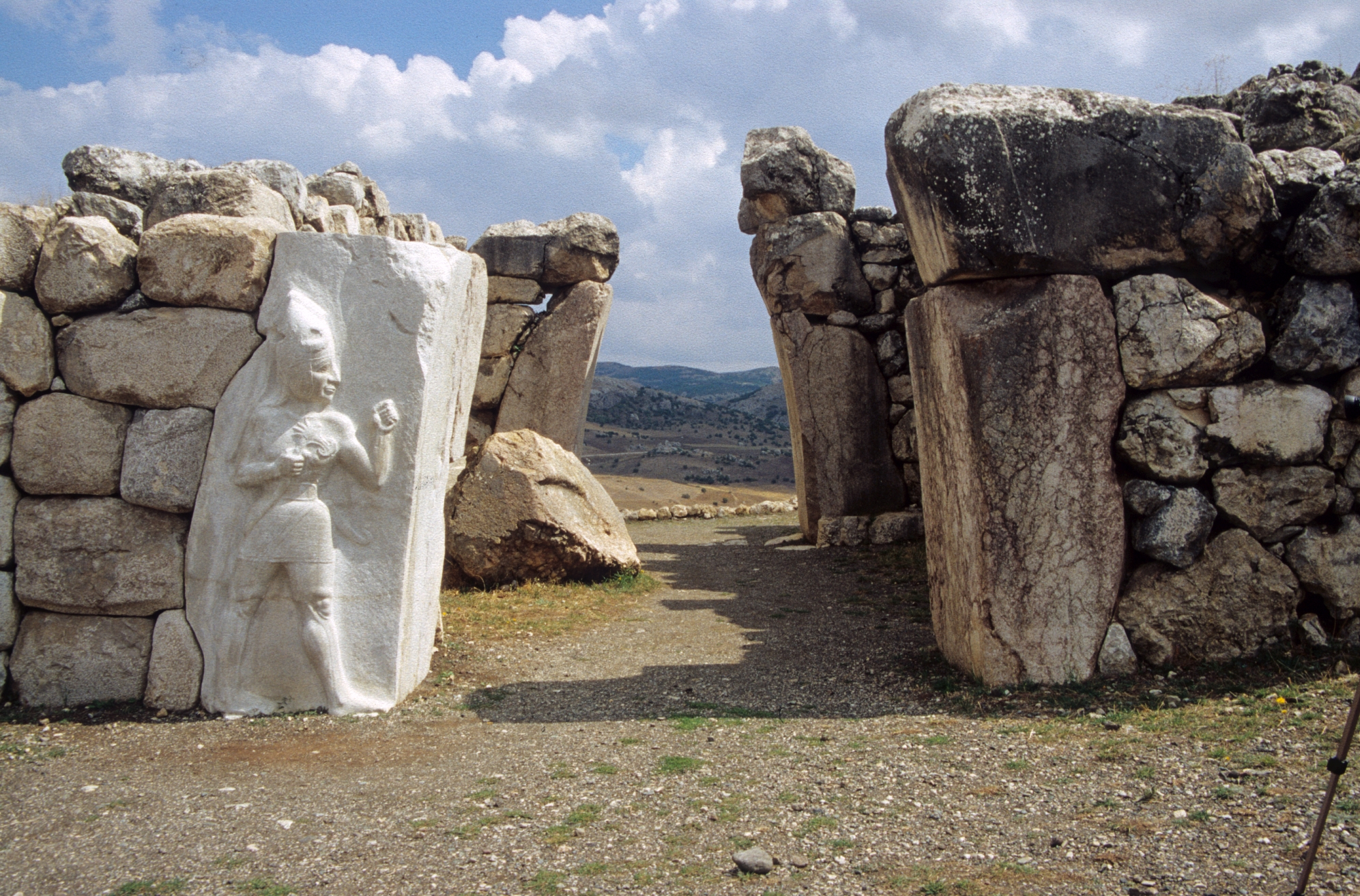
Königstor in der Mauer der Hethiterhauptstadt Ḫattuša

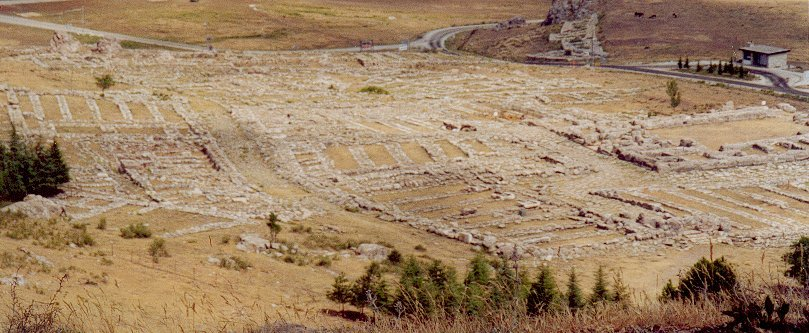
Der Große Tempel mit Nebengebäuden in Ḫattuša

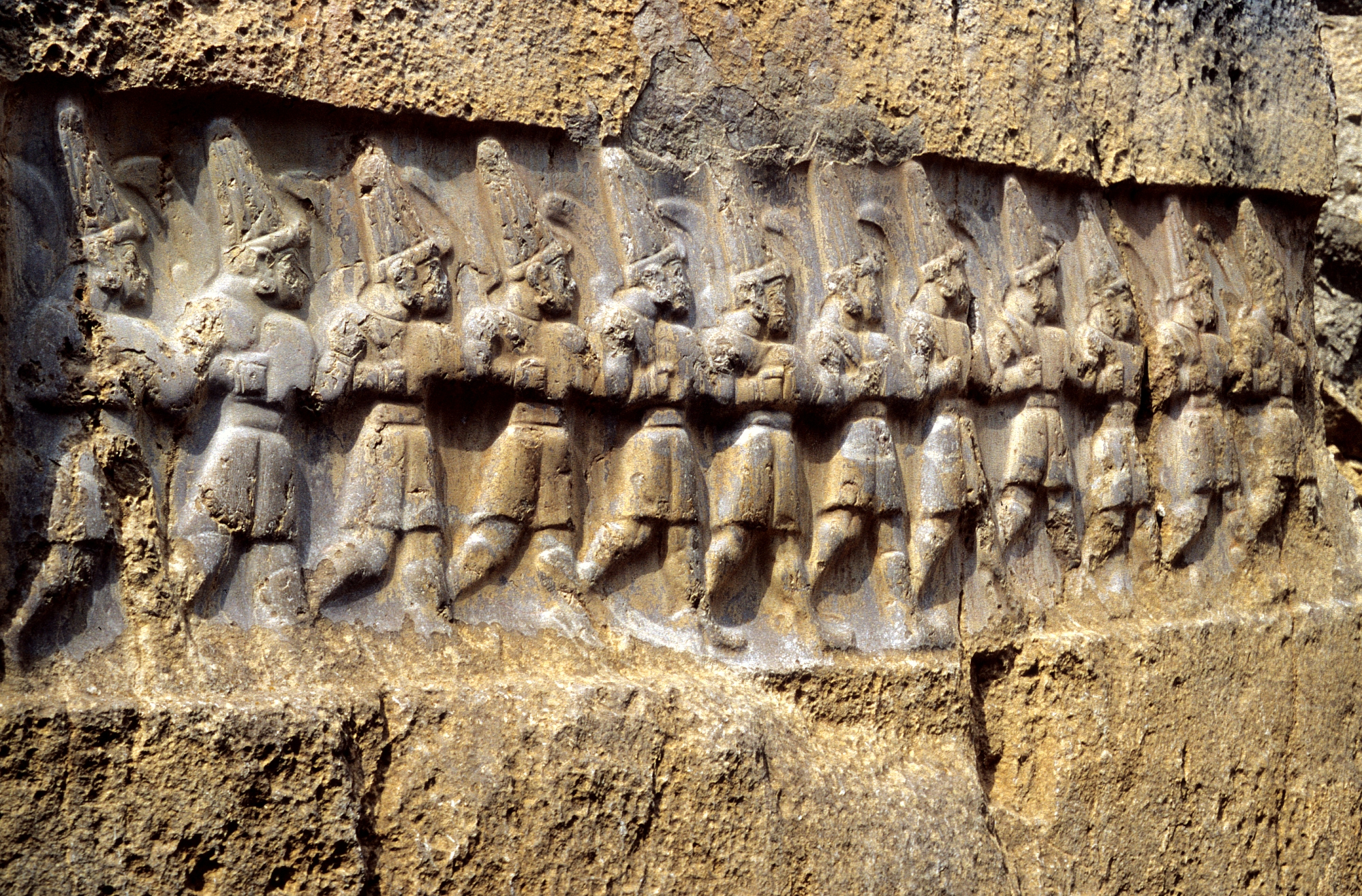
Heiligtum von Yazılıkaya, Prozession der zwölf Unterweltgötter in Kammer B

Die Hethiter errichteten das erste Großreich Anatoliens. Sie beherrschten im Kern das Gebiet zwischen Pontus- und Taurusgebirge, führten aber Eroberungs- und Raubzüge bis an die Ägäis und nach Babylon. Sie nannten die Ebene von Konya „das untere Land“, „das obere Land“ war hingegen das Gebiet um den Fluss Kızılırmak. Zwar existieren Beschreibungen der rituellen Umzüge der Könige und vor allem der Kriegszüge, doch die meisten der dort genannten Städte-, Fluss- oder Landschaftsnamen lassen sich nicht sicher identifizieren.
Hauptstadt des Reichs war Ḫattuša, etwa 150 km östlich von Ankara. Um 1900 v. Chr. setzten die Hethiter eine Reihe von Völkerwanderungen in Bewegung, doch unterstanden sie noch keiner Zentralmacht. Ihre Sprache, die sie Nesili nannten, gehörte zur indoeuropäischen Sprachfamilie. Nesili war die Sprache von Neša (Kültepe), wo eines der frühen Machtzentren bestand, um das sich zwei rivalisierende Reiche entwickelten. Dabei war die materielle Kultur fast von Anfang an von erheblicher Einheitlichkeit. Auch erscheint Eisen schon zu dieser Zeit für rituelle Gegenstände, wie den Thron, das Szepter oder Kultgegenstände. Während des Großreichs erschienen erstmals eiserne Waffen, wenn auch sehr selten; die Mehrzahl der Waffen bestand aus Bronze.
Traditionell wird Labarna als Gründer des Reiches genannt, doch erst unter seinem Nachfolger Ḫattušili I. wurde es ein Großreich. Er verlegte seine Hauptstadt von Kuššara nach Ḫattuša und führte zahlreiche Feldzüge. So zerstörte er die Stadt Zalpa an der Mündung des Kızılırmak ins Schwarze Meer, dann griff er Jamchad mit der Hauptstadt Halpa in Syrien an, das die Karawanenwege des Zinns kontrollierte. Ḫattušili zog sich zurück, zerstörte aber auf seinem Weg mehrere Städte. Im folgenden Jahr zog er nach Arzawa im Westen, konnte jedoch offenbar nicht viel ausrichten. Im Gegenteil attackierte das Reich von Halpa mit den Hurritern (dem späteren Reich Mittani) das hethitische Kernland, woraufhin sich anatolische Vasallen von den Hethitern lossagten. Nach mehrmonatigen Kämpfen zogen die Hurriter wieder ab, der Großteil der Vasallen unterwarf sich wieder. Bei seinen Kriegen griff Ḫattušili auf diplomatische Mittel zurück, wie etwa in einem Brief an einen gewissen Tunip-Teššup, den Herrn von Tikunani erkennbar ist, in dem er diesen dazu bewegen will, einen gemeinsamen Kriegszug zu unternehmen und die Beute zu teilen. Wieder zog die hethitische Streitmacht nach Syrien und zerstörte „Zaruna“ und „Hassuwa“, obwohl Halpa sie unterstützte. Sicher ist dabei nur, dass Ḫattušili das Taurusgebirge und anschließend den Euphrat überquerte. Gemeinsam mit dem Panku, einer Art Adelsversammlung oder Hofrat, versuchte er die Nachfolge zu regeln. Er machte seinen Enkel Muršili zu seinem Nachfolger. Muršili gelangen Eroberungen bis zum Oberlauf des Tigris, von Kizzuwatna aus eroberte er Jamchad mit der Hauptstadt Halpa, schließlich zog er 1595 v. Chr. (mittlere Chronologie) sogar bis nach Babylon. Dort erbeutete er die Statue des Gottes Marduk und die Kassiten besetzten die Stadt. Möglicherweise waren sie mit Muršili verbündet.
Muršili I. wurde gegen 1594 v. Chr. von seinem Schwager und Mundschenk Ḫantili I. ermordet, womit eine Reihe von dynastischen Kämpfen eröffnet wurde. Zu dieser Zeit litt das Reich unter einer Dürre und unter Aufständen sowie Angriffen der Hurriter. Zidanta, der Schwiegersohn des Königs, der schon bei der Ermordung Muršilis unter den Verschwörern gewesen war, ermordete nach dem Tod Ḫantilis I. dessen Sohn und machte sich selbst zum König. Doch Zidanta wurde wiederum von seinem eigenen Sohn Ammuna ermordet. Das Reich verlor unter seiner langen Herrschaft nicht nur die syrischen Gebiete, sondern auch die kilikische Ebene (Kizzuwatna) und den Westen. Die innerfamiliären Kämpfe endeten damit noch immer nicht. Bei der von Ammunas Bruder Zuru inspirierten Verschwörung gegen den König, der die königliche Leibwache kommandierte, kamen die beiden Königssöhne ums Leben. Nun kam Ammunas illegitimer Sohn Ḫuzziya II. auf den Thron. Telipinu, ein Sohn des Königs Ammuna, der um sein Leben fürchten musste, stürzte nun seinerseits den König und bestieg den Thron. Aus Gründen der dynastischen Legitimation heiratete er die Schwester des Ermordeten. Die Kämpfe versuchte er mit dem Telipinu-Erlass zu beenden, der eine Thronfolge festlegte, vor allem aber die Bestrafung ganzer Sippen und die Blutrache untersagte. Dabei räumte er dem Panku erhebliche Macht ein. Er schloss zudem einen Vertrag mit Kizzuwatna, das sich unabhängig gemacht hatte. Mit seinem Tod endete das sogenannte Alte Reich.
Unter Ḫantili II. griffen Kaškäer aus dem Gebiet zwischen Ankara und dem Schwarzen Meer Ḫatti an, sodass die Hauptstadt befestigt werden musste. Sie waren Hirten, denen die Hethiter so sehr misstrauten, dass sie nur in bestimmten Städten Handel treiben durften. Besonders heftig wurden die Auseinandersetzungen in Syrien, bei denen Ägypten unter Thutmosis III. und Mittani wichtige Rollen spielten. Kizzuwatna in Südostanatolien wurde zunächst als Pufferstaat zwischen diesen Großmächten aufrechterhalten. Zugleich machte sich ein erheblicher kultureller Wandel vor allem seit Tudḫaliya I. bemerkbar, seitdem die Könige von Ḫatti häufig einen hattischen Eigennamen und einen hurritschen Thronnamen führten, was als Indikator für eine „Hurritisierung“ gilt. Tudḫaliya war mit der Hurriterin Nikalmati verheiratet, die anscheinend großen Einfluss auf die religiöse Entwicklung nahm.
Kurz nach 1500 v. Chr. lässt sich aufgrund von Pollenanalysen eine starke Veränderung der Vegetation in der Region feststellen. Als Gründe werden die beginnende Rodung von Wäldern für die landwirtschaftliche Nutzung und ein Ausgreifen der Hirtenwirtschaft auf die klimatisch ungünstigen hoch gelegenen Gebiete angenommen. Zudem lässt sich für West- und Zentralanatolien die Etablierung des Hirseanbaus als Ergänzung der getreideauswahl nachweisen. Das von Bewässerung abhängige Getreide ist in früheren Phasen nur in geringen Spuren dokumentiert. Entlang der Südküste Anatoliens hatte sich in der Späten Bronzezeit der Olivenanbau etabliert, für den Techniken genutzt wurden, die eine Klonierung von Bäumen mit besonders großen Früchten ermöglichten.
Tudḫaliyas Nachfolger war Arnuwanda I. (um 1400), der sich in dauerhafte Kämpfe mit Kaškäern und dem Land Išuwa verwickelt sah. Ḫattuša wurde unter Tudḫaliya II. niedergebrannt und die syrischen Gebiete gingen verloren. Erst Šuppiluliuma I. konnte sich gegen die Angreifer durchsetzen. Er war ein erfolgreicher Feldherr und verschwor sich, nachdem Tudḫaliya II. um 1355 v. Chr. gestorben und Tudḫaliya III. Großkönig geworden war, mit einem Teil der Oberschicht, ermordete den König und wurde selbst Großkönig.

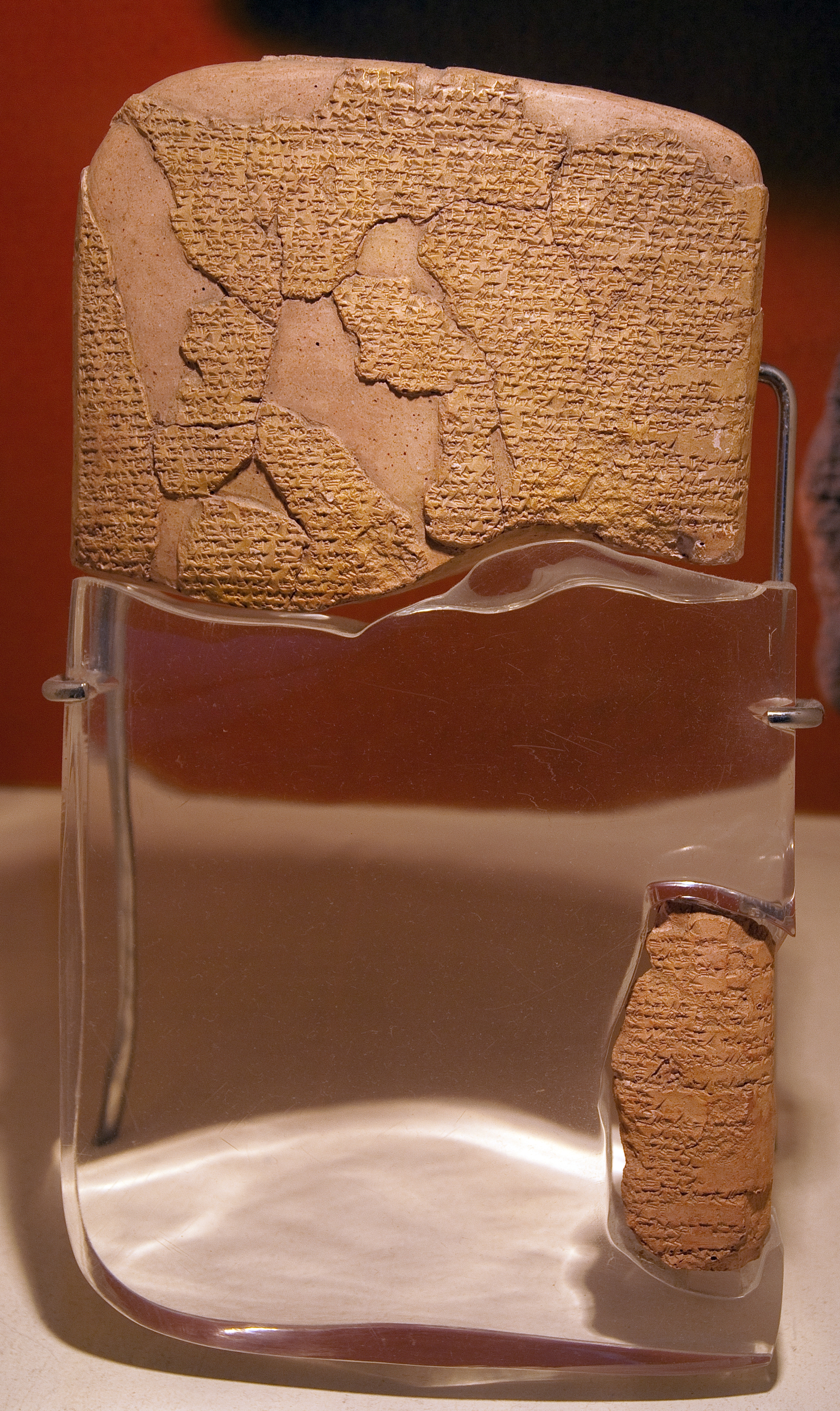
Tafel mit dem Vertrag von Kadesch zwischen Hethitern und Ägyptern

Unter seiner Herrschaft wuchs die Hauptstadt auf das Dreifache ihrer bisherigen Größe an. Er konnte die Kaškäer vom hethitischen Kernland abdrängen. Nach dieser Konsolidierung kam es zu Konflikten mit dem Mittanireich unter König Tušratta, der mit Ägypten im Bund stand. Šuppiluliuma schloss einen Vertrag mit dem zwischen Ḫatti und Mittani gelegenen Ḫajaša, ebenso wie mit Ugarit, und er bot Babylon ein Heiratsbündnis an. Daraufhin attackierte eine Koalition von Kleinstaaten, die auf Seiten Mittanis stand, Ugarit. Als Artatama II. gegen Tušratta Thronansprüche erhob, wurde er von Assyrien und Šuppiluliuma unterstützt, der bis vor die Hauptstadt Waššukanni zog und sie plünderte. Šuppiluliuma überquerte den Euphrat und belagerte vergeblich Karkemiš. Danach unterwarf er weitere Vasallenstaaten der Mittani. Wahrscheinlich um diese Zeit schloss er einen Vertrag mit dem ugaritischen König Niqmaddu II., der sich von den syrischen Städten unter Druck gesetzt sah. Nach Abschluss dieses Vertrages schuf Šuppiluliuma in Halpa ein Vizekönigtum für seinen Sohn Telipinu. Ägypten war zu dieser Zeit mit der Amarna-Revolution unter Echnaton beschäftigt und griff daher nicht ein. In einem weiteren Feldzug wurde Qatna zerstört, worauf ägyptische Streitwagen gegen Kadesch vorrückten, während Truppen des Mittanireichs die Hethiter in Nordsyrien angriffen. Etwa zur selben Zeit wurde Tušratta von Mittani gestürzt, sein Sohn Šattiwazza floh zu Šuppiluliuma, der ihn mit seiner Tochter verheiratete. Nun zog eine Armee nach Mittani, eine weitere gegen die Ägypter. Die Daḫamunzu-Affäre versinnbildlichte die Gleichrangigkeit des Hethiterreichs mit dem der Ägypter. Die Witwe des Pharaos wollte einen der Söhne Šuppiluliumas ehelichen. Dieser eroberte jedoch Karkemiš und setzte seinen Sohn Šarri-Kušuḫ als Vizekönig ein. Nach einer erneuten ägyptischen Gesandtschaft im folgenden Jahr sandte Šuppiluliuma seinen Sohn Zannanza nach Ägypten, der jedoch zu Tode kam, woraufhin die Hethiter das ägyptische Syrien attackierten.
Mit den Gefangenen kam jedoch eine Seuche nach Ḫatti, die noch unter Muršili II. grassierte; Šuppiluliuma und sein ältester Sohn und Nachfolger Arnuwanda II. zählten zu ihren Opfern. Šarri-Kušuh gelang im Krieg gegen Mittani die Eroberung obermesopotamischen Gebiets, vor allem aber wurde Šattiwazza als König in Mittani eingesetzt, der einen Vertrag mit Ḫatti abschloss. Telipinus Sohn und dessen Nachkommen wurden Könige von Halpa.

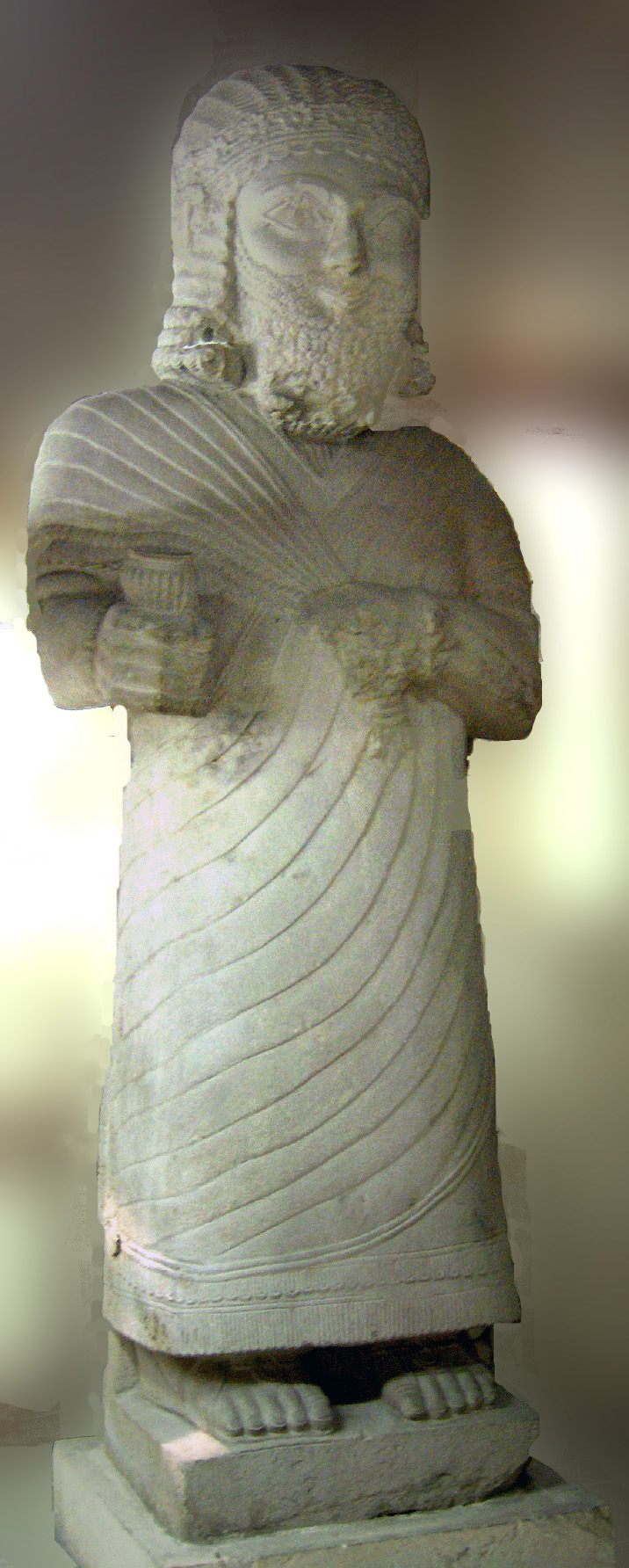
Statue des Königs Mutallu von Kummuḫ aus Arslantepe, Höhe: 318 cm, 8. Jahrhundert v. Chr., Museum für anatolische Zivilisationen in Ankara

König Muršili II. gelangte jung auf den Thron und sah sich zahlreichen Feinden gegenüber. Er hoffte, die Götter durch Gaben und Gebete dazu bewegen zu können, die Epidemien zu beenden, die das Land zwanzig Jahre lang plagten. Er glaubte, dass ein starker Staat im Sinne der Götter sei, und renovierte zahlreiche ihrer Tempel. Orakel sagten ihm, dass die moralischen Vergehen seines Vaters die Ursache für den Zorn der Götter wären. Im ersten Jahr griffen ihn die Kaškäer an, die er nie endgültig besiegen konnte, im zweiten Jahr griff Assyrien Karkemiš an und drang ins Untere Land vor. Ihm gelang jedoch ein Sieg über die Kaškäer und die Eroberung Arzawas bis zur Ägäis. Die übrigen vier Reiche von Arzawa wurden Vasallen des Großreichs. Muršili bekämpfte Pihhunija, den einzigen König der Kaškäer; er hatte die Kaškäer geeinigt und das Untere Land überfallen. Der Hethiter wehrte einen ägyptischen Angriff in der Schlacht bei Karkemiš ab, wodurch Nordsyrien weiter unter hethitischer Kontrolle blieb. Zudem gelang es, Ugarit im Status eines Vasallen zu halten, indem ein neuer Vertrag unterzeichnet wurde. Muršili eroberte das abgefallene Karkemiš zurück, setzte den Sohn des verstorbenen Šarri-Kušuḫ Šaḫurunuwa als Statthalter und Sarruwa als Herrscher von Halap ein.
Muršilis Sohn und Nachfolger Muwattalli II. verlegte die Hauptstadt nach Tarḫuntašša im Taurusgebirge, östlich von Antalya. Auch er geriet in Konflikt mit Ägypten. Die Schlacht bei Kadesch im Jahr 1274 v. Chr. brachte keine Entscheidung im Dauerkonflikt. Muwattallis Bruder Ḫattušili III. schloss 1259 einen Friedensvertrag. Muwattalli schloss einen Unterwerfungsvertrag mit Alaksandu von Wilusa, das vielleicht mit Troja identisch ist. Sein Nachfolger Muršili III. verlegte den Sitz seiner Regierung wieder in die alte Hauptstadt. Mittani eroberten die Assyrer, ohne dass Muršili die zugesagte Unterstützung bot; das assyrische Friedensangebot lehnte Muršili brüsk ab. Ramses II. zog 1271 und 1269 v. Chr. nach Syrien und eroberte mehrere hethitische Städte, die jedoch von Šahurunuwa, dem Statthalter von Karkemiš zurückgewonnen wurden.
Ḫattušili III., der jüngste Sohn Muršilis II., stürzte Muršili III., doch war die Legitimität der Herrscher mittlerweile so stark gefestigt, dass es göttlicher Legitimation bedurfte, um den Umsturz zu rechtfertigen, insbesondere der Ištar von Šamuḫa, der sich der kränkliche König verpflichtet fühlte. Kurunta, dem jüngeren Bruder seines Vorgängers, verschaffte er die Herrschaft über Tarḫuntašša.
Unter seinem Sohn Tudḫaliya IV. kam es zu Auseinandersetzungen mit dem expandierenden Assyrien unter Tukulti-Ninurta I. (regierte ca. 1233–1197 v. Chr.) Ein Brief Tukulti-Ninurtas aus Ugarit erwähnt einen Sieg über ein hethitisches Heer in Obermesopotamien (Schlacht von Niḫrija). Außerdem wurde Tarḫuntašša, wo sich zeitweise die Hauptstadt befunden hatte, nun unabhängig. Andererseits gelang die Eroberung von Alašija (Zypern). Eine seiner wichtigsten Aufgaben sah der König anscheinend in der Auflistung und Renovierung aller Tempel.
Offenbar traf das Hethiterreich nun eine katastrophale Hungersnot. Pharao Merenptah (ca. 1212–1203) lieferte Getreide, um die Not zu lindern. Zwischen 1194 und 1186 v. Chr. wurde zudem Ugarit zerstört, Zypern ging verloren, dessen Herrscher den König von Ugarit, Hammurapi III., vor einem bevorstehenden Angriff gewarnt hatte. Die ugaritischen Fußtruppen und die Flotte verteidigten jedoch zu dieser Zeit das hethitische Kernland und die Südküste, während Šuppiluliuma II. Kämpfe im Westen führte. Diese Hungersnot sowie der allgemeine Niedergang und die Entvölkerung der Region in der späten Bronzezeit dürfte im Zusammenhang mit einer Klimaveränderung mit zurückgehendem Niederschlag stehen.
Wann das hethitische Großreich verschwand und ob es zu hauptstädtischen Aufständen kam, ist nicht bekannt, die Hauptstadt weist jedenfalls nur geringe Zerstörungsspuren auf. Vielleicht wurde sie erneut verlegt. Kurunta, der Vizekönig in Tarḫuntašša, mischte sich nun in den Kampf um das Großreich ein, doch eine Inschrift verweist auf einen Sieg Šuppiluliuma über Tarḫuntašša. Eine Rolle beim Untergang des Reiches könnten Piratenflotten gespielt haben, die als Šikaläer (Keilschrift: ši-ka-la-(iu)-u = Šikalaju, „Leute von Šikala“) in einem Brief (RS 34.129) des hethitischen Großkönigs an den Stadtpräfekten von Ugarit erschienen. Sie „leben auf Schiffen“, wie es heißt. Wahrscheinlich hängen die Šikaläer mit den Seevölker zusammen, von deren Auftreten ägyptische Quellen aus der Zeit Merenptahs und Ramses III. berichten. Dabei werden die Šikaläer von einem Teil der Forschung mit den Šekeleš, von anderen mit den Tjekern gleichgesetzt. Woher die einzelnen Seevölker stammten ist in der Forschung sehr umstritten. So gibt es Meinungen, nach denen sie teilweise aus Sizilien, Sardinien, Etrurien stammen, aber auch Männer aus Adana und Philister in Mukiš, nördlich von Ugarit und an zahlreichen anderen Orten bis nach Ägypten werden mit ihnen in Verbindung gebracht. Mykenische Keramik des 12. Jahrhunderts v. Chr., die in größeren Mengen an einigen Orten Apuliens und vor allem auf Zypern entdeckt wurde, könnte auf mykenische Flüchtlinge verweisen. Anatolische Elemente in Palästina darauf, dass auch andere Völker der Region versuchten, sich vor den Unruhen in Sicherheit zu bringen. Das hethitische Kernland wurde, nachdem die größeren hethitischen Städte verlassen oder zerstört waren, wohl von Kaškäern besetzt. In diese Zeit fällt wahrscheinlich auch die Zerstörung der westanatolischen Stadt Troja, Schicht VIIa.
Die hethitische Kultur überlebte bis um 700 v. Chr. in mehreren Kleinstaaten in Ostanatolien, zum Beispiel in Melid, dem heutigen Malatya, Zincirli, Karkemiš und Tabal.

#### Süd- und Südostanatolien
Im Südosten Anatoliens waren es vor allem Tarsus und Mersin, die für die späte Bronzezeit von großer Bedeutung waren. Entsprechend den vorhergehenden Abschnitten teilte man die Zeit während der hethitischen Herrschaft in Späte Bronzezeit I (1650–1450 v. Chr.) und II (1450–1100) ein, wobei II noch einmal in eine hethitische und eine ägäische eingeteilt wurde; IIa (1450–1225) war durch Monumentalbauten der Hethiter, IIb (1225–1100) durch Spuren der Seevölker gekennzeichnet. Heute setzt man die Späte Bronzezeit I etwa 100 Jahre später an, II etwa 40 Jahre. Während Tarsus stark von den Machtwechseln zwischen Mittani, Assyrien, den Hethitern und den Seevölkern geprägt war, wurde der Südosten, vor allem am Tigris, von einer Zwischenhandelszone zwischen Mesopotamien und Anatolien zu einem Grenzgebiet zwischen den Großmächten. Daher wurden hier die meisten Handelssiedlungen aufgegeben, während zahlreiche Festungen entstanden. Zugleich nahm, im Gegensatz zu Tarsus, der hethitische Einfluss zugunsten des syrischen ab. Am Ende der Bronzezeit wurden die Militärsiedlungen aufgegeben, weite Regionen scheinen unbewohnt oder nur kurzzeitig von Landbesetzern bewohnt gewesen zu sein. Die Region erholte sich erst um 1000 v. Chr.

## Eisenzeit
Unsere Kenntnisse von der frühen Eisenzeit Zentralanatoliens, die der großräumigen Herrschaft von Phrygien im Westen und Urartu im Osten vorausging, sind mangels entsprechender Grabungen gering, das gilt umso mehr für das zentralanatolische Plateau. Die ältere Einteilung in frühe Eisenzeit, oftmals als Dunkles Zeitalter oder Dunkle Jahrhunderte bezeichnet, mittlere und späte ist nicht mehr unumstritten. Nach diesen Jahrhunderten setzte mit zunehmender Dichte die schriftliche Überlieferung ein, sodass die Konturen einzelner politischer Herrschaftsgebiete deutlicher erkennbar werden.
Nach dem Ende des hethitischen Reiches errichteten die Phryger ein Reich, das spätestens im 8. Jahrhundert v. Chr. größere Teile West- und Zentralanatoliens beherrschte. Unter Midas dehnte es sich in der 2. Hälfte des 8. Jahrhunderts v. Chr. weit nach Osten aus, wie assyrische Quellen vor allem aus der Zeit Tiglat-Pilesers III. und Sargons II. belegen. Im Südosten und Süden existierten hethitische Nachfolgestaaten fort. Seit 850 v. Chr. bestand im Osten Anatoliens (mit Zentrum am Vansee) das Reich Urartu.

## Phryger, Kimmerer, Lyder

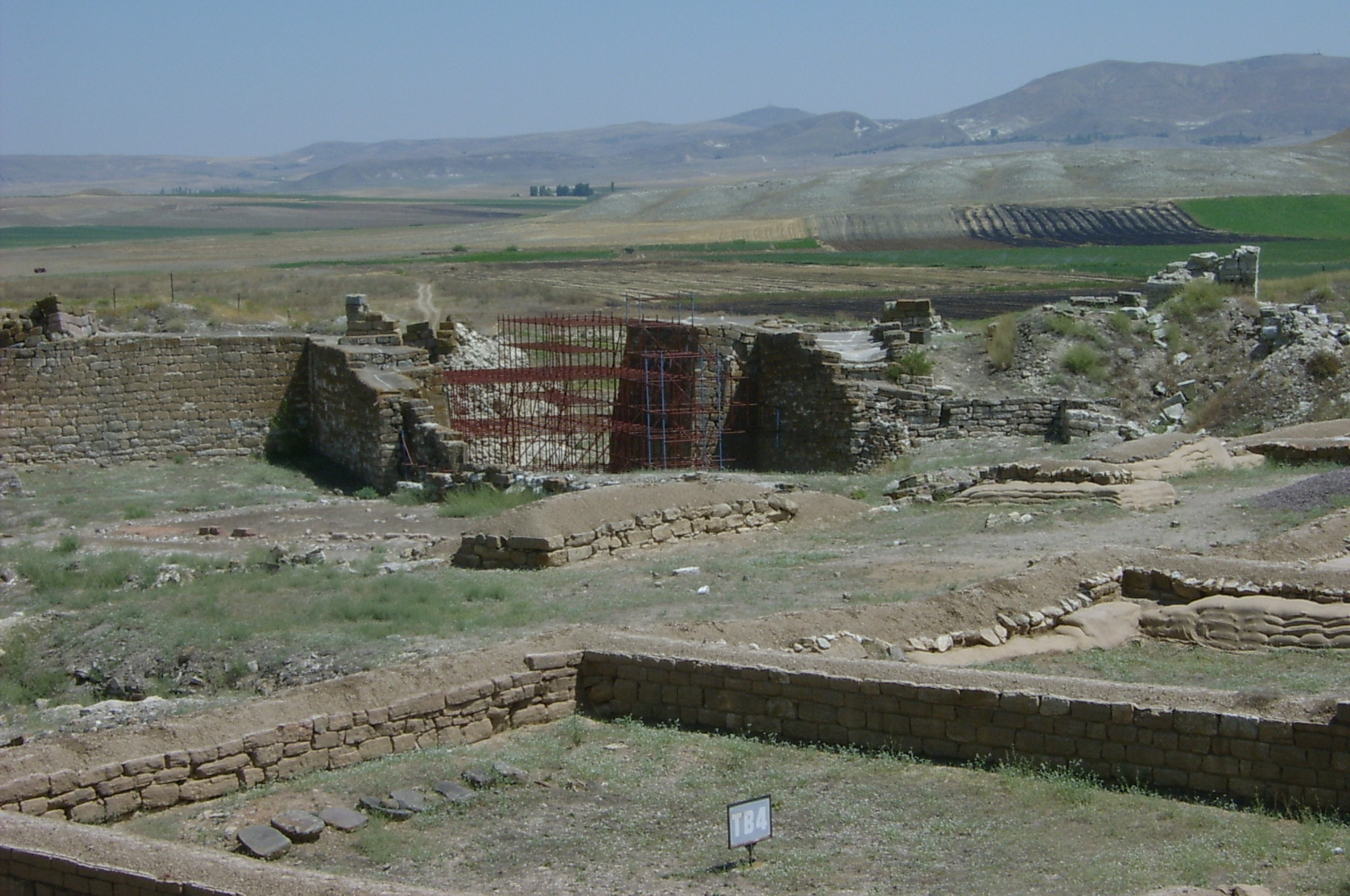
Ruinen von Gordion

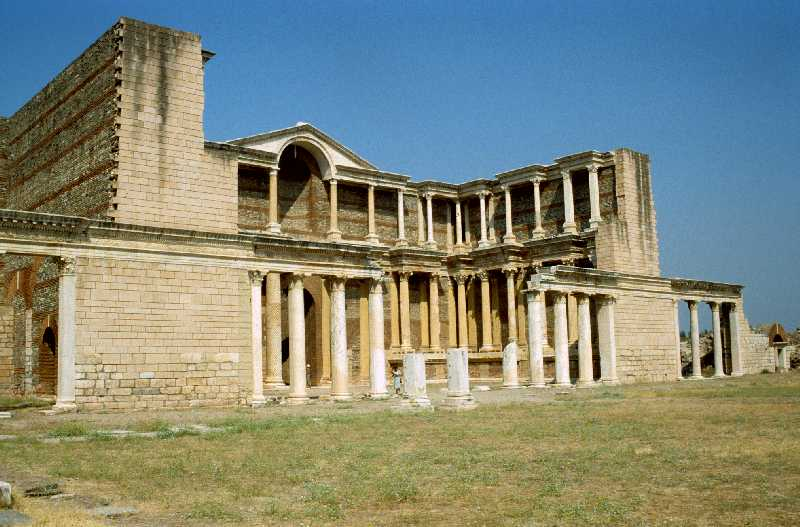
Gymnasion von Sardes

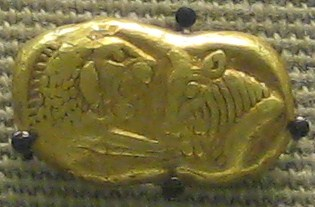
Goldmünze des Königs Krösus, 1 × 2 cm, 8 g, um 550 v. Chr., Britisches Museum

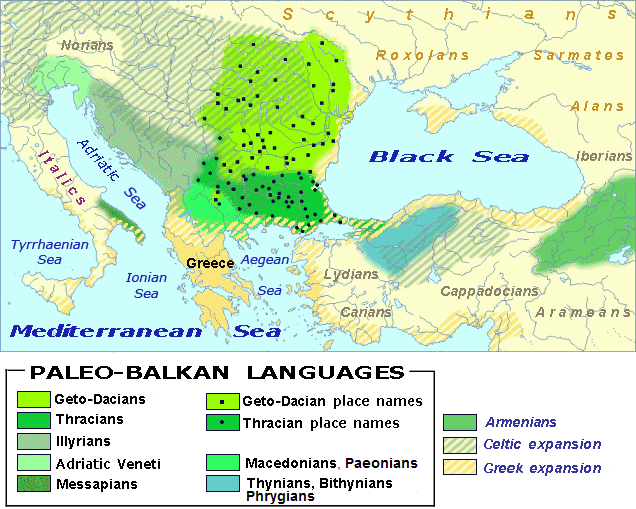
Sprachen Italiens, des Balkans und Anatoliens zwischen dem 5. und 1. vorchristlichen Jahrhundert

Ende des 8. Jahrhunderts erreichten die vielleicht skythischen Kimmerer Anatolien. Baumringuntersuchungen in Gordion, 100 km südwestlich von Ankara am Sakarya gelegen, weisen phrygische Spuren zwischen 1071 und 740 v. Chr. auf, wobei sich Hinweise auf feuchteres, kühleres Klima ergaben, was der Landwirtschaft förderlich gewesen sein dürfte. Die frühphrygische Stadt wird auf 950 bis 800 v. Chr. datiert, die mittelphrygische auf 800 bis 540 v. Chr. (die spätphrygische Stadt war bis um 400 v. Chr. politisch unbedeutend, aber wirtschaftlich von hoher Integrationskraft). Eine groß angelegte Neugestaltung der Oberstadt wurde, wie lange aufgrund assyrischer und griechischer Quellen angenommen, nicht von Kimmerern durch die Zerstörung Gordions schlagartig beendet, sondern bereits um 800 v. Chr. durch einen Stadtbrand. Mit dem Einfall der Kimmerier ins zentrale und westliche Anatolien zu Beginn des 7. Jahrhunderts v. Chr. brach das Phrygerreich zusammen.
Es war offenbar bereits zuvor von den Lydern in Bedrängnis gebracht worden. Die späte Eisenzeit, die erst mit Alexander dem Großen endete, brachte wiederum einen weiträumigen Handel sowie einen kulturellen Wiederaufstieg hervor. Um 680 v. Chr. zerstörten die Lyder das Phrygerreich, doch 644 v. Chr. kam König Gyges (Guggu) in der Schlacht gegen die Kimmerer, in deren Folge die Hauptstadt Sardes eingenommen wurde (Herodot I, 15), ums Leben. Kimmerer plünderten darüber hinaus die ionischen Städte. Erst um 600 gelang die Vertreibung der Kimmerer durch den Lyderkönig Alyattes II. (Herodot I,16), den Vater des berühmten Krösus (Kroisos). Ab 590 lagen die Lyder mit der neuen Großmacht der Meder in Konflikt, die die politische Landschaft erneut drastisch veränderten. Sie hatten 614 v. Chr. im Bündnis mit Babylon das Reich der Assyrer und die Stadt Assur zerstört, zwei Jahre später die assyrische Hauptstadt Ninive.

Ausdehnung des Lyderreichs in der Mitte des 6. Jahrhunderts v. Chr. Die rote Grenzlinie verweist auf abweichende Auffassungen über die Ostgrenze.

Neben Gordion bestehen in Zentralanatolien nur wenige weitere eisenzeitliche Grabungsstätten, diese sind Boğazkale (Ḫattuša; früher Boğazköy, über 200 km östlich von Ankara), das etwa 180 ha umfasste und zuvor die hethitische Hauptstadt war, Çadır Höyük, Kuşaklı und Kaman-Kalehöyük, etwa 100 km südöstlich von Ankara. Sie weisen auf das Verschwinden der Töpferscheibe während der Früheisenzeit hin (mit der Ausnahme von Kaman), also wohl auf die Rückkehr vorwiegend regionaler Produktion statt überregionalen Handels. Die Zonen kultureller Ähnlichkeit, die vor allem in der Keramik erkennbar sind, wurden kleinräumiger. Boğazkale war zugleich der erste Nachweis, dass es überhaupt eine Siedlungskontinuität zwischen später Bronze- und früher Eisenzeit gab. Dabei handelte es sich allerdings zunächst um ein kleines Dorf, das offenbar hethitische Materialien aus den monumentalen Überresten wiederverwertete. Am Ende der Eisenzeit erreichte das größte Gebäude Maße von 20 × 30 m, doch wurde die Siedlung um 600 v. Chr. aufgegeben. Etwa 10 km nördlich von Çadır Höyük fand man die riesige späteisenzeitliche Festungsstadt Kerkenes, die sich über 250 ha erstreckte. Sie wurde zwischen dem Ende des 7. und der Mitte des 6. Jahrhunderts vollständig zerstört, die gewaltigen, 7 km langen Mauern geschleift.

## Urartu
In Ostanatolien setzt sich die Gleichsetzung der frühen Eisenzeit mit der vor-urartäischen Phase, der mittleren mit der urartäischen und der späteren Eisenzeit mit der medischen und archämenidischen Phase langsam durch. Die lokal verfügbaren Eisenerzfunde reduzierten die Abhängigkeit vom Zinn- und Kupferfernhandel, der die Bronzezeit kennzeichnete, stark, jedoch in einem langsamen Prozess. Die gesellschaftlichen Veränderungen im Zuge des Untergangs des Hethiterreichs dürften, wie auch einige Brandhorizonte belegen, dramatischer gewesen sein. Am Vansee ist dabei die archäologische Situation noch ungünstiger. Wie assyrische Quellen belegen, bestanden jedoch Herrschaften in der Region, wie etwa Uruatri und Nairi, doch die Nennung von 60 Königen bleibt eher unglaubhaft. In der Region Erzurum ist die frühe Eisenzeit hingegen besser zu fassen, etwa in Sos Höyük, das bis zum 2. Jahrhundert v. Chr. bewohnt war.

Urartu unter König Rusa I.

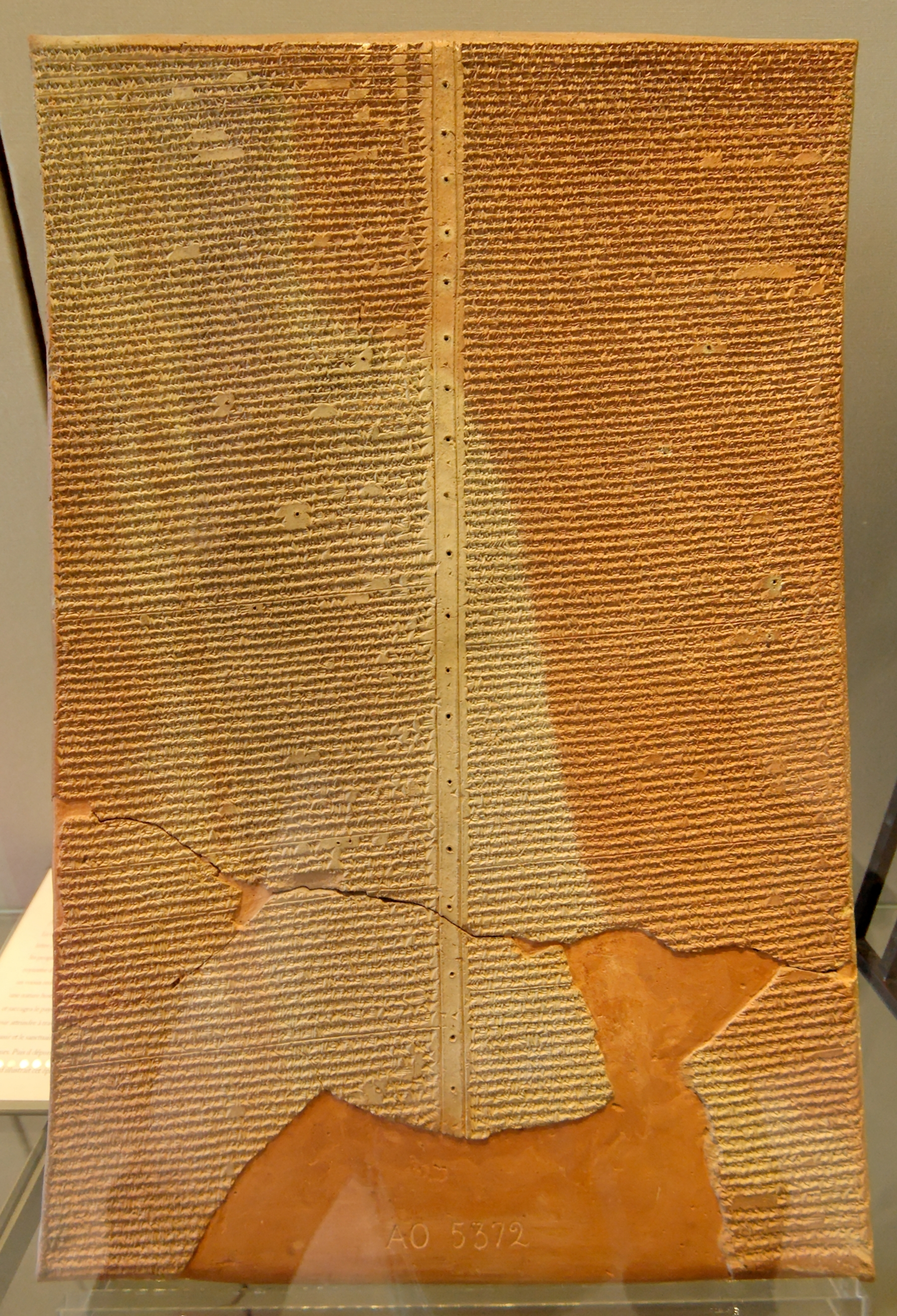
Tontafel des Assyrerkönigs Sargon II. mit Einzelheiten zu seinem Feldzug gegen Urartu von 714 v. Chr.

„Uruatri“ taucht erstmals in mittelassyrischen Texten aus dem 13. Jahrhundert v. Chr. auf, doch meinte dies wohl nur die Landschaft am Vansee; die dortigen Einwohner nannten ihr Gebiet in ihrer Sprache „Biai-nili“, doch hat sich in der Wissenschaft die assyrische Bezeichnung durchgesetzt. Ihre Hauptstadt war Tušpa. Zeitweise erreichten die Urartäer Karkemiš im Süden und Qulḫa im Nordwesten, ihr Reich umfasste den Sewansee und das Araxes-Tal im Norden, den Urmiasee im Osten und Rawanduz im Südosten. Feldzüge urartäischer Herrscher fanden bis nach Georgien statt. Entweder Išpuini oder sein Sohn Menua eroberten um 810 Hasanlu in Mannai. Gegen Ende der Regierungszeit von Išpuini fanden Feldzüge zum südlichen und westlichen Teil des Urmiasees statt, die unter anderem durch die Inschrift von Taštepe und die Stele von Karagündüz belegt sind.

## Späthethitische Staaten

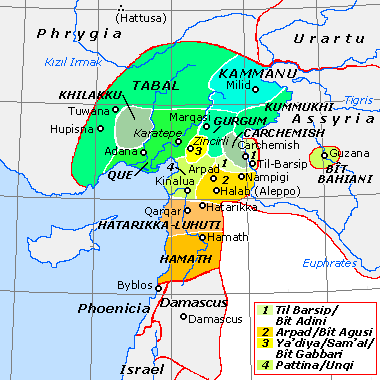
Die neo-hethitischen Staaten im syrisch-südostanatolischen Raum

Nach dem Ende des Hethiterreichs beriefen sich einige Herrscher auf dessen Großkönige. Es entstand eine Reihe vergleichsweise kleiner Staaten, von denen die nördlichen eher von hethitischen, die südlichen ab etwa 1000 v. Chr. eher von aramäischen Herrschern geführt wurden. Dabei war Mehrsprachigkeit verbreitet. Unter dem Druck Assyriens schlossen sich einige hethitische Nachfolgestaaten wie Samʼal und Kizzuwatna der Herrschaft von Karkemiš an, es entstanden aber auch Städtebündnisse gegen die Großmacht. Daneben bestand Kummuḫ um das spätere Samosata oder das luwische Tabal nordwestlich von Malatya, das ähnlich wie Karkemiš die Nachfolge der hethitischen Großkönige beanspruchte. Qu’e mit den Städten Tarsus, Adana und den Festungen Sirkeli Höyük und Karatepe fiel 725 v. Chr. an die Assyrer, Karkemiš folgte 717 v. Chr. Damit wurde ein erheblicher Teil Südostanatoliens bis gegen Ende des Assyrerreiches unterworfen, wenn auch es immer wieder zu Aufständen kam. Ab 607 v. Chr. wurde Kilikien unter den Syennesis unabhängig, wenn auch das Neubabylonische Reich Ansprüche im Südosten geltend machte.

## Persische Expansion
550/549 gelangten die Perser in den Besitz der Mederhauptstadt Ekbatana und bereits 547 drang der Perserkönig Kūruš (Kyros II.) nach Südostanatolien vor und eroberte Urartu. Dann besiegte er den Lyderkönig Kroisos und annektierte wohl 541 dessen Hauptstadt Sardes und sein Reich, das bis zu den Griechenstädten an der ägäischen Küste reichte. Sardes wurde zur Hauptstadt einer persischen Satrapie, 539 fiel auch Babylon.
Zum Herrschaftsbereich der Lyder gehörten auch die griechischen Siedlungen an der Westküste, unter denen Milet eine Vorrangstellung einnahm. Diese Ionischen Städte hatten eine privilegierte Stellung genossen und es war zu einer kulturellen Annäherung gekommen. So hatte Kroisos laut Herodot im Vorfeld seines Feldzuges gegen die Perser das Orakel von Delphi konsultiert. Als das Lyderreich von den Persern erobert wurde, widersetzten sich viele Städte wie Ephesos und Priene, mit Ausnahme Milets, den Eroberern, wenn auch letztlich ohne Erfolg, auch wenn sich ihnen Karer, Kaunier und Zyprer anschlossen, ebenso wie die Stadt Byzantion. 498 v. Chr. unterlag das griechische Landheer gegen die persische Armee bei Ephesos. Zwei der drei Schwiegersöhne des Perserkönigs kamen ums Leben, doch der dritte, Otanes, und der Satrap von Sardes, Artaphernes, griffen die Griechen erfolgreich an. Bis 333 v. Chr. (Schlacht bei Issos) herrschten die Perser über Kleinasien, bis Alexander der Große sie besiegte und ein Reich bis nach Indien errichtete.
Ein Bündnisangebot Athens im Jahr 507 v. Chr. wurde von den Persern als Unterwerfung des Stadtstaats aufgefasst. 499 v. Chr. brach ein Aufstand in den griechischen Gebieten Kleinasiens gegen die persische Herrschaft aus, der von Athen und Eretria unterstützt wurde. Die Aufständischen nahmen 498 v. Chr. Sardes ein. Der Aufstand, der sich bis nach Zypern und Thrakien ausweitete, wurde 494 v. Chr. niedergeschlagen, Milet zerstört. 492 v. Chr. wurde Thrakien erneut unterworfen, 490 das mit Athen verbündete Eretria zerstört; ein persisches Heer landete schließlich in Attika mit der Absicht, Athen zu erobern, doch scheiterte es in der Schlacht bei Marathon. Weitere Versuche scheiterten in den Schlachten von Salamis und Plataiai (480 und 479 v. Chr.).
Athen übernahm nun die Führungsrolle im Kampf gegen die Perser (Perserkriege), die griechischen Städte Kleinasiens wurden unabhängig. Erst 449 v. Chr. wurde ein Frieden zwischen dem Perserkönig und Athen geschlossen. Im Korinthischen Krieg (399 bis 386 v. Chr.) trat das Perserreich auf Seiten Athens und Thebens ein; diese gegen Sparta gerichtete Koalition siegte. Im Königsfrieden wurde festgelegt, dass die kleinasiatischen Griechenstädte wieder dem Perserreich unterstehen und dass alle anderen griechischen Städte unabhängig sein sollten. Trotz dieses Erfolges wurde die Perserherrschaft weiter erschüttert. In den 360er Jahren brachen in Kleinasien mehrere Aufstände aus, die früher als „Großer Satrapenaufstand“ bezeichnet wurden. Es handelte sich jedoch um voneinander unabhängige Aufstände. Dabei gelangten örtliche Herrscher wie der Karier Maussolos zu beträchtlicher Macht. Letztmals gelang König Artaxerxes III. für wenige Jahre die Wiederherstellung der persischen Macht, die schließlich ab 334 v. Chr. von Alexander dem Großen zerschlagen wurde.

## Alexander, Hellenistische Reiche, Rom, Armenien

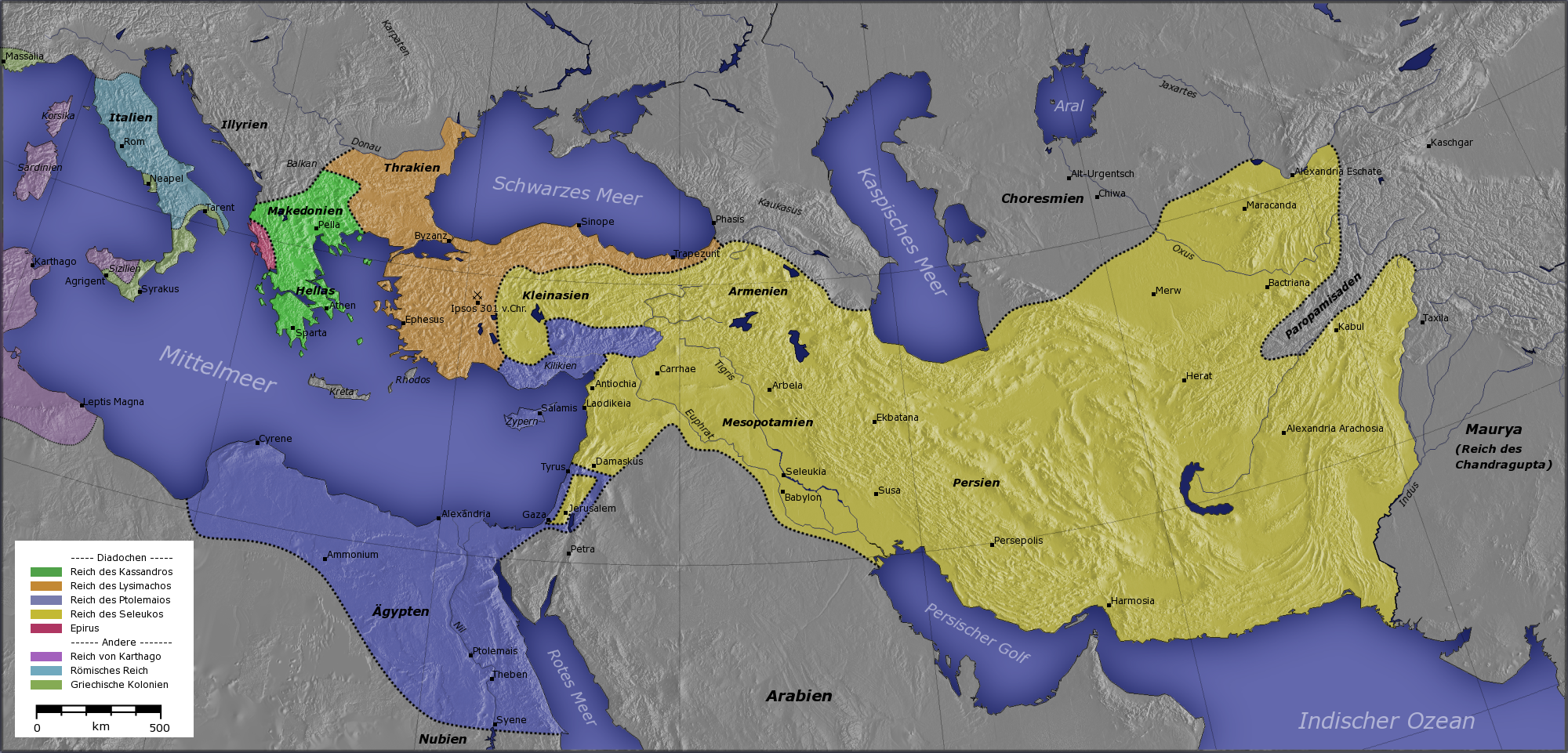
Die Diadochenreiche um 300 v. Chr.

Alexander der Große zeigte schon nach seinem ersten Sieg über die Perser, dass er das vorgefundene System der Satrapien übernehmen wollte, indem er den Makedonen Kalas mit der gerade eroberten Satrapie Daskyleion betraute. Als Sardes in Alexanders Hand gelangte, wurde der Stadt erlaubt, nach dem bisherigen Herkommen zu leben und Alexander gab ihr innenpolitisch freie Hand. Den anfänglichen Widerstand auch griechischer Städte, wie Milet, konnte er überwinden; er zog dann nach Gordion und schließlich nach Kilikien. 333 v. Chr. siegte Alexander bei Issos und begann die Eroberung des übrigen Perserreiches. Dabei waren erhebliche Teile Kleinasiens, vor allem Kilikien und der Norden, von seiner Herrschaft unberührt.
Nach dem Tod Alexanders 323 v. Chr. erhielt sein griechischer Sekretär Eumenes das noch zu erobernde Kappadokien, das der persische Satrap Ariarathes I. bis 322 gegen die Makedonen verteidigte. Sein Adoptivsohn Ariarathes II. floh nach Armenien, konnte jedoch Jahrzehnte später Kappadokien zurückerobern. Ihm folgte sein Sohn Ariaramna, der die Oberherrschaft der Seleukiden anerkennen musste, die den Osten des Alexanderreiches erhielten. Ariaramnas Sohn und Nachfolger Ariarathes III. heiratete Stratonike, die Tochter des Seleukidenkönigs, und nannte sich ab etwa 250 v. Chr. König (basileus).

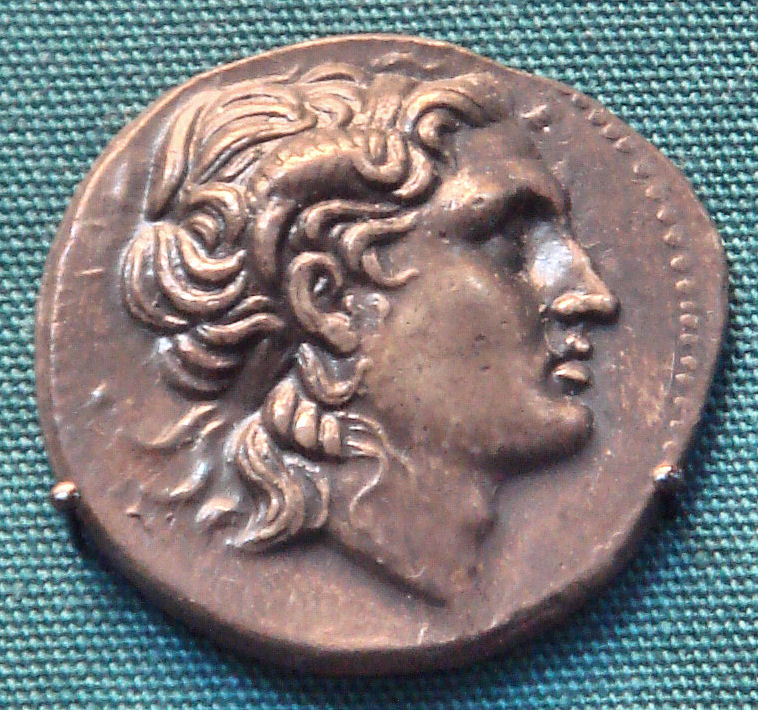
Münze des Lysimachos mit der Darstellung eines gehörnten Alexander, London, British Museum

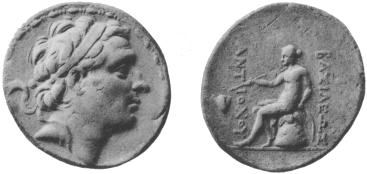
Silbermünze Antiochos’ III.; die Rückseite zeigt den Gott Apollon

Bereits vor dem Tod Alexanders hatten sich seine makedonischen Offiziere für den Kampf um die Macht zu positionieren begonnen. Entsprechend der Babylonischen Reichsordnung nach dem Tod Alexanders wurde auch Anatolien aufgeteilt. Armenien ging an Neoptolemos, Kilikien an Philotas, Lydien ging an Menandros, Karien an Asandros, Kleinphrygien – das „hellespontische Phrygien“ – an Leonnatos, Großphrygien hingegen, gemeinsam mit Lykien, Pamphylien und Pisidien, gingen an Antigonos „den Einäugigen“. Dieser wurde 321 v. Chr. zum Heerführer in Asien ernannt und damit beauftragt, Eumenes zu beseitigen, der zusammen mit Perdikkas die Rechte der Königsfamilie gegen die Machtansprüche der Offiziere verteidigte. Nach dem Tod des Perdikkas (320 v. Chr.) und der Ermordung der meisten Mitglieder der Königsfamilie bis 316 v. Chr. trugen die Diadochen ihre Kämpfe offen aus. 311 v. Chr. einigte man sich auf einen Frieden, der das Reich Alexanders faktisch aufteilte, um 310 wurden Alexanders Sohn und seine Mutter ermordet. 301 v. Chr. wurde Antigonos als letzter, der das Gesamtreich beanspruchte, besiegt. Seine Erhebung zum König machte den Weg auch für die anderen Diadochen frei, auch formal insgesamt sechs Dynastien zu gründen. Die Freiheit der griechischen Städte war damit erneut bedroht, den neuen Oberherren wurde göttliche Verehrung erwiesen. Nach Ipsos fiel Kleinasien an Lysimachos, der in Thrakien residierte und in Kleinasien Alexandria Troas gründete. Seinen Staatsschatz deponierte er in Pergamon. Er ließ seinen Sohn ermorden, da er glaubte, dass dieser gegen ihn intrigierte; seine ptolemäische Frau floh zu Seleukos.
In der Schlacht bei Kurupedion siegte 281 v. Chr. Seleukos und brachte Kleinasien an sich, sodass er kurzfristig zum mächtigsten Diadochen wurde, der das Alexanderreich beherrschte, sieht man von Ägypten ab. Nachdem er jedoch den Hellespont überquert hatte, um seine Herrschaft auch in Makedonien durchzusetzen, wurde er ermordet. Damit starb der letzte Offizier Alexanders, die nächste Generation der Epigonen teilte sich das Reich. In Kleinasien erkämpften sich die kleineren hellenistischen Königreiche Pergamon, Bithynien, Pontos und Kappadokien ihre Autonomie, während sich die Ptolemäer, die ihren Machtmittelpunkt in Ägypten hatten, in den meisten Küstengebieten festsetzen konnten, zunächst in Phaselis und Xanthos. Zudem konnte Ägypten den ägäischen Nesiotenbund dominieren und Einfluss in Kilikien erlangen.
Als neuer Unruhefaktor im zersplitterten Kleinasien kam das keltische Galatien hinzu, wie wir aus hellenistischen Quellen erfahren. Kelten, die sich kurz zuvor bei Byzantion niedergelassen hatten, wurden vom bithynischen Herrscher Nikomedes I. 278 v. Chr. gegen seinen Bruder zu Hilfe gerufen. Nach dem Sieg stießen die drei Stämme der Tolistobogier, Trokmer und Tektosagen weiter in das Innere Kleinasiens vor, wo sie sich, von Antiochos I. in der Elefantenschlacht (268 v. Chr.) besiegt, niederließen und das Königreich Galatien gründeten. Dabei lebten die Tolistobogier im Westen um Pessinus und Gordion, die Tektosagen um Ankyra (Ankara) und die Trokmer am rechten Ufer des Halys. Sie verdingten sich bei Seleukiden und Ptolemäern weiterhin als Söldner. Die Erpressung der westlichen Küstenstädte führte zur Einführung der sogenannten „Galatersteuer“, mit der Antiochos II. die Tribute belegte „und so an ihren Erpressungen mitverdiente“. Um 230 v. Chr. gelang es Attalos I. von Pergamon, die Galater zweimal zu besiegen und 184 bis 165 v. Chr. errang Eumenes II. die Oberherrschaft über sie; dies gelang, nachdem 189 v. Chr. der römische Konsul Gnaeus Manlius Vulso mehrere ihrer Festungen hatte erstürmen lassen und zahlreiche Kelten in die Sklaverei verkauft hatte.

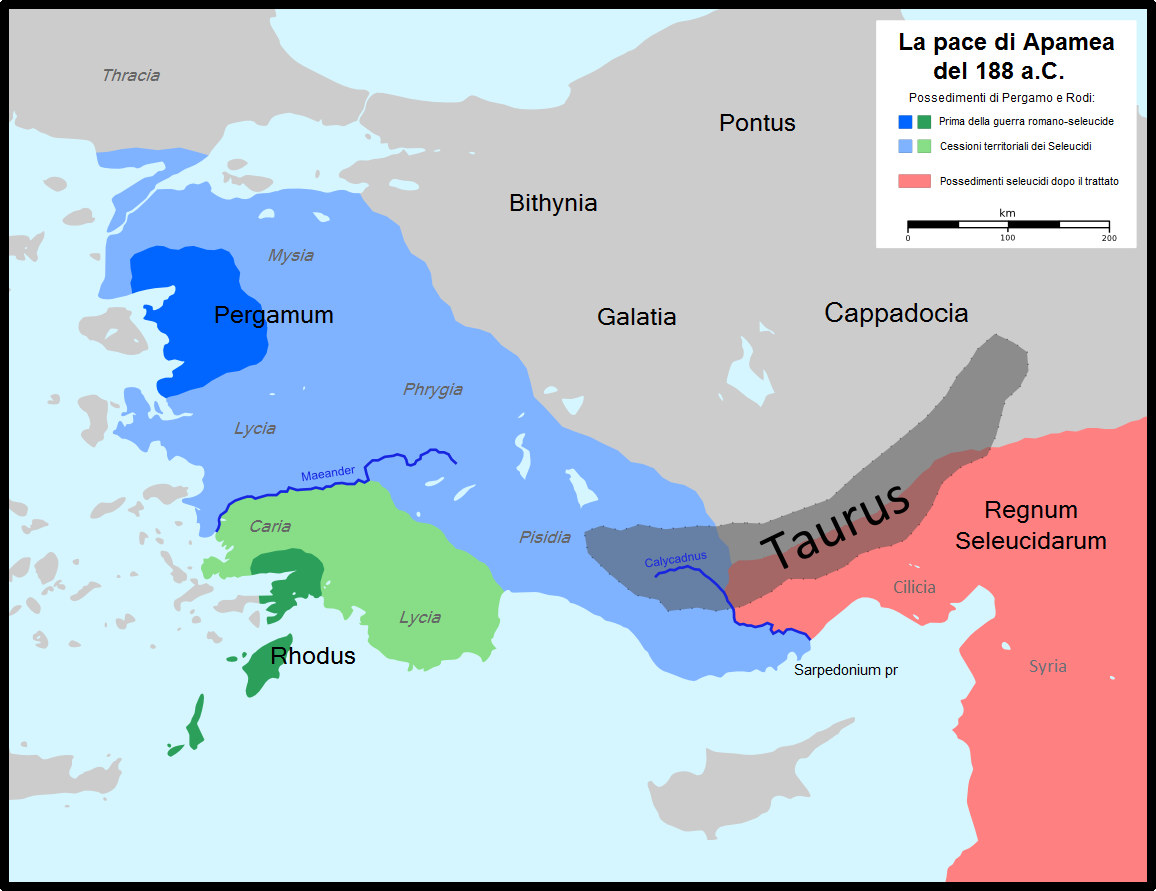
Grenzen in Kleinasien nach dem Vertrag von Apamea

Rom hatte 190 v. Chr. den Krieg gegen den Seleukiden Antiochos III. siegreich abschließen können. 188 v. Chr. wurde die Aufteilung des Seleukidenreichs durch den Frieden von Apameia vollendet. Hauptgewinner war Eumenes II., dessen Herrschaftsgebiet sich vervierfachte. Städte, die Antiochos III. Tribut entrichtet, aber Rom im Krieg unterstützt hatten, blieben frei von Tributforderungen, alle Städte aber, die dem Pergamener Attalos Tribut gezahlt hatten, entrichteten nun die gleiche Summe an Eumenes. Schließlich mussten die Städte, die zu Antiochos übergelaufen waren und ihm Tribut entrichtet hatten, diese Summen an Eumenes zahlen. Ohne Tributpflicht blieben alte Verbündete. Pergamon umfasste nun Lykaonien, die beiden Phrygien, Mysien, Lydien und Ionien. Doch war diese neue Großmacht ein Gemisch verschiedener Völker, Institutionen und Lebensformen. 133 v. Chr. vererbte der letzte König Attalos III. sein Reich an Rom, wenn auch Aristonikos, ein illegitimer Sohn Attalos’ II., noch vier Jahre lang Widerstand leistete.

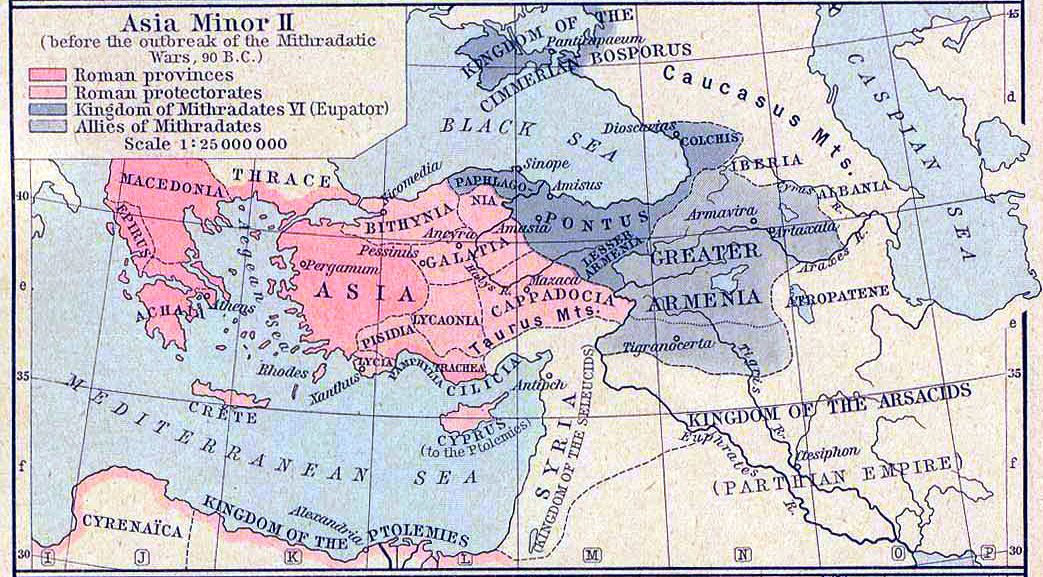
Kleinasien zur Zeit des ersten mithridatischen Krieges

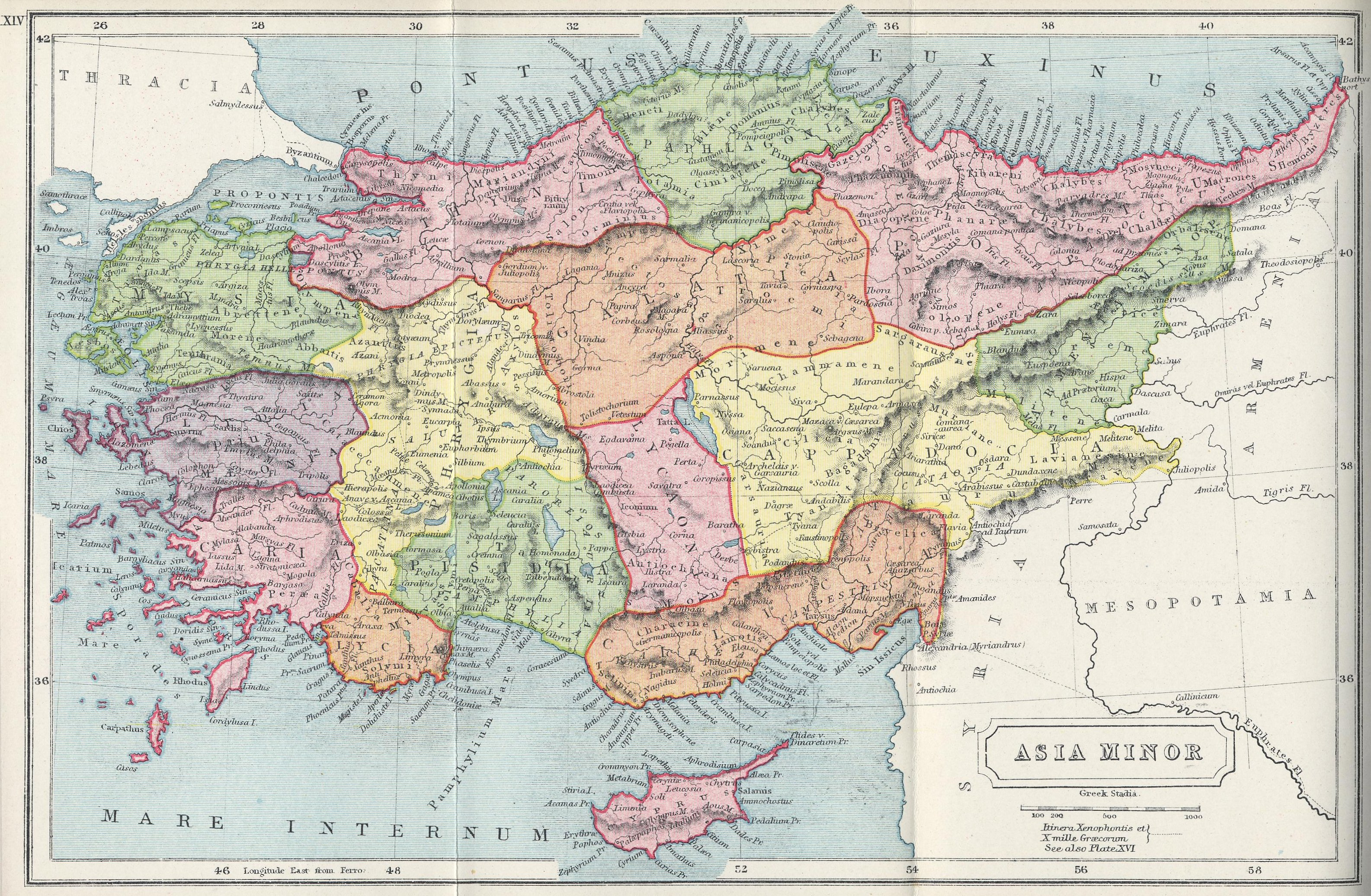
Asia minor in römischer Zeit

Bis 60 v. Chr. kamen die Küstenregionen durch Pompeius zum Römischen Reich, auch wenn König Mithridates VI. Eupator von Pontus (121–63 v. Chr.) in drei Kriegen versucht hatte, Kleinasien zum Aufstand gegen die Römer zu bewegen. Nach und nach unterwarf Rom ganz Kleinasien und um 65 wurden die Provinzen neu aufgeteilt. So entstanden Bithynia et Pontus im Norden, Asia im Westen, Lycia et Pamphylia im Südwesten und Cilicia im Südosten. Die Könige von Galatien, Kappadokien und Paphlagonien wurden Vasallen Roms, bis auch sie als Provinzen in das Reich integriert wurden. Paphlagonien wurden 64 v. Chr. zur Provinz Bithynia et Pontus vereinigt. Die Ariobarzaniden von Kappadokien waren vielfach mit Rom verbündet und herrschten von 95 bis 36 v. Chr. Erst Kaiser Tiberius bereitete dem eigenständigen Königreich 18 n. Chr. ein Ende und machte es zur kaiserlichen Provinz Cappadocia.

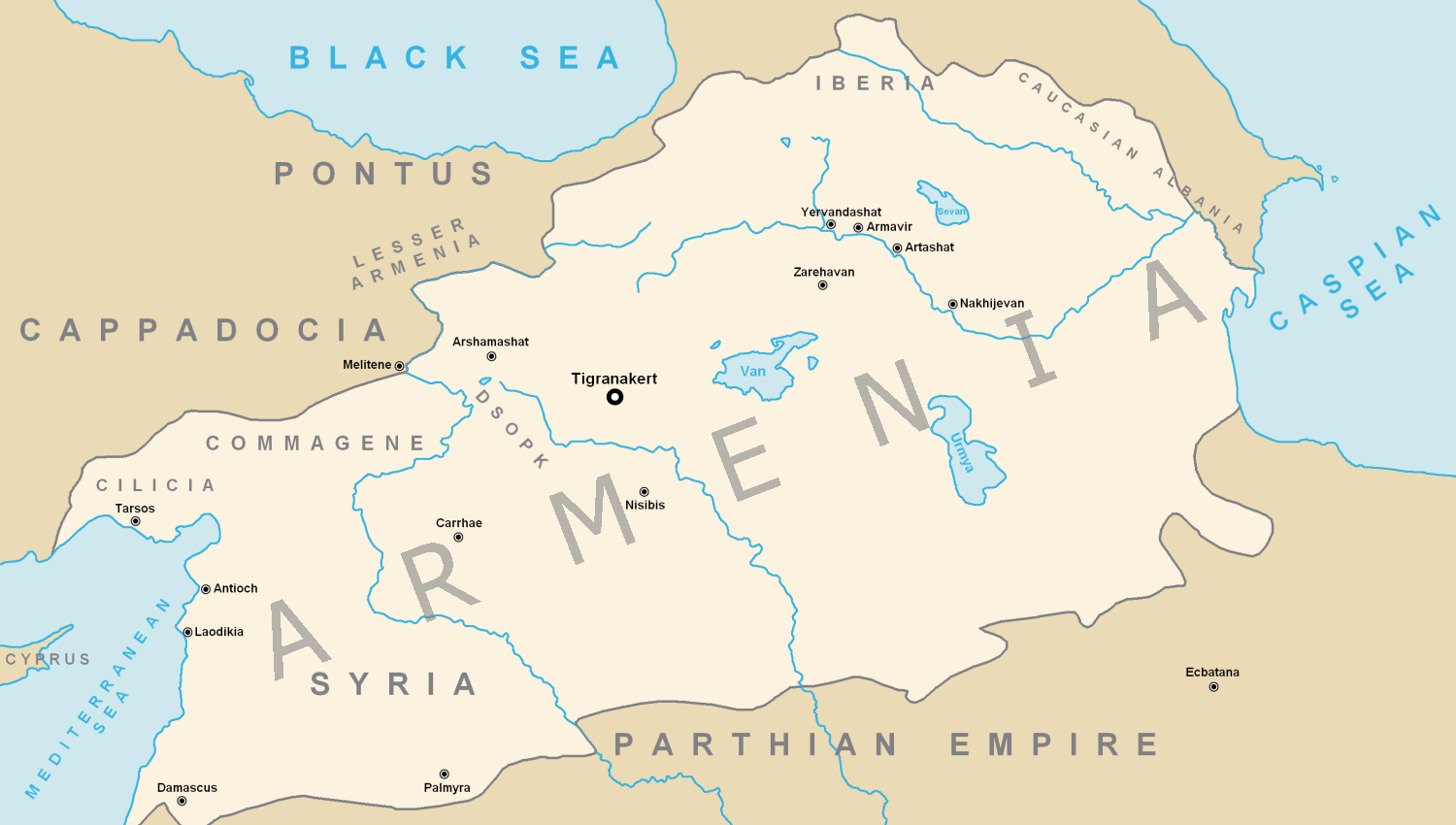
Größte Ausdehnung Armeniens unter Tigranes II.

Die römische Expansion stieß allerdings im Osten an ihre Grenzen. Dies hing damit zusammen, dass Rom daran gelegen war, gegenüber den Parthern, die zwischen etwa 250 v. und 224 n. Chr. im Iran eine Großmacht führten, einen Pufferstaat zu erhalten. Der Zeitpunkt der Einwanderung der dort ansässigen Armenier ist ungeklärt. 188 v. Chr. rief sich Artaxias I. zum König von Armenien aus. Der Dynastie der Artaxiden gelang zunächst eine erhebliche Ausdehnung ihres Reiches. Das armenische Königreich erlangte im 1. Jahrhundert v. Chr. seine größte Ausdehnung unter König Tigranes dem Großen. Er ließ sich zum König der Könige ausrufen, geriet jedoch mit Rom in Konflikt. Die Artaxiden wurden von den Parthern, die in häufigen Kämpfen mit Rom lagen, in Armenien ab 12 bzw. 54 n. Chr. durch die Arsakiden abgelöst, eine Nebenlinie des Königshauses der Parther. Armenien galt dabei weiterhin als Pufferstaat zwischen den Großmächten, in dem Parther und Römer versuchten, Einfluss zu nehmen und ihre Prätendenten durchzusetzen. Zeitweise von Rom unter Trajan zur Provinz gemacht, konnte sich Armenien eine gewisse Unabhängigkeit zwischen den Mächten erhalten, wobei das Sassanidenreich, das die Parther 224 ablöste, zunächst erheblich mehr Druck ausübte. 301 nahmen König Trdat III. und die Angehörigen des Hofes das Christentum an, wie es Gregor der Erleuchter vermittelte.

## Provinzen im römischen Kaiserreich

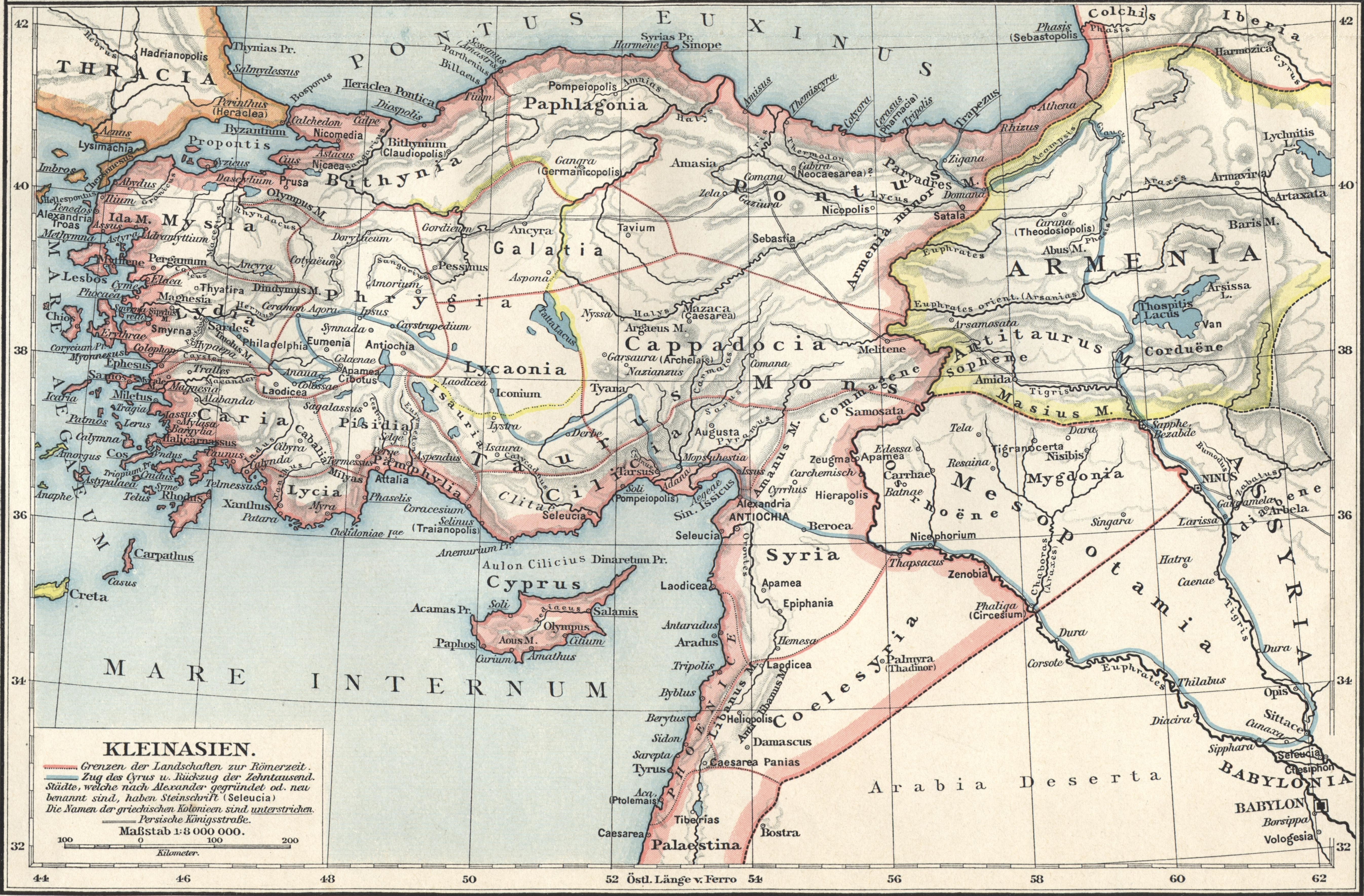
Kleinasien, Armenien und Mesopotamien

Asia, die westlichste Provinz im römischen Anatolien, war unter den Provinzen Kleinasiens diejenige mit der größten Zahl an Städten. Neben Ephesos, dem Sitz des Proconsuls, waren Pergamon und Smyrna die größten Städte, aber auch Milet, Sardes, Tralleis, Mylasa waren wichtige Zentren der Administration und des Handels. Dort lebten überwiegend Griechen, während in den ländlichen Gebieten weiterhin eine vorgriechische Bevölkerung bestand. Die Städte wurden bereits ab der zweiten Hälfte des 1. Jahrhunderts christianisiert.
Diokletian, der als einer der Tetrarchen in Nikomedeia in Bithynien residierte, ließ das Reich neu organisieren. Die oberste Verwaltungsebene wurden die Diözesen, darunter befanden sich nun die Provinzen. Die Dioecesis Asiana ließ er dementsprechend in kleinere Provinzen unterteilen: Neben Asia, das nur noch die mittlere Westküste umfasste, waren dies Hellespontus, Lydia und Phrygia im Norden, Pisidia und Lycaonia im Osten sowie Caria, Pamphylia und Lycia im Süden. Hinzu kam Insulae, wozu die meisten der ägäischen Inseln zählten. Auch die übrigen Provinzen wurden aufgeteilt. Unter Konstantin wurde das Reich wiederum in Präfekturen unterteilt, die oberhalb der Diözesenebene angesiedelt wurden. Dem für Kleinasien zuständigen Praefectus praetorio per Orientem unterstanden die Diözesen Oriens (Ägypten, Levante bis Kilikien und Isaurien), Pontica (Nord- und Ostanatolien) und Asiana (Süd- und Westanatolien). 395 wurde Ägypten abgetrennt, die Zahl der Präfekturen auf fünf erhöht.
Während der Osten, insbesondere Armenien, ein beständiger Zankapfel zwischen Römern auf der einen Seite und Parthern und Persern auf der anderen Seite blieb, entfalteten die kleinasiatischen Provinzen eine enorme wirtschaftliche und kulturelle Aktivität, die nur von wenigen militärischen Auseinandersetzungen gestört wurde. Zu diesen zählte etwa der Aufstand der Septimia Zenobia von 267/68 bis 272, der einen großen Teil des römischen Orients erfasste und bis Kilikien vordrang. Der Vorstoß in das westliche Kleinasien scheiterte jedoch.

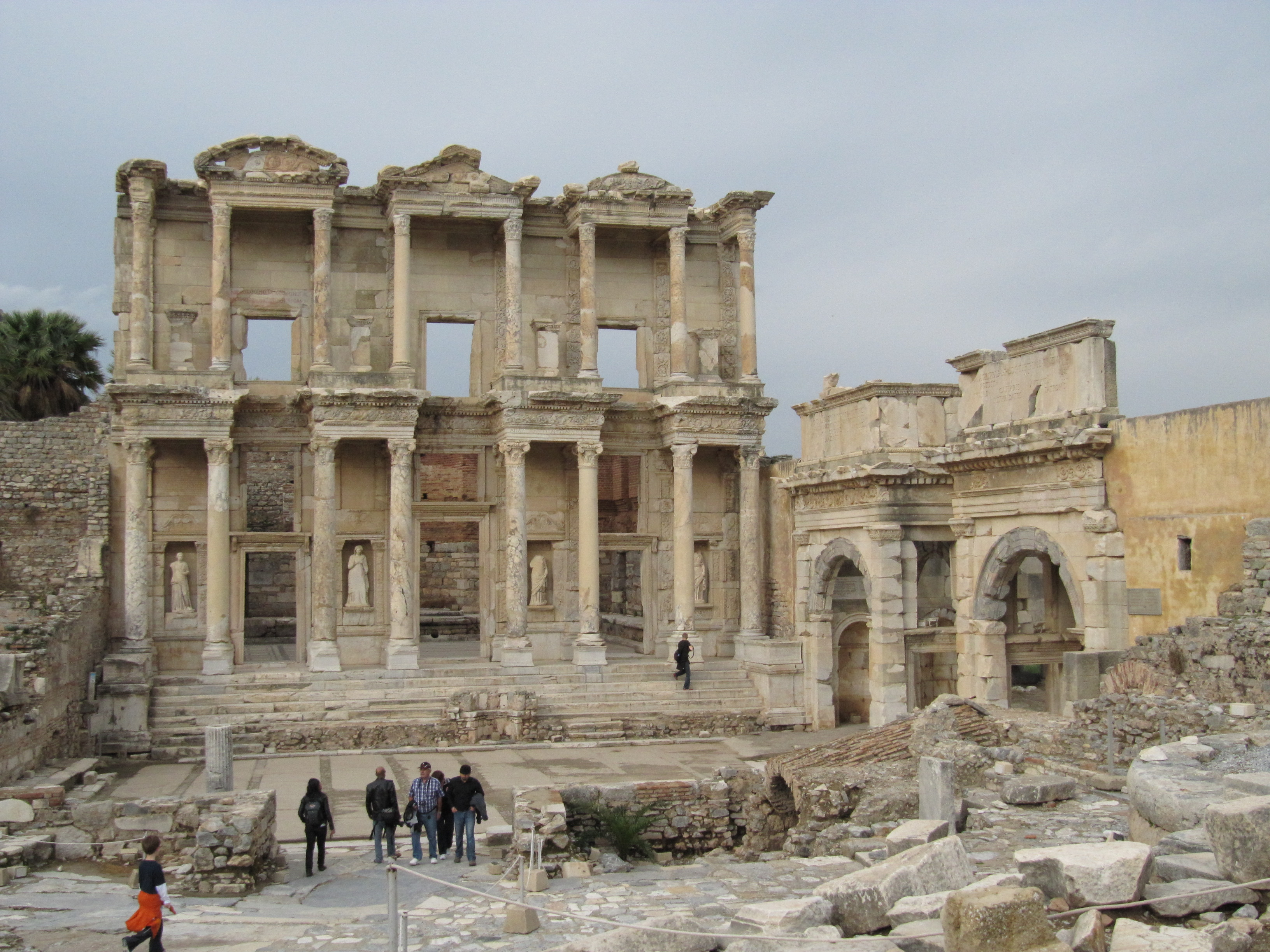
Celsus-Bibliothek in Ephesos, erbaut zwischen 114 und 125 n. Chr.; rechts das Südtor der Agora

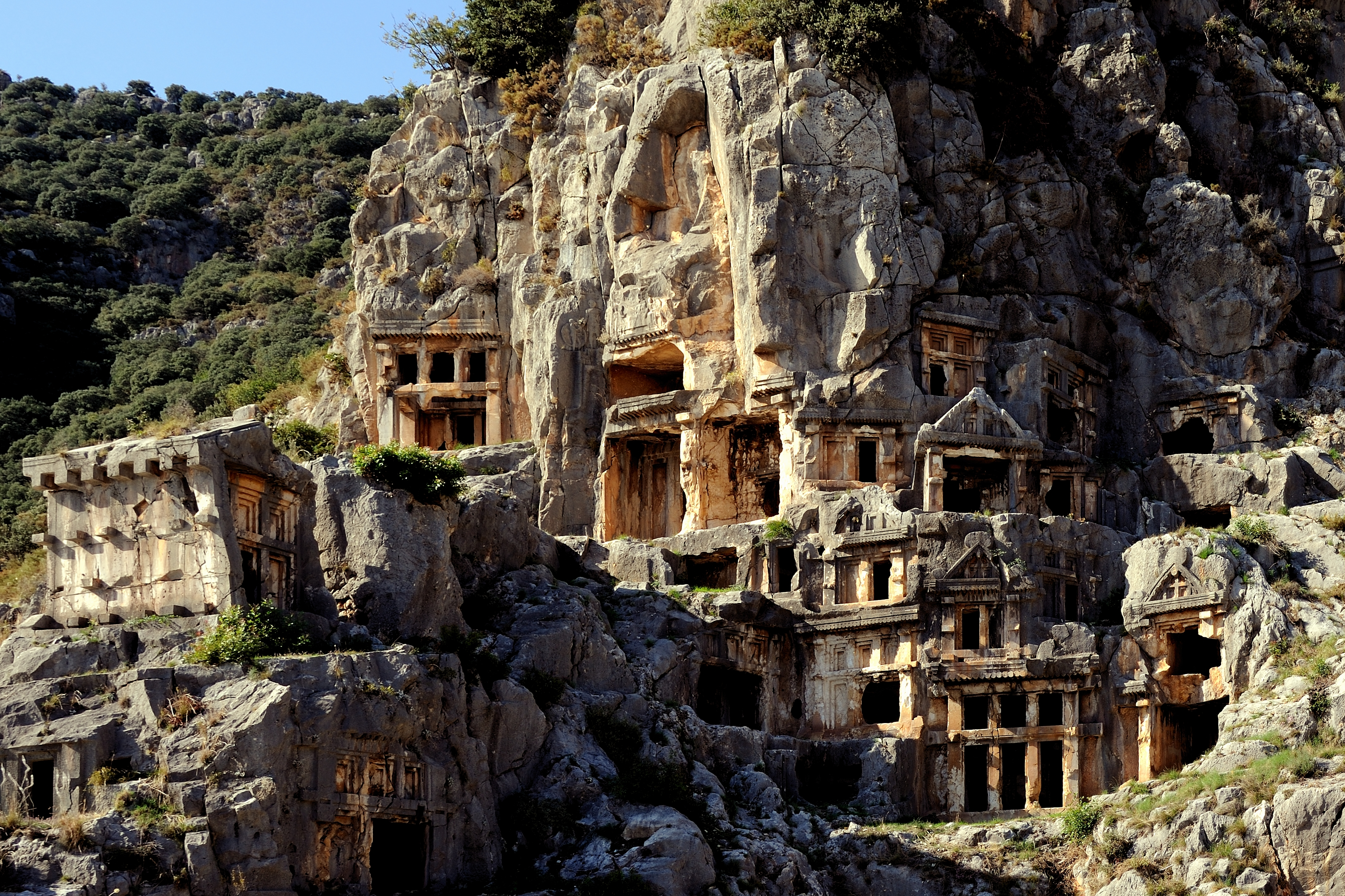
Die Nekropole von Myra in Lykien

Karl Julius Beloch schätzte die Einwohnerzahl Asias auf 6 Millionen auf einer Fläche von 135.000 km², insgesamt kam er für Anatolien auf 11,5 bis 13,5 Millionen Einwohner, eine Zahl, die die Region erst weit nach 1900 wieder aufwies. Diese Zahlen sind jedoch bestenfalls als Näherungswerte zu gebrauchen. Wie vielfach im Mittelmeerraum, so basierte die kleinasiatische Wirtschaft in den dafür geeigneten Gebieten auf Wein, Olivenöl und Weizen. Dabei galten zwar Lydien und Phrygien als ausgeprägte Getreidegebiete, doch Kornkammern wie Ägypten, Africa oder Sizilien stellten sie nie dar. Zu diesen auch für die Ausfuhr wichtigen Produkten kamen Güter aus der Hortikultur, wie Obst und Gemüse, aber auch Gewürze. Hinzu kamen Fischfang und die traditionelle Viehwirtschaft. In den Gebirgszonen kamen Holz, Pech und Harze hinzu, ebenso wie Honig und Pilze aus den dortigen Wäldern. Die Waldprodukte, insbesondere Holz und Pech, waren für den Schiffbau von großer Bedeutung; so lieferte das Gebiet östlich von Amastris Buchsbaumholz.
Die häufig auf kleinasiatischem Boden ausgetragenen Kriege führten zu Hungerkrisen und zur Verarmung ganzer Landstriche. Doch auch in antoninischer Zeit grassierte Hunger in besonders schwerer Form, eine Katastrophe, von der der Arzt Galen berichtet. Dennoch florierte der Handel, und zwar nicht nur in den städtischen Zentren mit ihrem Luxusbedarf, wie lange angenommen, sondern auch im ländlichen Bereich, der für Güter schwerer zu erreichen war. Viele Großkaufleute, oft italischer Herkunft, betätigten sich in den Hafenstädten; es bestanden große Handelsgesellschaften, deren Tätigkeit versichert werden konnte. Sie charterten Frachtraum oder ganze Schiffe. Die Bithynier galten als Seefahrernation; vor allem in Nikomedeia saßen Schiffseigentümer, Seeleute und Finanziers. Sie handelten vorrangig mit Marmor. Ähnlich wie die Händler aus Sinop hatten sie Verbindungsmänner in griechischen Städten und in Rom. Milet hingegen war der bedeutendste Lieferant feiner Wolle und von Textilien. Weiterhin spielten Metallwaren und Mineralien, Leder und Pergament, Keramik, aber auch Sklaven eine wichtige Rolle.
Obwohl der Grad der Marktvermittlung insgesamt erheblich niedriger war als heute, so zeigt die Menge an vorgefundenen Münzen doch, dass der Umgang mit Geld sehr viel stärker verbreitet war, als in den meisten Teilen des übrigen Imperiums. Allein in Phrygien wurden zwischen dem 1. und 3. Jahrhundert von 52 Städten zeitweise Münzen geprägt. Dabei prägte nicht jede Polis eigene Münzen, andererseits taten dies selbst kleine Dörfer im Tauros. Die Münzen vorrömischer Dynastien zirkulierten ebenfalls weiter. Während der Reichskrise verfiel der Wert der Münzen, wogegen bereits eine Münzreform unter Aurelian versucht wurde. Diokletian ordnete an, dass nur noch eine einheitliche Reichsmünze kursieren durfte, doch an die Prosperität der Vorkrisenzeit konnte Kleinasien nicht wieder anknüpfen.

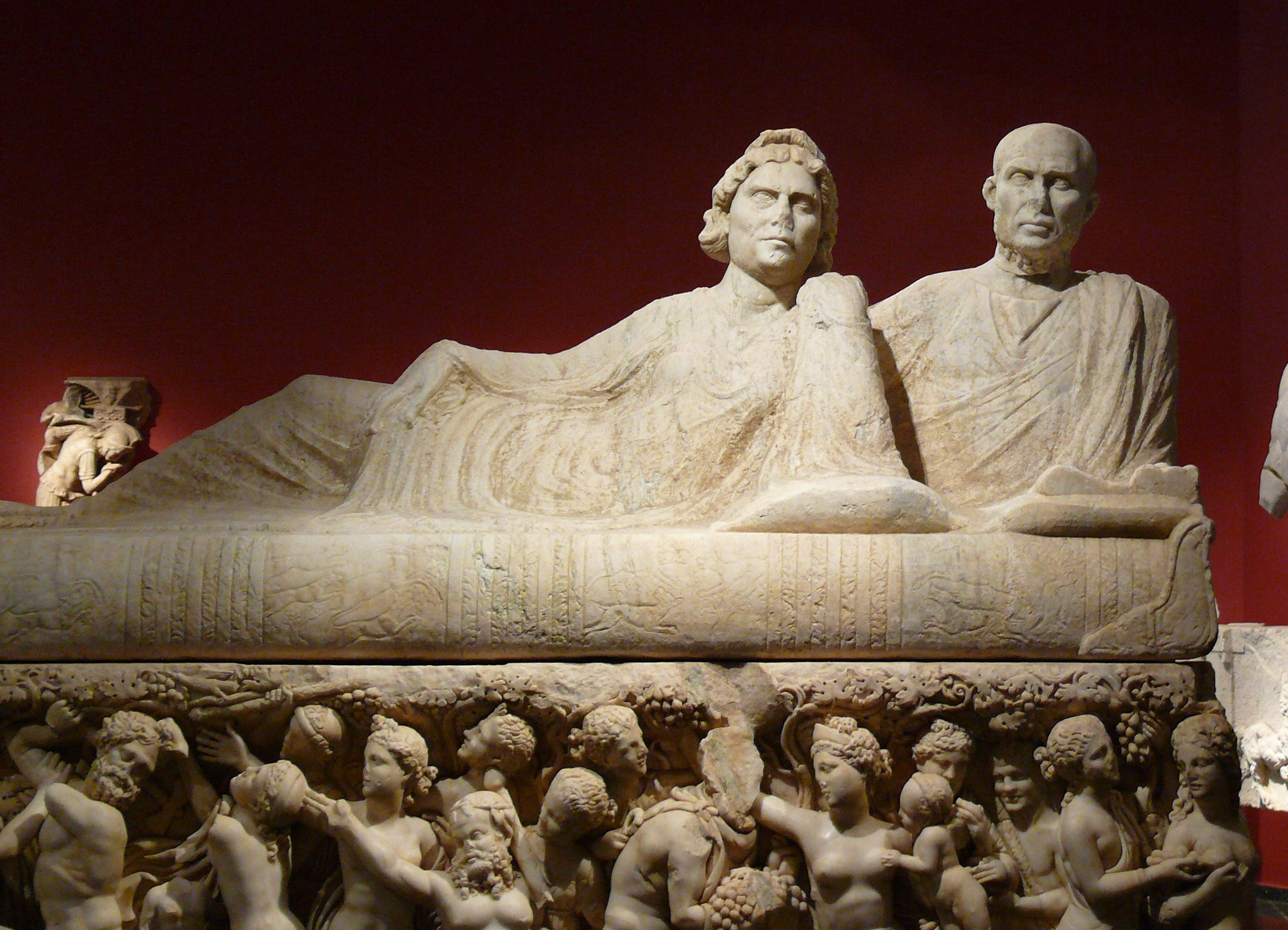
Sarkophag eines Ehepaars, 3. Jahrhundert, Archäologisches Museum Antalya

Noch in der Spätantike besaß Kleinasien über 600 Städte. Asia wies schon in der frühen Kaiserzeit 282 Städte auf, selbst Pisidien wies 54 Städte auf. Einige von ihnen gingen auf römische Kolonien zurück, die mit Italikern besiedelt wurden. Diese Orte genossen Privilegien, die jedoch in der Kaiserzeit immer weniger durchzusetzen waren. Auch bestanden die Städtebünde, wie der ionische Bund, oder Sakralbünde um ein Heiligtum bis weit in die Kaiserzeit hinein. Wichtiger jedoch waren die Landtage, die als Koinon mit dem Zusatz des Provinznamens bezeichnet wurden. Ihre Führer übernahmen Titel wie den eines „Asiarchen“ oder eines „Bithyniarchen“, in Lykien traten auch einige Male Frauen als „Lykiarchissa“ auf. Die Leitung führte ein Erzpriester. Die Koina gewährleisteten vor allem die Kommunikation mit dem Kaiser, etwa um Petitionen aufzusetzen, in denen man sich über Übergriffe von Statthaltern beschwerte, oder um Abgesandte zu bestimmen.
In den Städten war das entscheidende Gremium der Stadtrat, die Boule. Die Ratsherren waren eine kleine, privilegierte Schicht. Man musste Polisbürger sein, ohne dass das römische Bürgerrecht erforderlich war, vor allem aber musste man ein Mindestvermögen vorweisen, was in der Antike vor allem Landbesitz voraussetzte. Ihnen standen Rechtsberater und Anwälte, Gemeindeärzte und eine Art Polizeitruppe zur Verfügung. Im 2. Jahrhundert gab es „Friedensvorsteher“ als eine Art Polizeichef; in den ländlichen Gebieten gab es „Flurwächter“, die vor allem Räuberei bekämpften. Die Städte unterhielten jedoch keinerlei militärischen Apparat, denn das Militär wurde zentral von Rom aus gesteuert.
Direkte Steuern bestanden nicht, sodass sich die Städte über Abgaben und Zölle, Verkaufssteuern und zahlreiche Gebühren, aber auch Bußgelder finanzierten. Einige Landgebiete wurden allerdings mit einer Pauschalabgabe belastet. Einige Stadtgebiete waren mehr als 10.000 km² groß. Die römische Gesetzgebung strebte dabei, um die Lasten verteilen zu können, die Einbeziehung größerer Bewohnerkreise an. Die Griechen hingegen beharrten auf der Exklusivität ihrer Rechte und schlossen die schlecht Griechisch sprechenden Bevölkerungsteil aus. An der Zugehörigkeit zur Bürgerschaft hing neben Rechten auch die Verteilung von Brotgetreide. Mit den Reformen des 3. Jahrhunderts verloren die Kommunen auch fiskalische Freiheiten, die Honoratioren wurden für die Abgaben haftbar gemacht. Mitte des 3. Jahrhunderts stellten die Städte die eigenständige Münzprägung ein.
Frauen waren erbberechtigt und traten als Erblasserinnen, Besitzerinnen von Land und Sklaven auf. Einige finden sich unter den Siegern im Pferderennen. Allerdings saßen sie nicht im Stadtrat, sondern durften sich ihm nur titular zurechnen. Auch führten Jüdinnen den Titel einer Vorsteherin der Synagoge, so in Smyrna. In dieser vielfach gespaltenen Gesellschaft spielten die jüdischen Gemeinden eine besondere Rolle. Sie waren in den kaiserzeitlichen Städten stark präsent und an ihren Feiertagen boten Städte wie Smyrna ein verändertes Bild.

## Christianisierung, Reichsteilung, Kolonat

Byzantinische Themen in Kleinasien um 950

395 fiel Kleinasien durch die Teilung des Römischen Reiches an Ostrom. Seit 380 n. Chr. Theodosius I. das Christentum zur Staatsreligion erhoben hatte, war Konstantinopel Mittelpunkt der Ostkirche und Sitz eines der Patriarchen. Die Christianisierung begann bereits mit Paulus von Tarsus, der im Antiochia in Pisidien, Ikonion, Lystra, Derbe und Ephesos für die neu entstehende Religion warb. Infolgedessen entstanden im städtischen wie im ländlichen Gebiet von Phrygien, Lydien, Lykaonien und im nördlichen Isaurien zahlreiche Gemeinden. Die ältesten epigraphischen Zeugnisse stammen aus der 2. Hälfte des 2. Jahrhunderts aus den phrygischen Gemeinden Cadi, Synaos und Aizanoi. Auch entstanden montanistische Gemeinden, vor allem in Phrygien, deren Lehre als Häresie betrachtet wurde, ebenso wie die der Anhänger Novatians, die sich überwiegend im 4. Jahrhundert in Pisidien, Lykaonien, Lydien und Bithynien nachweisen lassen. Noch rigoristischer waren die Enkratiten, Sakkophoroi und die Apotaktiten, die wohl an den moralischen Rigorismus, der die kleinasiatische Religiosität stärker kennzeichnete als andere Teile des Reiches, anknüpfen konnten. Diese Gruppen wehrten sich gegen Verweltlichungstendenzen der Kirche, doch hatten sie keine gemeinsamen politischen, ethnischen oder sozialen Wurzeln. Ende des 3. Jahrhunderts stellten die Christen in einigen Gemeinden bereits die Mehrheit der Bevölkerung, die ältesten Bischofsinschriften entstanden um 300, Ende des 4. Jahrhunderts waren die Nichtchristen anscheinend bereits in der Minderheit.
Mit dem Ende der Verfolgungen seit Konstantin I. (313) und der zunehmenden Privilegierung durch den Staat, wozu die Steuerfreiheit zählte, entstand eine steilere kirchliche Hierarchie. Die Bischöfe in der jeweiligen Metropolis der Provinzen wurden ab 325 Erzbischöfe, denen die anderen Bischöfe der Provinz Gehorsam schuldeten. Ab 381 stand der Patriarch von Konstantinopel allen Bischöfen in den Diözesen Asiana und Pontica vor. Hingegen unterstanden dem Patriarchen von Antiochia am Orontes die kleinasiatischen Bistümer von Kilikien und Isaurien. Unterhalb der Bischofsebene fanden sich Diakone und Diakoninnen, Presbyter und Lektoren, hinzu kamen Totengräber, Türhüter, Protopresbyter und Subdiakone. Um 300 erhielten die dörflichen Bischöfe den Titel Chorbischof. Sie galten bald nur noch als Nachfolger der (mindestens) 70 Jünger, nicht mehr der 12 Apostel, wie die Bischöfe. Mitte des 4. Jahrhunderts sollte in den Dörfern ein Presbyter genügen, doch finden sich Chorbischöfe noch im 6. Jahrhundert. Der Klerus war dabei der einzige Stand, zu dem alle sozialen Schichten Zugang hatten, wenn auch nicht jeder in die höchsten Positionen der bedeutendsten Kirchenzentren aufsteigen konnte und die höheren Schichten wohl nicht nach einem Bistum in wenig angesehenen Gebieten strebten. Den Klerus auf den Landgütern der Großgrundbesitzer stellten die dort wohnenden Kolonen.
Dies verweist auf die Übergangsphase in der Entwicklung vom freien Bauern zum Kolonat. Kaiserliche Gesetze schufen, vermutlich auf Initiative der großen Landbesitzer, die Voraussetzungen, um beinahe unbeschränkte Verfügungs- und Polizeigewalt an lokale Herren abzutreten, deren wachsende Wirtschaftseinheiten sich dadurch gegenüber staatlichem Einfluss zunehmend abriegelten. Die Landbevölkerung wurde zunächst gezwungen, das Land zu bebauen und Abgaben (tributum) zu entrichten. War bis ins 5. Jahrhundert vielfach die bodenbearbeitende Bevölkerung an ihr Land gebunden, während ihr Besitz ihrem Herrn gehörte, so konnten andere nach drei Jahrzehnten in diesem Rechtszustand ihren mobilen Besitz, bzw. ihr Vermögen in eigenen Besitz nehmen. Unter Kaiser Justinian I. wurde nicht mehr zwischen freien und unfreien Kolonen unterschieden. Kolone und Unfreier wurden nun identisch gebraucht, um Ackerbauer zu beschreiben, die an die Scholle gebunden waren und kein freies Eigentum besaßen.
Seit Konstantin dem Großen durften die Herren flüchtige Kolonen, die vor weniger als dreißig Jahren verschwunden waren, in Ketten legen. Seit 365 war es den Kolonen verboten, über ihren eigentlichen Besitz zu verfügen, wohl in erster Linie Arbeitsgeräte. Seit 371 durften die Herren die Abgaben der Kolonen selbst eintreiben. Schließlich verloren die Ackerbauer 396 das Recht, ihren Herrn zu verklagen.

## Perserkriege, arabische Expansion, Stabilisierung als byzantinisches Kernland
Byzanz musste sich lange Zeit der Angriffe persischer, hunnischer und gotischer, dann arabischer, bulgarischer und awarischer Armeen erwehren. Zugleich war der Staat von innerkirchlichen Auseinandersetzungen um theologische Fragen zerrissen und wurde von Aufständen erschüttert, wie etwa 491–498 in Isaurien. Die Kriegszüge trafen vor allem die byzantinischen Gebiete auf dem Balkan, während Anatolien zunächst von den Kriegen mit den Persern und Umayyaden betroffen war. Diese zahlreichen Kämpfe, die einander bis 740 fast ununterbrochen ablösten, militarisierten Anatolien und entvölkerten die Gebiete im Grenzraum zwischen den Großmächten, also vor allem in Ostanatolien. Der Arbeitskräftemangel auf dem Lande führte zu einem weiteren Rückgang der bereits rückläufigen Agrarproduktion, des mit Abstand bedeutendsten Sektors der mittelalterlichen Ökonomie. Die Städte schrumpften, ihre Funktion veränderte sich. Ihre Hauptaufgaben waren Sicherheit, Fiskaleinnahmen und lokaler und regionaler Austausch. Die Kommunikation brach immer wieder zusammen und blieb schwierig, der Geldumlauf verringerte sich. Ab den 660er Jahren war das Vertrauen in den Wert der Münzen so gering, dass die Bronzemünzen verschwanden. Bis 769, als wieder Zahlung in Münzen verlangt wurde, sah sich der Fiskus gezwungen, von der Geldeinziehung auf Güter und Leistungen abzusehen. Die Armee wurde so umorganisiert, dass auch sie mit wenig Geld auskam, indem etwa Kompensationen durch Güter eingerichtet wurden. Nur Ephesos konnte seine wirtschaftliche Position noch ausbauen.

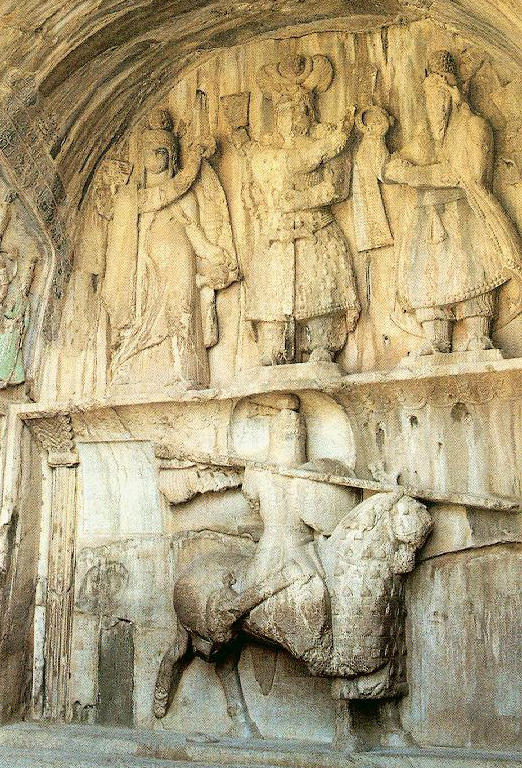
König Chosrau II. als Panzerreiter (Taq-e Bostan)

Die römisch-persischen Kämpfe des 7. Jahrhunderts waren dabei vom Willen gekennzeichnet, den Gegner vollständig zu schlagen, nicht mehr, nur Gebietsgewinne zu erzielen. Nachdem bereits der Krieg in der Zeit Chosraus I. (531–579) mit großer Intensität geführt worden war, begannen die Perser unter Chosrau II. (590–628) zwischen 603 und 627 oströmisches Gebiet systematisch zu besetzen. Nach mehreren Kriegen, in deren Verlauf die Perser 544 kurzzeitig Edessa besetzten, schlossen Ostrom-Byzanz und Persien 562 einen „ewigen Frieden“. Doch in den 570er und 580er Jahren kam es erneut zu heftigen Kämpfen im oberen Tigrisgebiet. 575 besetzten die Byzantiner Lasika am Ostrand des Schwarzen Meeres, das wiederum die Perser 588 kurzzeitig hielten. Daraufhin dehnten die Byzantiner ihr Gebiet fast bis zum Kaspischen Meer aus, ohne diese Regionen jedoch langfristig halten zu können. 591 kam es zu einem erneuten Friedensschluss.

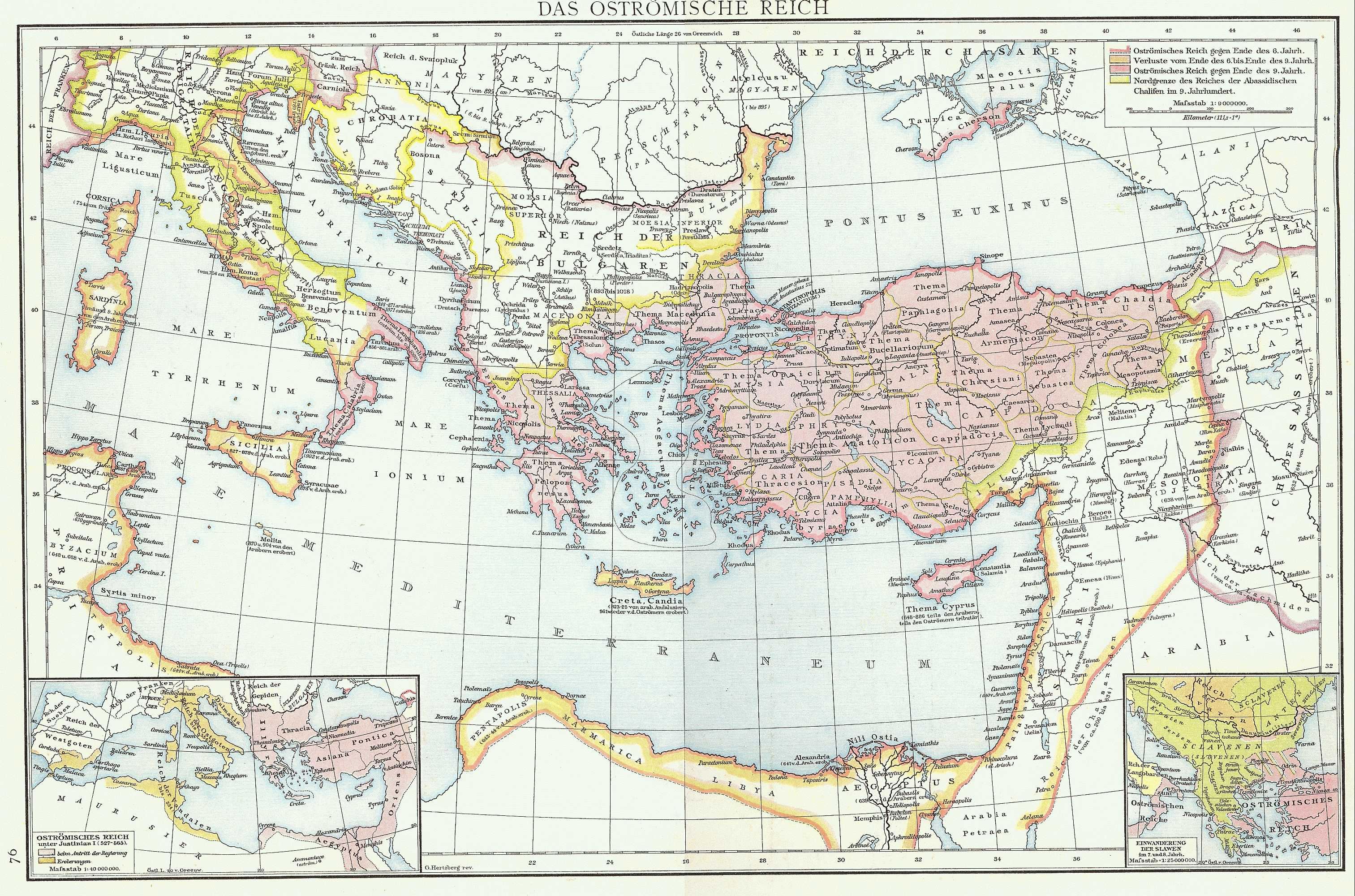
Das Byzantinische Reich vom 6. bis zum 9. Jahrhundert, Droysens Historischer Handatlas, 1886

Gleichzeitig eröffneten die Awaren an der Donau eine zweite Front, als sie 582 Sirmium eroberten. Darüber hinaus zogen große Slawenverbände nach Griechenland. Ab 604 begannen nun die Perser Anatolien zu erobern. 611 fielen Edessa und Apamea, dann Antiochia am Orontes. 615/616 drang eine Armee bis zum Bosporus vor. Gleichzeitig drangen persische Armeen 616 nach Ägypten vor, 619 standen sie im libyschen Tripolis. 617 eroberte die persische Flotte Zypern und attackierte bald danach Rhodos. Parallel dazu eroberten die Awaren und Slawen Städte auf dem Balkan und standen 616 vor Konstantinopel. 626 belagerten Perser, Slawen und Awaren die Hauptstadt. Konstantinopel war jedoch 626 nicht zu erobern und Kaiser Herakleios hatte eine Gegenoffensive begonnen, die ihn seit 623 ins Kernland der Perser führte. Er ließ sich auch durch die Belagerung Konstantinopels 626 nicht ablenken und schlug die Perser im Dezember 627; Chosrau II. wurde Anfang 628 gestürzt und die Perser mussten um Frieden bitten.
Wenige Jahre nach diesem umfassenden Krieg, der beide Großmächte an den Rand des Zusammenbruchs geführt hatte, begann die zunächst von Arabern getragene Expansion des Islams, die für den Mittelmeerraum den Beginn des Frühmittelalters markiert. Nach der Eroberung Ägyptens und Syriens zwischen etwa 633 und 642 bildete Kleinasien das Kerngebiet des Oströmischen Reiches. 639/40 standen die Araber am oberen Tigris, 641 drang eine Armee bis Amorion vor, erneut 647; Caesarea wurde 646 geplündert. Vor der lykischen Hafenstadt Phoinix kam es 655 zu einer Seeschlacht, in der die vom Kaiser befehligte Flotte eine schwere Niederlage erlitt. Dennoch verlangsamte sich die arabische Eroberung, denn es kam ab 656 zu einem mehrjährigen Bürgerkrieg und zur Spaltung des Islams in Sunniten und Schiiten.
Doch danach nahm Damaskus, der Sitz des Kalifats, seine Offensive wieder auf. 662 ging die Region um Tephrike verloren. 668 zog eine Armee bis an den Bosporus, 674 bis 678 wurde Konstantinopel erneut belagert, nachdem 672 Smyrna erobert worden war. Doch die Belagerung scheiterte. 709–711 eroberten muslimische Armeen das kappadokische Tyana. Justinian II. ließ 688 nach einem Sieg über Bulgaren und Slawen mehrere der Besiegten im kleinasiatischen Thema von Opsikion ansiedeln. 717 bis 718 versuchten die Araber erneut die Hauptstadt zu erobern, doch auch diesmal hielten die Byzantiner stand. Zwar plünderten immer wieder muslimische Heere im Osten Kleinasiens, doch ab 726 gelang den Arabern kein Sieg mehr. 732 gelangte Muʿāwiya I. zwar nach Paphlagonien, doch ab 740, nach einer vernichtenden Niederlage bei Akroinon, beruhigte sich die Lage in Anatolien.
726 begann der Bilderstreit, doch scheint Konstantin V. eine eher gemäßigt bilderfeindliche Politik betrieben zu haben. Nach einer bilderfreundlichen Phase ab etwa 797 verschärfte sich der Konflikt erneut ab 815, konnte aber 843 beendet werden. Trotz dieser internen Auseinandersetzungen konnten in Kleinasien mehrere Siege über die Araber errungen werden (798 bei Dorylaion, 806 bei Angora), Flottenexpeditionen führten, wenn auch erfolglos, nach Kreta und sogar Ägypten. 781 kam es zu einem Friedensschluss, für den Byzanz Tribut leistete, den es jedoch 802 einstellte. Byzanz hatte die Phase der bloßen Abwehrkämpfe überwunden.
Um die militärische Abwehr zu organisieren und entsprechende Ansiedlungen ehemaliger Soldaten vorzunehmen, entstanden bereits um die Mitte des 7. Jahrhunderts Themen oder Heeresbezirke wie Anatolikon. Dieses Thema verdankte seinen Namen dem Umstand, dass sich hierhin die geschlagene Armee des Magister militum per Orientem (lateinisch Oriens = griechisch Anatolé) zurückgezogen hatte. Der Verwaltungssitz dieses Themas war Amorion 200 km südwestlich von Ankara. Im Laufe der Zeit übertrug sich diese Bezeichnung auf ganz Kleinasien. Der Staat, der sich einen Teil der Agrar- und Handelserträge auf verschiedenen Wegen aneignete, teilte diese wieder geldförmig über Löhne aus, womit er bei der Wiederausbreitung der Geldwirtschaft in den ländlichen Raum und damit stärker marktvermittelter Prozesse eine wichtige Rolle übernahm. Im Jahr 769 konnte die Regierung verlangen, dass Steuern in barem Geld gezahlt wurden. Dies setzte eine ausreichende Monetarisierung voraus, wohl ein Anzeichen für eine spürbare wirtschaftliche Erholung. Die Vereinfachung der Kupfermünzenherstellung im 8. und 9. Jahrhundert setzte eine Flexibilisierung des Münzsystems voraus. Dies geschah unter Bedingungen, die weit entfernt von einer administrativen Kontrolle über wirtschaftliche Prozesse waren. Nur im Bereich von Grundnahrungsmitteln, vor allem Getreide, aber auch bei Luxusprodukten wie Seide, entstand eine Verbindung von staatlichem Handeln und Einzelunternehmern. Die eher ländliche Ökonomie lag in der Hand von meist kleinen Besitzern, der Tausch in denen von Händlern, Schiffsführern und Seeleuten. Zugleich ging die Bedeutung der großen Landgüter gegenüber den Dörfern zurück. Auch Städte, Häfen und Schiffe wurden kleiner. Der Handelsumfang war noch relativ gering, doch zeichnet sich eine Wende ab.
Vielfach wurden slawische Siedler vom Balkan nach Kleinasien deportiert und dort angesiedelt, um die Bevölkerungsverluste auszugleichen und den Balkan zu beruhigen. Doch die religiösen und sozialen Spannungen nahmen weiter zu. 820 erhoben sich Aufständische unter Führung von Thomas dem Slawen, der sich mit den Abbasiden verbündete und bis 823 standhielt. Er galt als Beschützer der Armen und stützte sich auf die im Osten starken Paulikianer. Er ließ sich unter dem Namen Konstantin VI. zum Kaiser krönen, inthronisierte zwei Mitkaiser und belagerte ab Ende 821 erfolglos Konstantinopel, das zudem von den Bulgaren, die ein neues, orthodoxes Reich geschaffen hatten, unterstützt wurde. 823 wurde er hingerichtet, seine Anhänger unterlagen 824. Diesen äußerst heftig geführten Bürgerkrieg nutzten die Abbasiden, um Kreta zu erobern, das bis 961 muslimisch blieb. 838 zogen arabische Truppen nach Amorion und plünderten die Stadt.

Das Byzantinische Reich und seine Themen im Jahr 1025

853 und 859 griff die byzantinische Flotte Ägypten an, 865 Kreta. Zwar gelang 873 die Eroberung mehrerer Städte am Euphrat wie Samosata, doch erst ab etwa 940 ging Byzanz stärker in die Offensive. Eroberungen Richtung Osten und auf dem Balkan gestatteten es im Zuge der Makedonischen Renaissance, die Machtstellung in Kleinasien zu sichern. 943 erreichten byzantinische Truppen Amida und Nisibis, 959 erneut Samosata, 963 und 965 gelang die Eroberung von Adana und Tarsos, 965 von Zypern und 969 von Antiochia. 975 wurde Damaskus zu einem byzantinischen Vasallen und die Südostgrenze des byzantinischen Machtbereichs endete kurz vor Jerusalem. Wenige Jahre später musste zwar ein Teil dieser Gebiete wieder aufgegeben werden, doch konsolidierte sich die Grenze für mehrere Jahrzehnte. Unter Kaiser Basileios II. gelang zudem die Rückeroberung des Balkans und die Eroberung des Gebiets zwischen Van- und Urmiasee (1021–1022). Schließlich kamen im äußersten Osten Kars (1052) und Ani (1065) hinzu.
Die byzantinische Wirtschaft hatte sich im 8. und 9. Jahrhundert wesentlich früher erholt als die westeuropäische. Dabei war die langsam anwachsende Bevölkerung ein wichtiger Motor. Die Gebiete, die unter den Pflug genommen wurden, dehnten sich wieder aus, möglicherweise wuchsen auch die Erträge pro Flächeneinheit. In jedem Falle folgte die Produktion der wachsenden Nachfrage, worauf spätestens ab Mitte des 10. Jahrhunderts das Ausbleiben von Teuerungs- und Hungerphasen hinweist. Nachdem die Getreidepreise vom 6. bis zum 9. Jahrhundert gestiegen waren, fielen sie nun wieder. Die Städte begannen bereits Ende des 8. Jahrhunderts wieder zu wachsen – eine Entwicklung, die sich bis Ende des 12. Jahrhunderts weiter beschleunigte.

## Byzanz und die Seldschuken, Kleinarmenien
Die Seldschuken, die in der zweiten Hälfte des 11. Jahrhunderts Anatolien eroberten, waren eine islamisierte türkische Dynastie aus Transoxanien im heutigen Usbekistan, die zuvor Afghanistan und Teile Persiens erobert hatten. Bereits vor 1050 sickerten seldschukische Gruppen im Osten Kleinasiens ein, während es ab 1047 zu verschiedenen Revolten und Thronusurpationen im byzantinischen Reich kam. 1057 wurde in Paphlagonien Isaak Komnenos zum Kaiser ausgerufen, der knapp drei Monate später am 1. September in Konstantinopel gekrönt wurde. Währenddessen tauchten immer größere Verbände seldschukischer Gruppen in Anatolien auf. Der Khan der Großseldschuken Alp Arslan ließ 1063 Städte wie Ani und Kars erobern, Edessa wurde 1065 belagert. Bis 1068 ging der gesamte Osten verloren. Am 19. August 1071 unterlag eine von Kaiser Romanos IV. geführte Armee in der Schlacht bei Manzikert nördlich des Vansees. Der Kaiser fiel in Gefangenschaft, doch ließ ihn Alp-Arslan frei. Als er nach Konstantinopel zurückkehrte, wurde er jedoch gestürzt; 1072 starb Alp-Arslan. Erst sein Sohn und Nachfolger Malik Schah I. (1072–1092) eroberte endgültig große Teile Ost-Anatoliens. So entriss er 1087 dem byzantinischen Statthalter Philaretos Brachamios Edessa.
In Anatolien entstand um Konya 1081 eine unabhängige seldschukische Herrschaft unter Suleiman ibn Kutalmiş, das Seldschukenreich von Rum. Dieser Zusatz „Rum“, daher auch die Bezeichnung als Rum-Seldschuken, bedeutet „Rom“. Damit bezeichneten sich die Seldschuken als Römer beziehungsweise deren Nachkommen und grenzten sich so von den Großseldschuken ab. Sie drangen bis an das Mittelmeer vor. 1075 fiel Nikäa, 1084 Antiochia. 1077 nahm Suleiman den Titel Sultan an, 1078 machte er Nikaia zu seiner Hauptstadt. Doch 1086–1092 geriet das Reich nach einer Niederlage gegen die Großseldschuken in eine Krise. Zugleich konnte Byzanz ab 1082 und dann mit dem Beginn der Kreuzzüge wieder in die Offensive gehen.

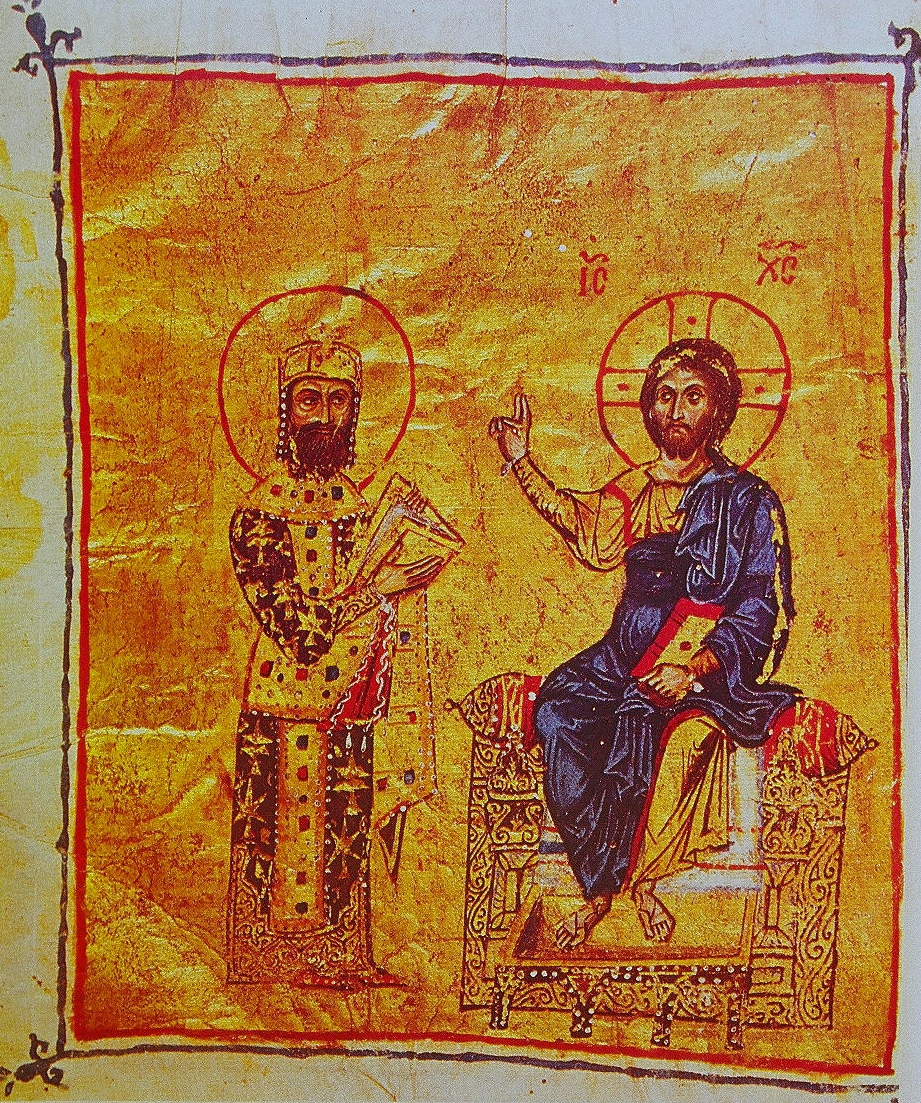
Kaiser Alexios I. wird von Gott gesegnet, Miniatur, 13. Jahrhundert

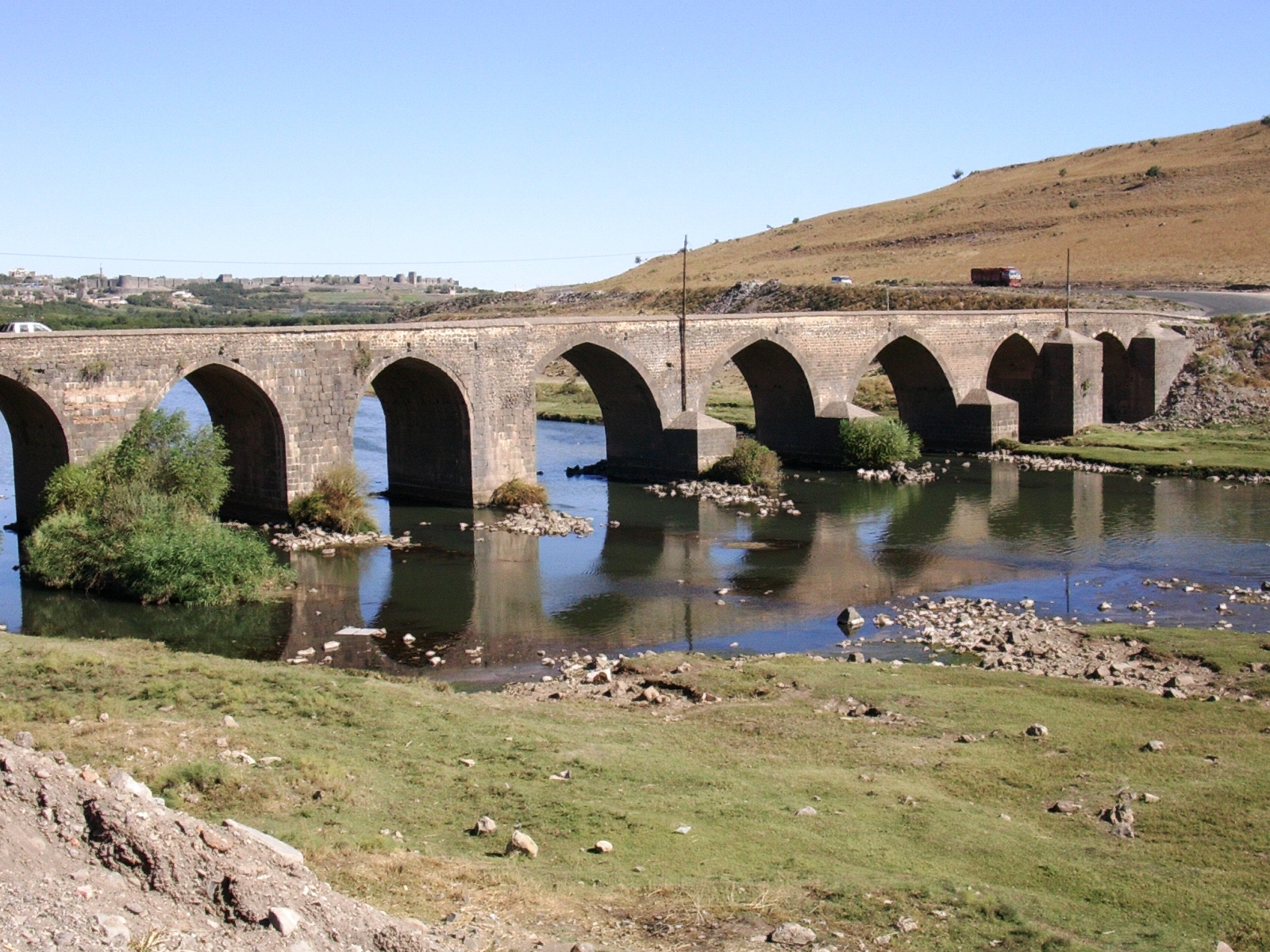
Seldschukische Brücke über den Tigris

Kaiser Alexios I. gelang es, das Kreuzfahrerheer durch sein Reich nach Kleinasien zu schleusen, dessen Führer schwören mussten, die ehemals byzantinischen Gebiete an das Reich zurückzugeben. Bis zum Tod des Kaisers gewannen die byzantinischen Truppen Kleinasien bis zu einer Linie Trapezunt – Ankara – Mäander zurück. Nach 1104 kamen mehrere kilikische und syrische Festungen hinzu. Nach der Eroberung Jerusalems durch die Kreuzfahrer (1099) endete jedoch deren Zusammenarbeit mit Byzanz, und auch die Grafschaften von Edessa und Tripolis erkannten die byzantinische Oberhoheit nicht an. Die erneute Verlagerung des Schwergewichts nach Kleinasien war jedoch zum einen nur um den Preis zahlreicher Handelsprivilegien vor allem für die Venezianer zu erreichen, zum anderen durch das Bündnis mit dem grundbesitzenden Adel, statt wie bisher mit den hauptstädtischen Amtsinhabern. Damit wurde auf lange Sicht der Handel und damit die Staatseinnahmen von italienischen Handelsinteressen abhängig, zum anderen setzte eine Feudalisierung der ländlichen Verhältnisse ein, die dem zentralistischen, von Beamten gesteuerten byzantinischen Staat bis dahin fremd gewesen war. Darüber hinaus siegte 1101 Suleimans Sohn Kılıç Arslan I. über erneut andrängende Kreuzfahrer, eroberte Ikonion (Konya) und machte es zum Mittelpunkt seines Reiches.
Kaiser Johannes II. gelang zunächst die Rückeroberung Paphlagoniens, dann folgte 1137 das Königreich Kleinarmenien. 1144 gelang jedoch türkischen Truppen die Eroberung von Edessa, was den Zweiten Kreuzzug auslöste. Dieser endete 1147 in einem Desaster. Zudem verlagerte Kaiser Manuel I. seine Politik stark nach Westen und das Sultanat von Konya befand sich bald wieder in einer Hand. Unter Thoros II. machte sich darüber hinaus Kleinarmenien ab 1145 trotz herber Rückschläge wieder zunehmend selbstständig.

Das seldschukische Sultanat von Rum (Konya) um 1190

Sultan Kılıç Arslan II. („Löwenschwert“) wurde 1161 von Manuels Neffen Johannes Kontostephanos geschlagen, woraufhin es zu einem Friedensschluss mit Byzanz kam. Dieser Frieden endete jedoch 1175, als sich Kılıç Arslan weigerte, von den Danischmenden erobertes Gebiet an Byzanz abzutreten. Am 17. September 1176 besiegte er Kaiser Manuel in der Schlacht bei Myriokephalon. Danach konnte die byzantinische Herrschaft im Binnenland immer weniger aufrechterhalten werden, die griechische Bevölkerung floh zunehmend in die städtischen Zentren an der Küste, im 13. Jahrhundert sickerten immer neue türkische Gruppen, darunter wohl die späteren Osmanen, nach Anatolien ein. 1180 nutzte er den Tod Manuels und besetzte den größten Teil der südöstlichen Küste Anatoliens. 1185 schloss er Frieden mit Manuels Nachfolger Kaiser Isaak II.
1186 übertrug er die Macht auf seine elf Söhne, die sich untereinander jedoch bekämpften. Auch konnte er Friedrich Barbarossa nicht aufhalten und unterlag im Mai 1190 in den Schlachten von Philomelion und Ikonion. Sein Nachfolger Kai Chosrau I., Sohn einer Byzantinerin, der nur vier Jahre herrschte, eroberte die Hafenstadt Antalya, musste aber 1196 zunächst seinem älteren Bruder Suleiman II. weichen, dem sein minderjähriger Sohn Kılıç Arslan III. folgte. Kai Chosrau I. setzte seinen Neffen ab und wurde 1205 zum zweiten Mal Sultan. Er starb 1211 nach einem Kampf mit dem Herrscher von Nicäa Theodor I. 1230 gelang die Abwehr der westwärts expandierenden Choresm-Schahs unter ihrem letzten Herrscher Dschalal ad-Din in der Schlacht von Yassı Çemen bei Erzincan.

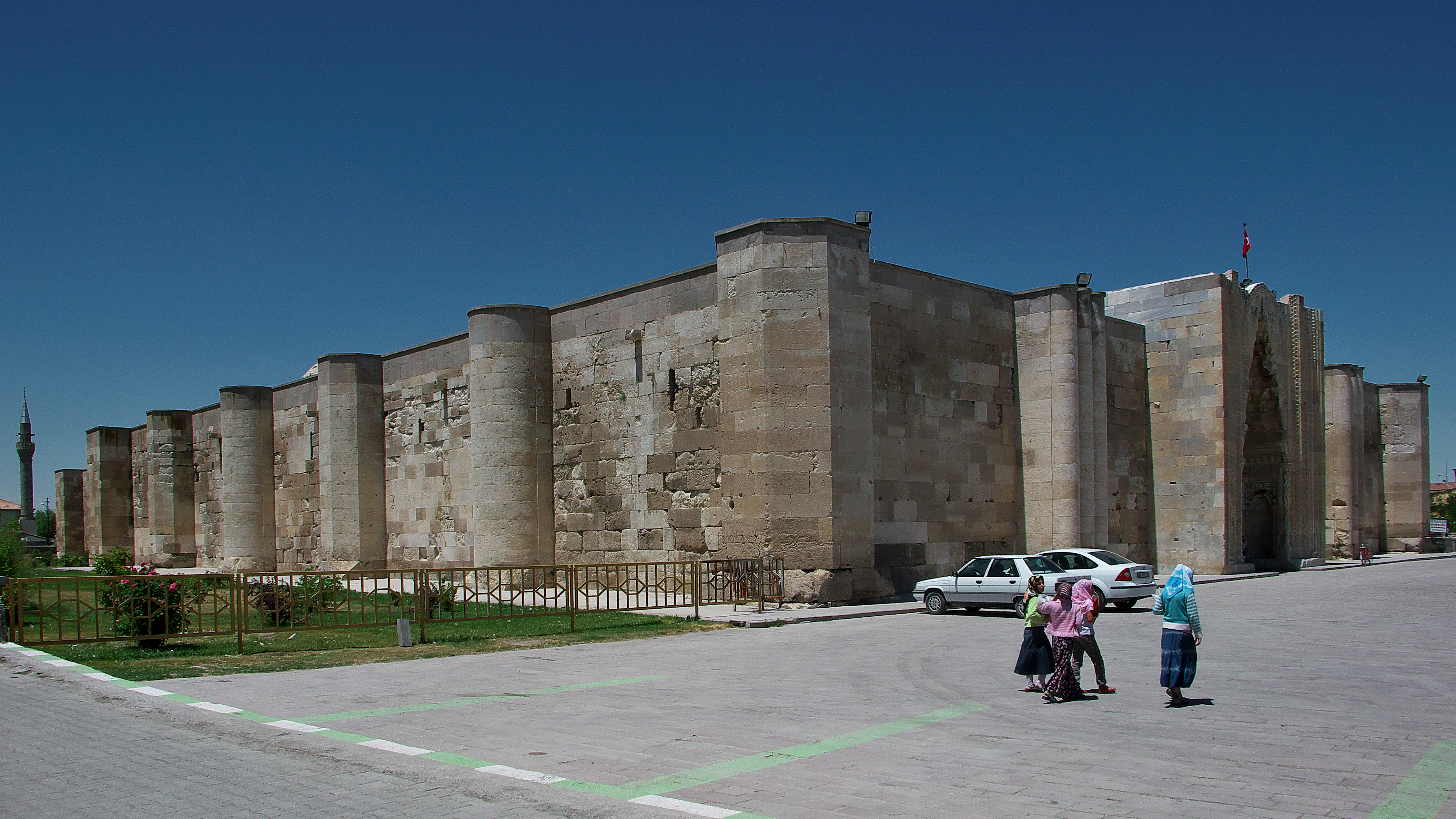
Karawanserei Ağzıkarahan 15 km östlich von Aksaray, 1. Hälfte 13. Jahrhundert

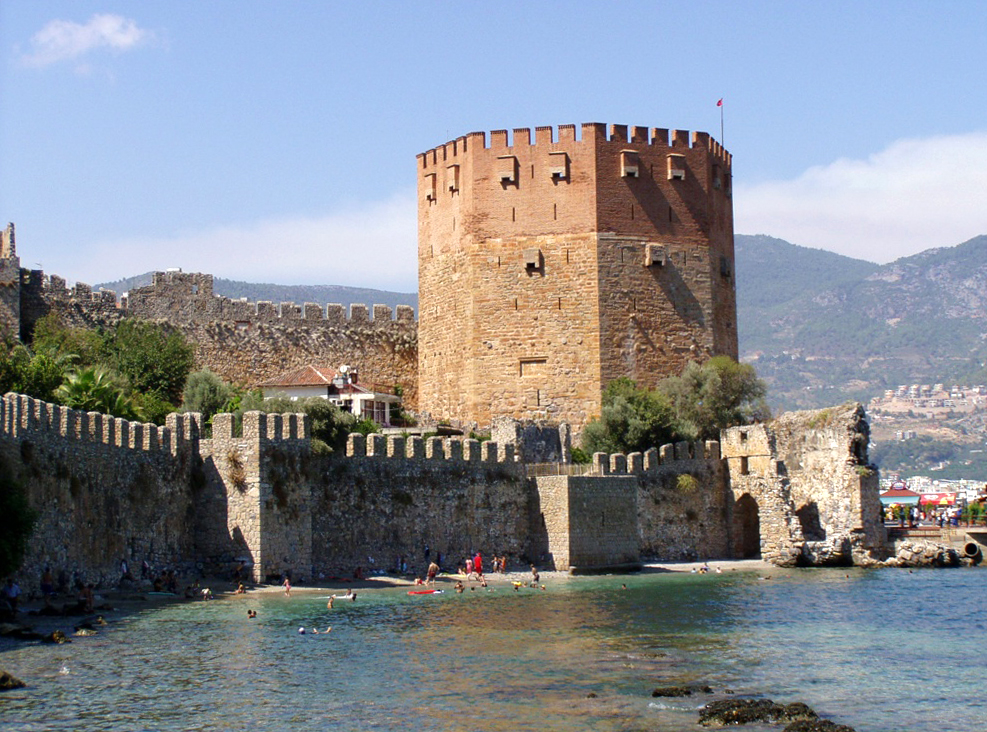
Der Rote Turm (türkisch Kızıl Kule) von Alanya, 1224–1228

Doch die Mongolen, die wenige Jahre später nach Anatolien zogen, konnte Konya nicht abwehren. Zwischen 1236 und 1237 unternahmen sie Raubzüge, wobei sie von den Georgiern unterstützt wurden. Sie drangen bis Sivas und Malatya vor und trieben bei ihren Zügen ganze Völker vor sich her. So kamen viele turkmenische Stämme nach Anatolien. Es kam zu Konflikten und schließlich zum Babai-Aufstand, der 1240 niedergeschlagen wurde. Die Mongolen eroberten 1242 Erzurum, dann unterlag Kai Chosrau II. 1243 mit seinen christlichen Alliierten in der Schlacht vom Köse Dağ. Konya geriet 1277 unter die Herrschaft der Ilchane und das Sultanat löste sich 1303 mit der Hinrichtung des letzten Sultans auf.

Die anatolischen Emirate um 1330

Diesen Niedergang nutzten die türkischen Stämme, um sich von Konya unabhängig zu machen, weswegen die politischen Verhältnisse im Westen Anatoliens äußerst kompliziert wurden. Unter den sogenannten Beyliks, die zwischen der Ägäis und Ostanatolien entstanden und häufig als Emirate bezeichnet werden, setzte sich am Ende die von Osman Bey gegründete Dynastie durch, das spätere Osmanische Reich. Mit der Ghazi-Ideologie, die an der Grenze zum Byzantinischen Reich (Uc) eine gewichtige Rolle spielte, sahen es die Osmanen auf die Eroberung byzantinischer Territorien ab, auf die Vorherrschaft über andere türkische Gruppen zunächst weniger. Andere Emirate, wie das an der Ägäis gelegene Aydın, verlegten sich eher auf Handel und Piraterie, während Germiyan die dominierende Macht im Westen Anatoliens wurde. Die Wirtschaft der Stämme beruhte auf wechselnden Weiden und auf dem Handel mit den benachbarten, städtischen Gebieten, viele Türken stellten sich aber auch in den Dienst der sich bekämpfenden Nachbarstaaten im Westen wie im Osten. Den Osmanen gelang ab 1298 und 1301 ein erster Sieg über byzantinische Truppen. Der Stammvater der Dynastie ist in der Form „Ataman“ nur von Georgios Pachymeres überliefert. Schon bald entstanden in den eroberten Städten Moscheen, von denen einige noch einen Eindruck der frühosmanischen Architektur vermitteln. Sie finden sich in Westanatolien in Iznik (Haci Özbek Camii von 1333) und in Bursa (Orhan Camii von 1340 und Alaattin Camii von 1335).
Das byzantinische Reich, das gegen Ende des 12. Jahrhunderts sowohl auf dem Balkan als auch in Anatolien zunehmend an Boden verlor, zerfiel infolge des Vierten Kreuzzugs 1204 in mehrere Teilherrschaften. Dabei konnte das Kaiserreich Nikaia seine Position in Kleinasien zunächst auf Kosten des Lateinischen Kaiserreichs, das die Eroberer gegründet hatten, ausbauen und zugleich die Grenze gegen die türkischen Gebiete stabilisieren, ebenso wie das Kaiserreich Trapezunt am Schwarzen Meer. Dieses verlor jedoch 1214 Sinop. Die Rückgewinnung von Konstantinopel (1261) und dynastische Kämpfe sowie der Niedergang der Wirtschaft durch die italienischen Konkurrenten Venedig und Genua führten zum Verlust weiter Teile des einst nikaiischen Gebiets an türkische Emirate, die aus dem Zerfall des Seldschukenreiches hervorgegangen waren. Nur Philadelphia konnte sich bis 1390 halten, ebenso blieb das byzantinische Kaiserreich von Trapezunt im Pontos bis 1461 unabhängig.

Das Königreich Kleinarmenien zwischen 1199 und 1375

Mit dem Einfall der Seldschuken verlor Armenien seine Eigenstaatlichkeit, es begann eine Abwanderung Richtung Südwesten, die bereits im 10. Jahrhundert mit Zwangsumsiedlungen begonnen hatte. Vom 11. bis 14. Jahrhundert wurde in Kilikien (zwischen Taurusgebirge und der südlichen Mittelmeerküste) nochmals ein armenisches Königreich gegründet, das bis 1375 bestehende Königreich Kleinarmenien. In den geräumten Gebieten setzten sich türkische Nomaden fest. In Antiochia ergriff bis 1080 der Armenier Vasak die Herrschaft, in Edessa Abu Kab. Gründer des neuen Königreichs wurde jedoch Ruben, der die Dynastie der nach ihm benannten Rubeniden gründete, die 1199 bis 1242 die Könige stellten. Ihm gelang es ab 1079 im Bündnis mit Philaretos Brachamios, der Antiochia und Edessa beherrschte, sein Herrschaftsgebiet in die Kilikische Ebene auszudehnen. 1130 wurde ein Angriff der Danischmenden mit Hilfe der Kreuzfahrer abgewehrt, doch 1137–1138 gelang dem byzantinischen Kaiser Johannes II. die Rückeroberung Kilikiens. Unter Thoros II. wurden die Rubeniden wieder weitgehend unabhängig, 1198 gründeten sie das Königreich. Sie huldigten dem römisch-deutschen Kaiser Heinrich VI. und der Mainzer Erzbischof krönte Leo II. Durch Hethum I. endete die Dynastie der Rubeniden. Er verbündete sich mit den Mongolen gegen die Mamluken und beteiligte sich an der Plünderung von Aleppo und Damaskus, woraufhin die Mamluken Kleinarmenien angriffen. Ende des 13. Jahrhunderts bedrohten sie die Existenz des Königreichs. Als Konstantin IV. bestieg der katholische Guido von Lusignan den Thron, doch wurde er 1344 ermordet. Peter I. von Zypern gelang zwar die Besetzung einiger Küstenstädte, doch am Ende eroberten die Mamluken 1375 die Reste des Königreichs. Bis dahin hatte vor allem Lajazzo für die italienischen Fernhandelsmetropolen Venedig und Genua eine überaus wichtige Rolle. Dies wurde durch die Tatsache begünstigt, dass der direkte Handel mit den Ägyptern von 1322 bis 1345 infolge eines päpstlichen Verbotes fast gänzlich zum Erliegen kam. So blieb einige Zeit nur Kleinarmenien als Brücke Richtung Persien und Zentralasien, und indirekt nach Ägypten.

## Türkische Regionalherrschaften, Osmanisches Reich, Kurden

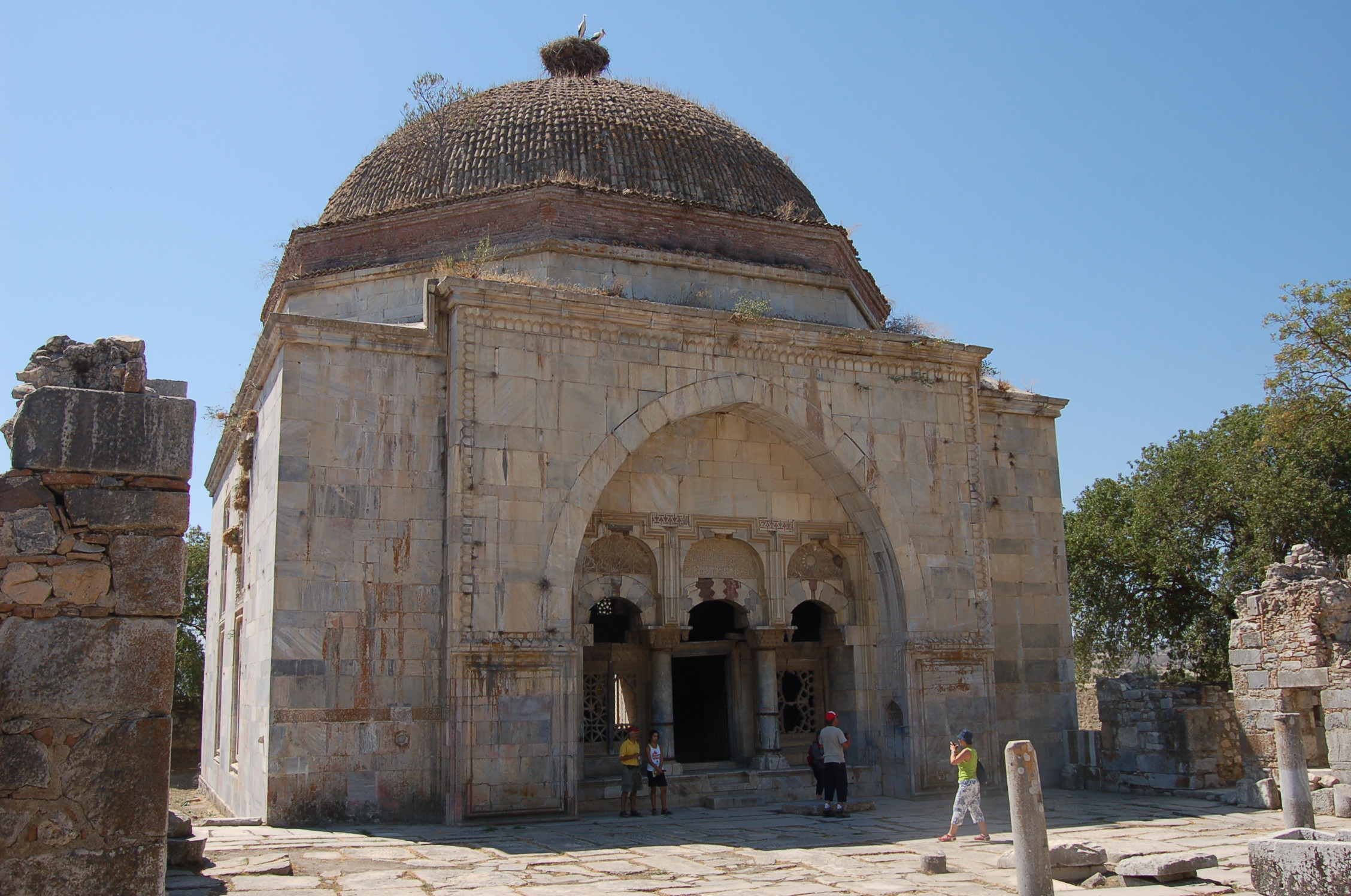
Ilyas Bey-Moschee in Milet, erbaut ab 1404, partiell mit Marmorstücken der antiken Stadt

Nachdem die Osmanen 1390 Philadelphia und die Emirate von Aydın und Menteşe an der ägäischen Küste erobert hatten und sie großflächige Eroberungen auf dem Balkan abgeschlossen hatten, schien es nur noch eine Frage der Zeit, bis sie auch Konstantinopel erobern würden.
Am 20. Juli 1402 besiegte jedoch Timur den Osmanen Bayezid I. in der Schlacht bei Ankara. Die tatarischen Truppen des Sultans liefen zu Timur über. Nach fast zwanzigstündigem Kampf gaben auch die serbischen Truppen unter Stefan Lazarević auf und flohen. Bayezid wurde gefangen genommen, er starb in Gefangenschaft. Doch 1403 zogen Timurs Truppen aus Anatolien ab, ihr Führer starb 1405. Trotz der katastrophalen Niederlage gelang es den Söhnen Bayezids, sich als einzig denkbare Kandidaten für seine Nachfolge durchzusetzen, doch kämpften sie ein Jahrzehnt lang um die Macht. Süleyman (Rumelien), Mehmed (Zentralanatolien) und İsa (Anatolien um Bursa) kämpften in der Folge sowohl um die an Timur verlorenen Gebiete als auch gegeneinander um die Herrschaft. In diesen Kämpfen wurde Süleyman von einem weiteren Bruder, Musa, 1410 geschlagen, dem wiederum Mehmed 1413 eine Niederlage beibrachte (Osmanisches Interregnum).

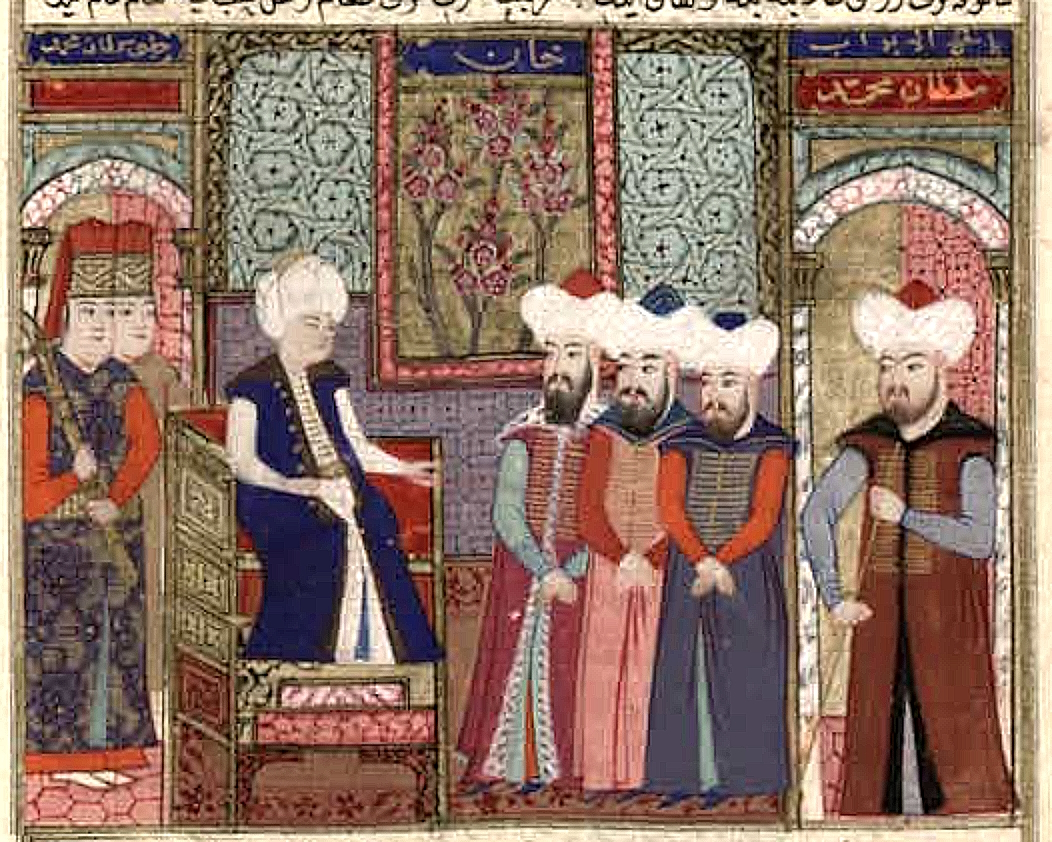
Miniatur Mehmets I. mit Hofangehörigen, Universitätsrektorat, Istanbul

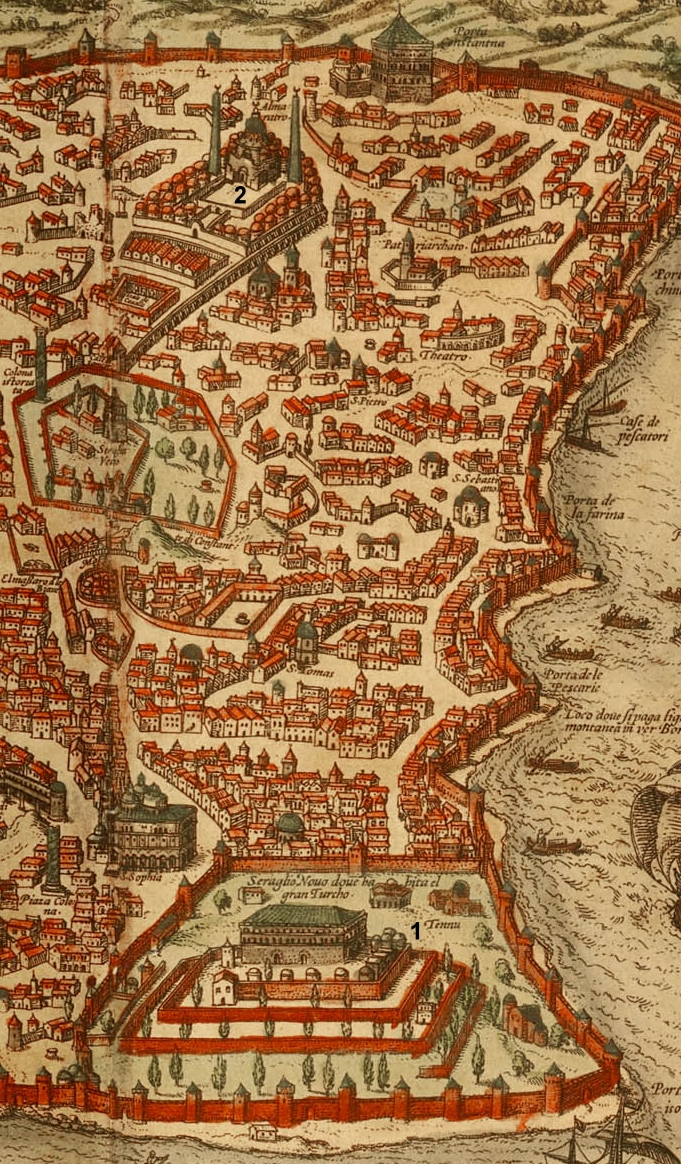
Konstantinopel, etwa 1479

Mehmed I. (1413–1421) und Murad II. (1421–1451) setzten die Expansion des Reiches fort, wobei sich die türkischen Emirate Anatoliens besonders lange wehrten. Dennoch kam Germiyan, das um 1375 schon einmal an die Osmanen gebunden war und das in der Zeit vor Timur eines der mächtigsten Emirate gewesen war, 1429 unter osmanische Kontrolle. Auch das 1386 unterworfene Karaman und Tekke (1386 oder 1388) wurden erneut besetzt, wobei Karaman sich 1417 den ägyptischen Mamluken unterstellt hatte. Bis 1420 war die Wiedereroberung der anatolischen Gebiete, z. T. auch durch Heiratsbündnisse, abgeschlossen. Die Expansion richtete sich allerdings zu dieser Zeit vor allem Richtung Westen, wo 1448 ein entscheidender Sieg über ein Kreuzfahrerheer und 1453 die Eroberung Konstantinopels unter Führung von Mehmed II. gelang, das zur neuen Hauptstadt wurde und damit Adrianopel (Edirne) ablöste, das diese Funktion ab 1369 von Bursa ererbt hatte. Der Sultan nannte sich Kayser-i Rûm („römischer Kaiser“), womit er in seldschukische Fußstapfen trat, aber auch in byzantinisch-römische.
Mit der Expansion nach Osten geriet das Osmanenreich in erste Konflikte mit den Persern und den Mamluken, was sich auch in innerdynastischen Kämpfen zeigte. Cem Sultan, der jüngere Bruder Sultan Bayezids II., wehrte sich gegen den Ausschluss von der Herrschaft und besetzte İnegöl und Bursa. Er rief sich zum Sultan von Anatolien aus, doch unterlag er bei Yenişehir und floh nach Kairo. 1482 kehrte er, von den dortigen Mamluken unterstützt, zurück und eroberte Ostanatolien, Ankara und Konya. Doch nach einer weiteren Niederlage musste er nach Rhodos fliehen. Der Krieg zwischen Osmanen und Mamluken dauerte von 1484 bis 1491. Um 1478 erließ der Sultan eine Art Staatsgrundgesetz, das ausgesprochen absolutistische Züge aufwies und zudem den Zugriff auf alle wichtigen Wirtschaftsressourcen dem Sultan zusprach. Dies galt etwa für den Bergbau oder Reisfelder. Mit dem Sieg von 1514 bei Çaldıran gegen die persischen Safawiden konnten die Osmanen Diyarbakır und das Gebiet am oberen Euphrat in Besitz nehmen. Schließlich folgte Ägypten.
Damit waren die Osmanen von der Gefahr befreit, dass sich die östlichen mit den westlichen Gegnern verbündeten. 1463–1479 stand Venedig erneut im Krieg mit den Osmanen, die wichtige Gebiete Venedigs in der Ägäis eroberten, wie 1470 die Insel Negroponte (Euböa). Venedig suchte das Bündnis mit dem Schah von Persien und griff Smyrna, Halikarnassos und Antalya an. Doch Persien und Karaman unterlagen den Osmanen, die nun einen Angriff im Friaul sowie in Apulien versuchten. Am 24. Januar 1479 kam es zu einem Friedensschluss, Venedig musste jedes Jahr 10.000 Golddukaten als Tribut zahlen. In den Kriegen von 1499 bis 1503 und von 1537 bis 1540 war Venedig mit Spanien verbündet, verlor aber dennoch Naxos, ebenso wie 1571 Zypern im nunmehr fünften Krieg mit den Osmanen. Erst 1718 endete der letzte Krieg zwischen Venedig und Istanbul.
In den langen Friedenszeiten zwischen den Kriegen erholte sich der Handel jedoch immer wieder, zumal das Mittelmeer als Handelsdrehscheibe noch bis um 1600 von größter Bedeutung war. 1585 bis 1610 traf das Osmanische Reich jedoch eine lange Wirtschaftskrise, die sich in einer starken Geldentwertung niederschlug. 1590 kam es nach zwölf Jahren permanenten Krieges zum Friedensschluss mit dem Iran, der die ostanatolischen Eroberungen sicherte. 1591 kam es infolge dieses Krieges jedoch in Anatolien zu umfassenden Aufständen, die als Teil der sogenannten Celali-Aufstände gelten; Zehntausende von Provinzialtruppen (Sipahi) kamen den Gestellungsbefehlen nicht nach. Besonders nach 1584 hatten die Janitscharen das Land der Bauern besetzt, um Geld zu erpressen oder um es zu verpachten. Urfa wurde 1598 für 18 Monate zum Zentrum des Widerstandes.
Immerhin endeten die regelmäßigen Brudermorde, die das Reich erschütterten, wenn es zu einem Herrscherwechsel kam. Mehmed III. war 1595 der letzte Herrscher, der in dieser Weise gegen seine 19 Brüder vorging. Er duldete eine Art Nebenregierung seiner Mutter Safiye, der Venezianerin Baffa. Nicht nur politisch, sondern vor allem wirtschaftlich spielte Venedig nach wie vor eine bedeutende Rolle. Es gelang der Stadt, ihre nahöstlichen Gewürzkäufe praktisch zu einem Monopol auszubauen, dessen Drehkreuz nun Kairo und Alexandria wurden. Venedig bezahlte fast nur noch mit Golddukaten, womit es zum größten „Goldleck“ Europas wurde.

Das Osmanische Reich in seiner größten Ausdehnung 1683.

Die Bedeutung der nordanatolischen Städte ging hingegen bis zum 16. Jahrhundert, sieht man von den wenigen Hafenstädten wie Sinop und Trabzon ab, stetig zurück. Dies hing damit zusammen, dass nicht-osmanische Schiffe im Schwarzen Meer nicht zugelassen wurden, weil das Meer geradezu zum Istanbuler Meer wurde, ein Zustand, der erst 1779 geändert wurde, als russische Schiffe, die bald auch ins Mittelmeer fahren durften, die Seewege öffneten. Izmir hingegen erholte sich und erlangte größte Bedeutung für den Handel Anatoliens. Es hatte 1580 nur noch 2000 Einwohner, 1650 hingegen bereits wieder 40.000. Zwischen 1550 und 1650 stellte sein Handel denjenigen Istanbuls beinahe in den Schatten. Doch auf den Ozeanen, die das Mittelmeer nun als Haupthandelswege ablösten, konnten die Osmanen nicht mit den Portugiesen konkurrieren, die nun den Gewürzhandel kontrollierten. Hingegen wurden einige Städte, wie Konya oder Amasya, als Prinzenresidenzen eingerichtet, sodass sie vom entsprechenden Luxushandel und Prestige profitierten. Pferde für das Militär sowie Schafe und Ziegen beanspruchten im ländlichen Bereich große Weideflächen, hinzu kamen Kamele.
Der Niedergang des osmanischen Reiches stand nicht nur in Wechselwirkung mit politischen und wirtschaftlichen Erschütterungen, sondern er zeitigte auch demographische Folgen. Zahlreiche Bewohner der an ausländische Mächte verlorenen Gebiete zogen es vor, osmanische Untertanen zu bleiben, oder wurden vertrieben. Als Russland die Krim besetzte, zogen vielleicht 300.000 Menschen ins türkische Reich, weitere 425.000 folgten 1812 und 1828. Im Kaukasuskrieg verließen zwischen 1859 und 1864 große Gruppen das Kaukasusgebiet, darunter 100.000 Nogaier und 400.000 bis 500.000 Tscherkessen. Viele Flüchtlinge gingen zunächst nach Rumelien, also in den europäischen Reichsteil, doch nach dessen Teilverlust 1878 zog ein erheblicher Teil von ihnen weiter nach Anatolien. Vielleicht eine Million Menschen flohen im Laufe des 1877 beginnenden Krieges mit Russland südwärts. Zu den Ursachen für Binnenwanderungen zählten Schädlingsplagen, Trockenheit und Kriege, aber auch Erdbeben. Zwischen 1500 und 1799 zählte man 377 Erdbeben. Der „Kleine Weltuntergang“ vom 10. September 1509 ließ die Erde im Marmaragebiet 22 Stunden lang beben. Das Beben von 1894 machte die geplante Nationalausstellung unmöglich.
Schon die Expansionsphase hatte zu erheblichen Zwangsumsiedlungen geführt. Schon 1453, mit der Eroberung Konstantinopels, war die jüdische Gemeinde in Thessaloniki aufgelöst worden. Ihre Mitglieder gingen überwiegend in die Hauptstadt, ähnlich wie zahlreiche der 1492 aus Spanien und wenig später aus Portugal vertriebenen Juden. Diese Sephardim dominierten am Ende des 16. Jahrhunderts die alteingesessenen aschkenasischen Gruppen. Zu dieser Zeit waren Thessaloniki, Edirne und Safed ebenfalls wichtige Zentren, Anatolien profitierte von ihrer Wirtschaftstätigkeit hingegen weniger.
Insgesamt lockerte sich der Zugriff Istanbuls auf Anatolien, aber auch auf rumelische Gebiete dermaßen, dass die zentrifugalen Kräfte in der lokalen Politik zunehmend dominierten. In Wirklichkeit herrschten in Mittel- und Ostanatolien, ähnlich wie in Teilen des Balkans, mehrere hundert als „Talfürsten“ (derebeys) bezeichnete lokale Machthaber, von denen die Canikogullan, die an der pontischen Küste einen hohen Autonomiestatus errangen, nur mit Hilfe anderer Talfürsten in Schach zu halten waren.
Im Laufe des 18. Jahrhunderts konnten die Osmanen das Abbröckeln ihrer Macht in den Randgebieten ihres Riesenreiches ebenfalls nicht mehr verhindern. Der Statthalter Muhammad Ali Pascha von Ägypten machte sich praktisch unabhängig, 1831 besetzten ägyptische Truppen unter Ibrahim Pascha Palästina und Syrien und besiegten osmanische Armeen bei Homs und Konya. 1832 rückten sie nach Anatolien vor. In der Schlacht von Nisibis am 24. Juni 1839 unterlagen die Osmanen erneut. Nur die Intervention Großbritanniens, Russlands, Preußens und Österreichs im Jahr 1840 zwang Muhammad Ali Pascha 1841, Syrien und Palästina wieder zu räumen.
Die Phanariotenherrschaft in den Donaufürstentümern fand nach mehr als einem Jahrhundert 1821 ihr Ende und in den 1820er Jahren gewann die Unabhängigkeitsbewegung in Griechenland an Stärke. Trotz Unterstützung durch Ägypten musste Istanbul 1830 Griechenland die Unabhängigkeit gewähren.

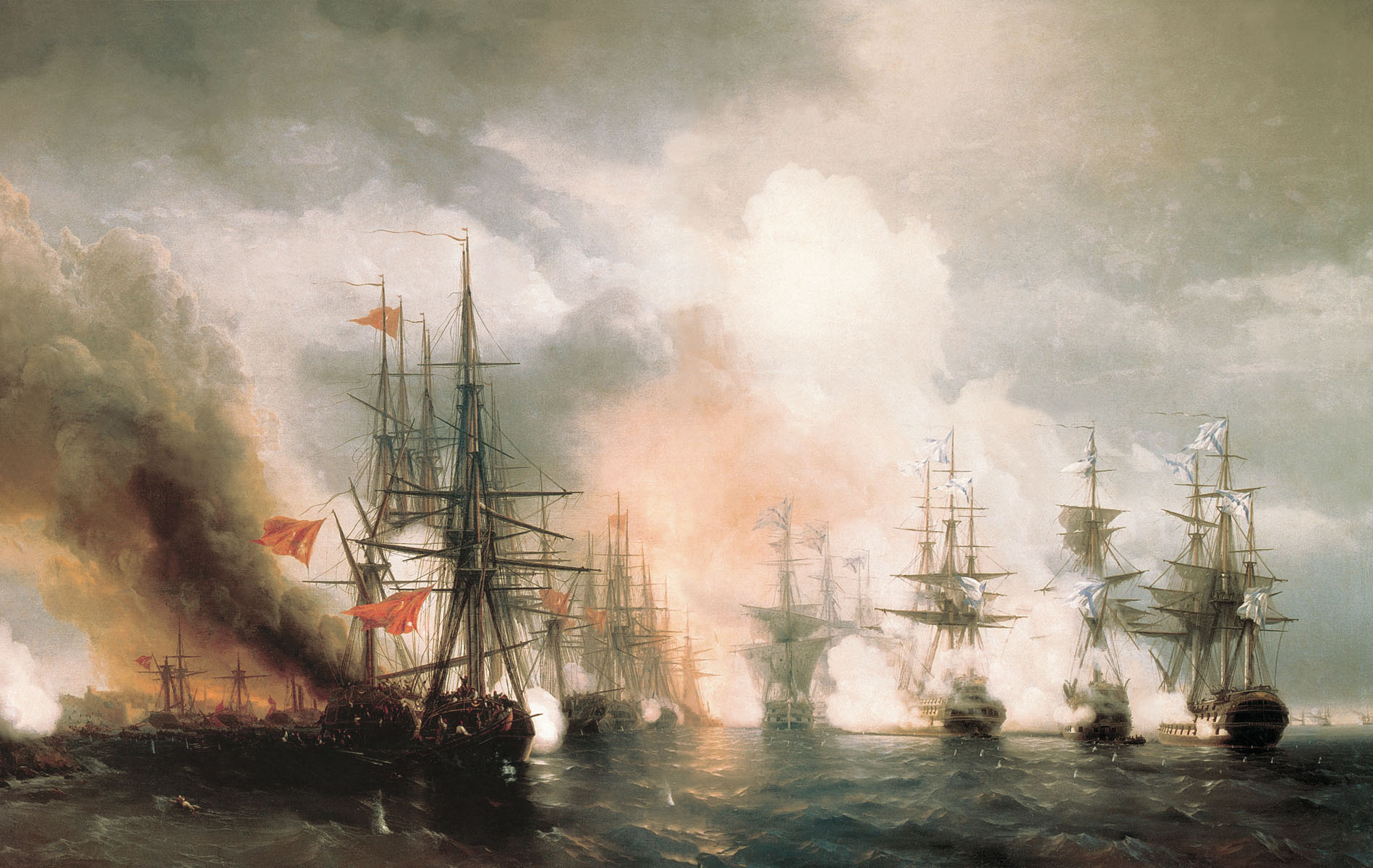
Vernichtung der osmanischen Flotte durch die russische im Hafen von Sinop am 30. November 1853; von den sieben Fregatten und fünf Korvetten entkam nur ein Schiff nach Konstantinopel, Gemälde von Iwan Aiwasowski

Russland forderte die Kontrolle über die Meerengen des Bosporus und der Dardanellen, unterstützte zugleich auf dem Balkan die dortigen orthodoxen Christen, wie es sich als Schutzherrn aller Slawen verstand. Doch Großbritannien und Frankreich sperrten sich gegen die russischen Expansionspläne. Für Großbritannien, den wichtigsten Handelspartner der Osmanen, ging es zum einen darum, die Wege nach Indien zu kontrollieren, zum anderen darum, die Vormachtbestrebungen Russlands in Asien zu unterbinden. Im Krimkrieg (1853–1856), der durch die russische Besetzung der Fürstentümer Walachei und Moldau ausgelöst wurde, kämpften Großbritannien, Frankreich und später auch Sardinien-Piemont auf osmanischer Seite. Im Frieden von Paris wurde das Schwarze Meer entmilitarisiert.

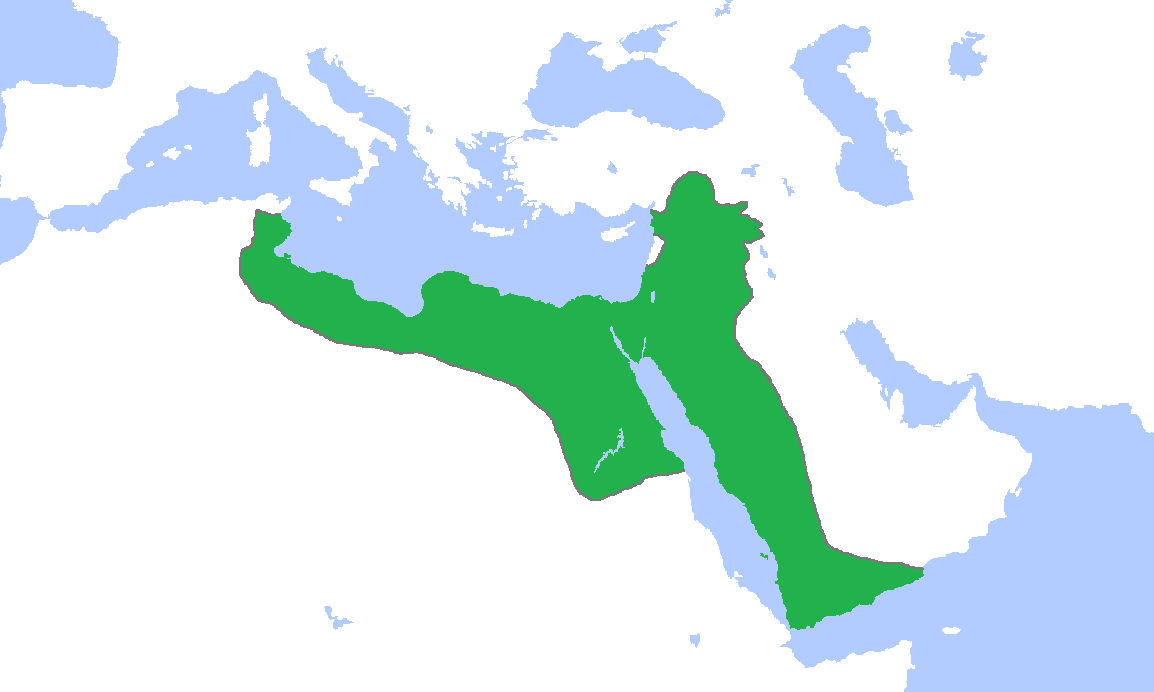
Das von einer kurdischen Dynastie geführte Ayyubidenreich um 1188

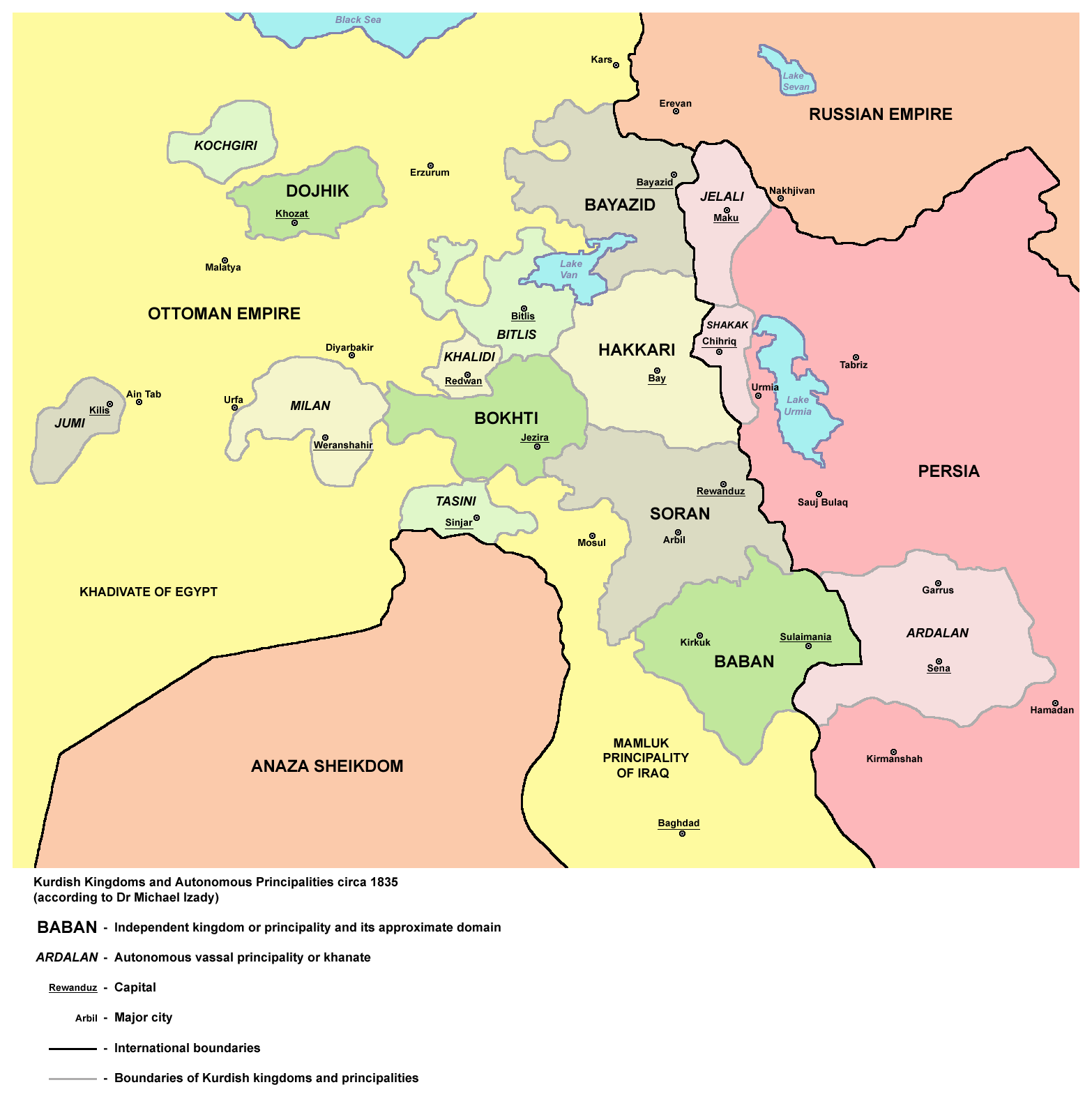
Kurdische Staaten um 1835

Neben den Armeniern und Griechen stellen die Kurden, deren Herkunft umstritten ist, eine der größten Minderheiten Anatoliens dar. Sie erscheinen möglicherweise in sassanidischen Quellen des 3. Jahrhunderts, gesichert sind kurdische Stämme aber erst ab dem 7. Jahrhundert in arabischen Quellen, aus dem 10. Jahrhundert ist eine Liste der Stämme erhalten. Erstmals fassbar wird Kurdistan als administrative Einheit unter den Großseldschuken im Jahr 1157. Ihnen gelang, bevor der Druck des osmanischen und des persischen Großreiches zu stark wurde, die Gründung mehrerer islamischer Dynastien im Osten Anatoliens, im Westen des Irans und im Norden des Iraks. Zu den anatolischen Dynastien zählten die Marwaniden (990–1096) im nördlichen und westlichen Kurdistan mit Wintersitz in Diyarbakır und Sommerresidenz in Farqin (Silvan). Hingegen entstanden andere kurdische Dynastien außerhalb Anatoliens, wie etwa die Rawadiden (955–1071) in Aserbaidschan mit der Hauptstadt Täbris, die Hasanwayhiden (um 950–1121) nordöstlich von Kermanschah, die Schaddadiden (951 bis um 1171) in Transkaukasien auf dem Gebiet des heutigen Armenien und Aserbaidschan und die Ayyubiden (1171–1252) in Ägypten und Syrien. Andere kurdische Dynastien waren die Hazaraspiden (1148–1424) im südwestlichen Iran und die Annaziden (991–1116) an der heutigen iranisch-irakischen Grenze. Dabei waren die Ayyubiden in Syrien die einflussreichste, ihr Reich erstreckte sich über Teile von Kurdistan, Ägypten, Syrien und dem Jemen und ihr Herrscher Saladin besiegte die christlichen Kreuzfahrer 1187 entscheidend in der Schlacht bei Hattin.
1514 waren die überwiegend sunnitischen Kurden mit den ebenfalls sunnitischen Osmanen verbündet und besiegten in der Schlacht bei Tschaldiran die schiitischen Safawiden. Zum Dank mussten die kurdischen Herrschaften (Kürt Hükümetleri) keinen Tribut leisten und keine Soldaten stellen. Daneben bestanden die kurdischen Sandschak, die wie alle Sandschaks Steuern zahlten und Soldaten stellten. In beiden Fällen akzeptierte Istanbul jedoch die Erblichkeit der lokalen Herren, was im Rahmen des Tımar-Systems, das nur eine Vergabe auf Lebenszeit vorsah, sonst unüblich war. Bedeutende kurdische Fürsten im Osmanenreich waren die Baban (1649–1850) mit Sitz in Silemani, die Fürsten von Soran, die sich 1835 für unabhängig erklärten, die Azizan in Hakkâri, die sich bis in das 13. Jahrhundert zurückverfolgen lassen und die Fürsten von Bitlis (1182–1847). 1596 veröffentlichte Şerefhan, Fürst von Bitlis, die auf Persisch verfasste Scherefname (Prachtschrift), das älteste Geschichtswerk, das sich ausschließlich mit der Geschichte Kurdistans und der Kurden befasst.

## Reformversuche, Gebietsverluste, Erster Weltkrieg und Ende der Osmanenherrschaft
1838 bis 1876 fanden unter Federführung des Großwesire Mustafa Reşid Pascha und später Ali Paschas und Fuad Paschas Versuche statt, eine „Heilsame Neuordnung“ (Tanzimat-ı Hayriye) durchzuführen. Nichtmuslime wurden Muslimen gleichgestellt, das Justiz- und Steuersystem wurde reformiert, später die Steuerpachten abgeschafft. Doch am 13. April 1876 musste der Staat den Bankrott erklären. Der Markt im Osmanischen Reich war für die Europäer, allen voran die Briten, 1838 geöffnet worden (Abkommen von Balta Liman), die Einfuhrzölle lagen unter den Ausfuhrzöllen. Die Gleichstellung der Christen ab 1856 bewirkte eine Vormachtstellung der Griechen und Armenier, aber auch anderer europäischer und levantinischer Gruppen im Fernhandel, während traditionelle Gewerbe weiter zurückfielen. Das Reich wurde zum Exporteur von Rohstoffen und Importeur europäischer Waren. Europäische Lebensformen und Kapital dominierten zunehmend den Alltag und die Wirtschaft. Diese Dominanz zerbrach erst infolge der Kriege um den Balkan und die Krim und der Konfrontation mit den europäischen, imperialistischen Mächten während des Ersten Weltkriegs. Hauptstützpunkt des britischen Handels war bis dahin Smyrna, vor allem nachdem die politische Dominanz Frankreichs, das sich seit etwa 1853 durchgesetzt hatte, ab 1870 zunehmend von der britischen abgelöst wurde.

Die Grenzverläufe zwischen Russland und dem Osmanischen Reich in Transkaukasien nach dem Frieden von Adrianopel (1829) (1.) und den Friedensschlüssen von San Stefano (2.) und Berlin (3.)

Der durch einen Staatsstreich an die Macht gekommene Abdülhamid II. (1876–1909) kündigte eine liberale Verfassung an. Als die Osmanen russische Forderungen nach Unabhängigkeit einiger Gebiete ablehnten, kam es zum Krieg. Russland besetzte den europäischen Teil der Türkei und rückte auf die Hauptstadt vor. Am 3. März 1878 kam es zum Frieden von San Stefano, durch den die Unabhängigkeit Rumäniens, Serbiens, Montenegros und Bulgariens festgeschrieben wurde. Ferner kam die Provinz Kars an Russland, Zypern wurde britisch, wenn auch formell erst 1914. Durch den Berliner Vertrag erlangten alle europäischen Mächte stärkeren Einfluss.

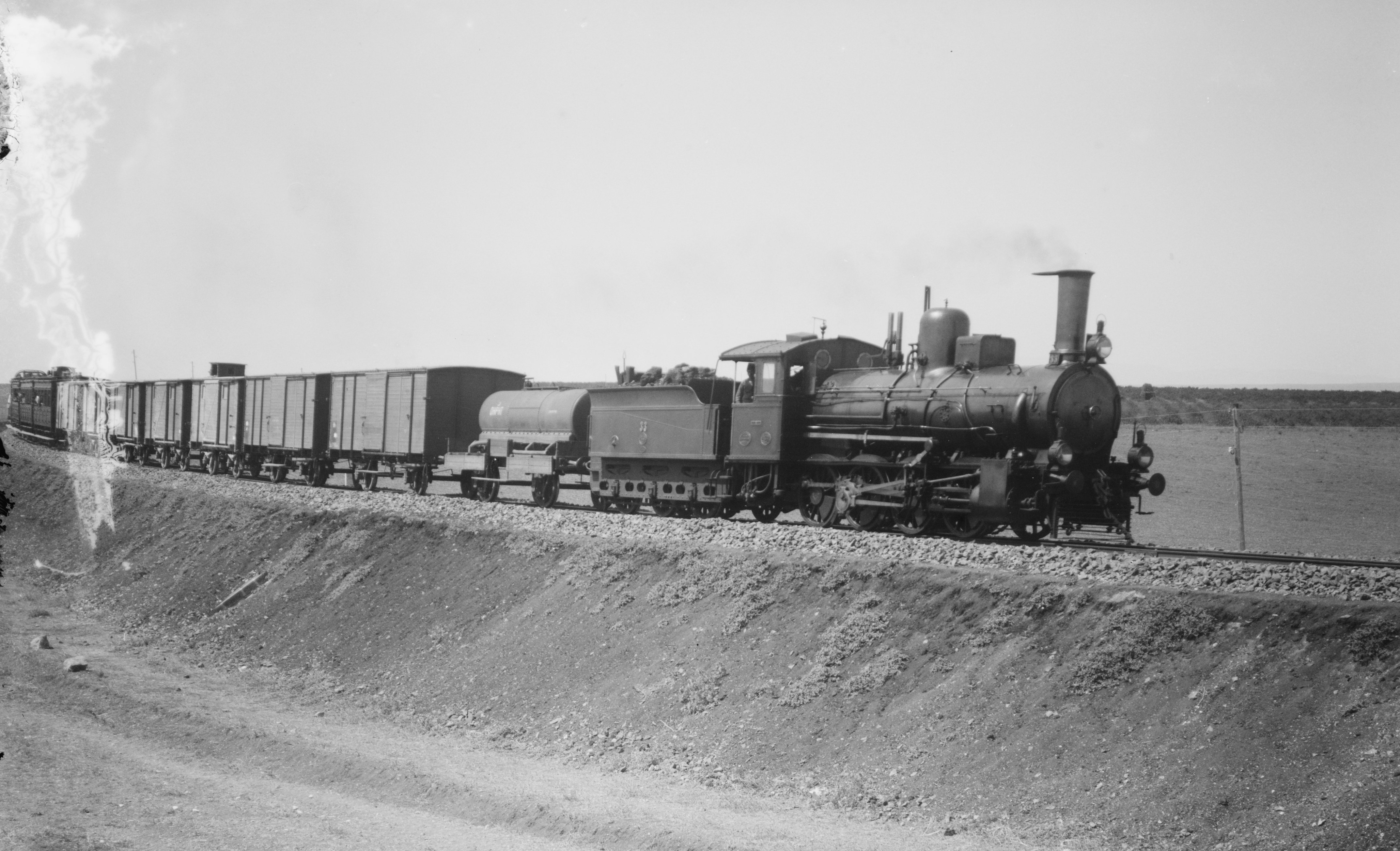
Bagdad-Bahn, zwischen 1900 und 1910

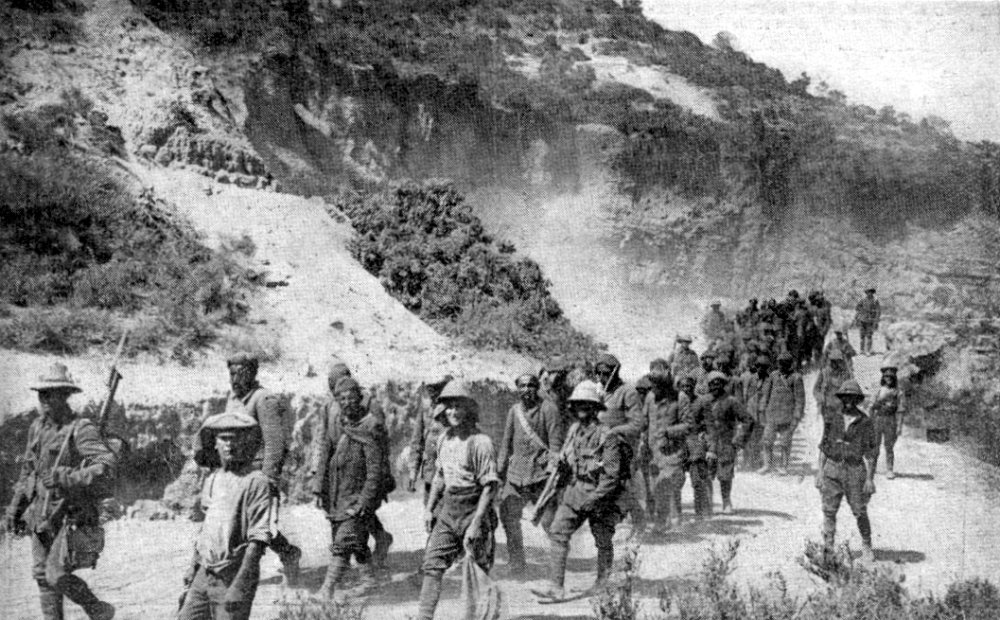
Türkische Kriegsgefangene auf dem Weg zu einem Internierungslager auf der Gallipoli-Halbinsel, 1915 (?)

Die inneren Reformen wurden rückgängig gemacht, das Parlament aufgelöst. Finanziell geriet das Land weiter in die Abhängigkeit der europäischen Großmächte. Nach dem Staatsbankrott übernahm die von den sieben wichtigsten europäischen Mächten gegründete Administration de la Dette Publique Ottomane ab 1881 die Verwaltung der osmanischen Schuld, einen Gutteil der Finanzverwaltung. Steuern auf staatliche Monopole wie Tabak, Salz und Alkohol sowie die Steuern auf Fischverkäufe in Istanbul, auf Fisch und Seide in Bursa, auf die Einnahmen aus Stempelmarken und die Abgaben mehrerer Provinzen flossen in die Schuldentilgung und damit an europäische, vor allem französische und britische Banken. Europäische Investitionen konzentrierten sich auf Rohstoffe und Großprojekte wie den Bau der Bagdadbahn, wobei hier Deutschland den Zuschlag erhielt, das seine Position bis zum Ersten Weltkrieg immer stärker ausbauen konnte.
Nach 1900 erstarkten die inneren Oppositionskräfte, besonders die Bewegung der Jungtürken, die ihren Ausgangspunkt vor allem in Saloniki hatte. 1908 wurde die Verfassung wieder in Kraft gesetzt. Allerdings hatte ihre Regierung mit einem ähnlichen äußeren Druck wie die Vorgängerregierungen zu kämpfen, denn das Reich verlor immer mehr seiner Randgebiete. 1911 ging Tripolis an Italien verloren. Bulgarien, Serbien, Griechenland und Montenegro schlossen 1912 den Balkanbund gegen das Reich, das dadurch fast alle europäischen Besitzungen einschließlich Edirnes einbüßte. 1913 wurde der Grenzverlauf mit Bulgarien festgelegt.
Im Ersten Weltkrieg stellte sich das Osmanische Reich am 2. August 1914 auf die Seite der Mittelmächte. Das jungtürkische Komitee für Einheit und Fortschritt kündigte nach dem Kriegseintritt das Abkommen vom 8. Februar 1914. Die Alliierten forderten Durchfahrtsrechte durch Bosporus und Dardanellen, was Istanbul jedoch ablehnte. Zwischen dem 19. Februar 1915 und dem 9. Januar 1916 kam es zu schweren Kämpfen um die Dardanellen in der Schlacht von Gallipoli (in der Türkei Çanakkale Savaşı, „Krieg von Tschanakkale“ genannt), wo türkische Truppen in einer Stärke von über 315.000 Mann eine Streitmacht des britischen Weltreichs von fast 470.000 Mann mit deutscher Unterstützung unter Otto Liman von Sanders abwehrten. Etwa eine Viertelmillion Menschen wurden dabei getötet. Am 5. September 1916 kündigte sie alle weiteren Verträge und Abkommen, die äußeren Mächten Interventionsmöglichkeiten boten, wie etwa den Vertrag von Paris (1856), den Berliner Vertrag (1878) oder die Deklaration von London (1871). Im September 1918 erlitten die Osmanen die entscheidende Niederlage.
Auch nach innen ging die Regierung während des Krieges mit äußerster Brutalität vor, insbesondere gegen die Minderheiten. Mitte des 19. Jahrhunderts lebten über 220.000 Armenier in Konstantinopel. Am 24. April 1915, zwei Monate nach Beginn der Kämpfe um die Dardanellen, veranlasste die Regierung die Deportation armenischer Zivilisten aus Konstantinopel. Der damit einsetzenden Politik der Deportationen fielen zwischen 600.000 und 1,5 Millionen Armenier zum Opfer, was bis zu zwei Drittel der im Osmanenreich lebenden Armenier entsprach (siehe Völkermord an den Armeniern).

Im 1920 im Vertrag von Sèvres vorgesehene Interessenzonen, dazu eine selbstständige Herrschaft, die den Kurden in Aussicht gestellt wurde, sowie Armenien

Außer dem nunmehr unabhängigen Arabien wurde das Reich gemäß dem Sykes-Picot-Abkommen in Interessensphären aufgeteilt. Die Siegermächte besetzten im November 1918 einen Großteil des Osmanischen Reiches. Die Jungtürken Cemal Pascha, Talât Pascha und Enver Pascha wurden entlassen und flohen. Es entstand eine Widerstandsbewegung gegen die Besatzungsmächte. Bei den Wahlen vom Dezember 1919 errang die Befreiungsbewegung eine Zweidrittelmehrheit und verlegte ihren Hauptsitz nach Angora, ins spätere Ankara. Der 1920 von der Hohen Pforte unterzeichnete Vertrag von Sèvres, der dem Staat die Souveränität aberkannte, wurde von Ankara nicht anerkannt.
Es kam zum Befreiungskrieg, in dem griechische Truppen besiegt wurden. Der überwiegende Teil der griechischen Zivilbevölkerung musste Smyrna, das nun Izmir hieß, verlassen. Für die seit rund drei Jahrtausenden im Westen Anatoliens ansässigen Griechen folgte nun die Kleinasiatische Katastrophe. Zugleich wurden Hunderttausende von Türken aus den europäischen Gebieten vertrieben, etwa aus Saloniki. Am 1. November 1922 wurde das Sultanat abgeschafft, den Vertrag von Lausanne unterzeichnete nur die neue Regierung. Am 4. November trat die Regierung des Sultans zurück.
Am 13. Oktober 1923 wurde Ankara zur Hauptstadt erhoben und am 29. die Republik ausgerufen. General Mustafa Kemal Pascha wurde Staatspräsident, Ismet Pascha wurde Ministerpräsident. Der letzte Sultan Mehmed VI. musste das Land ebenso verlassen wie alle anderen Angehörigen der Dynastie.

## Die Republik Türkei

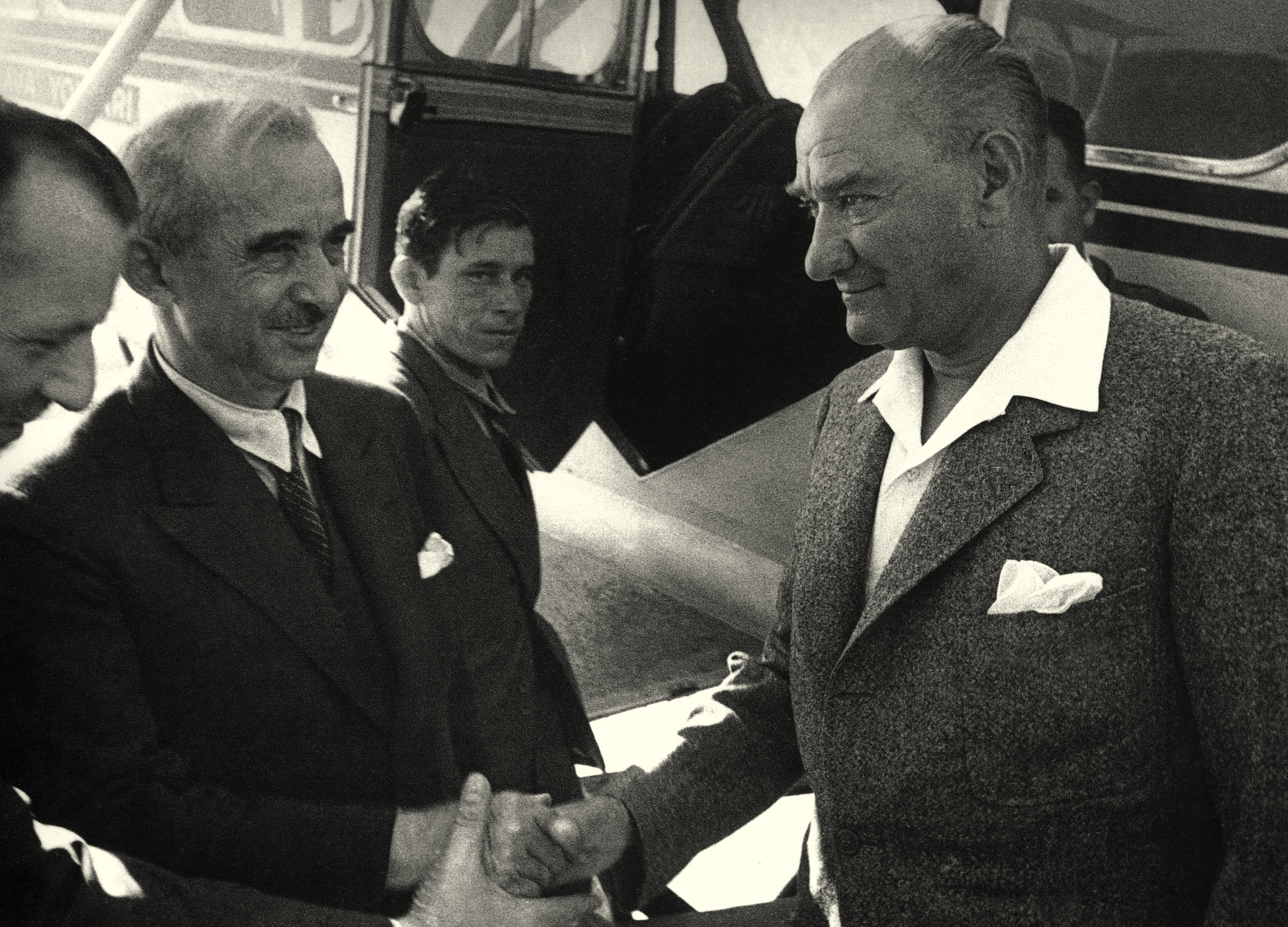
Atatürk und İnönü im Juni 1936

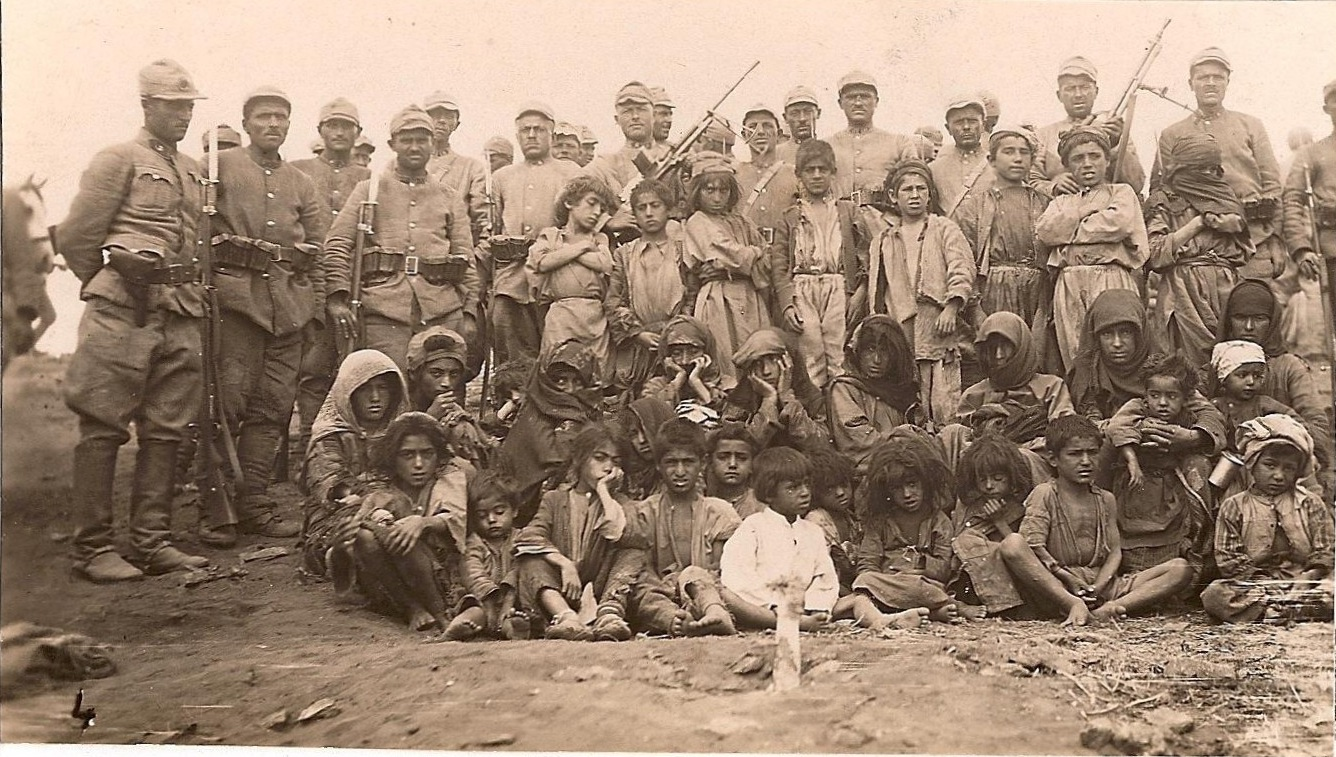
Türkische Soldaten mit Gefangenen aus dem Aufstandsgebiet von Dersim, 1938

Aus dem Zusammenbruch des Osmanischen Reiches infolge des Ersten Weltkrieges und dem Türkischen Befreiungskrieg ging die heutige Türkei hervor. Der Staatsgründer Mustafa Kemal Atatürk war bestrebt, die Türkei durch gesellschaftliche Reformen nach dem Vorbild verschiedener europäischer Nationalstaaten zu modernisieren.
Die Türkei wurde als demokratische Republik verfasst. 1922 wurde das Sultanat abgeschafft und 1924 das Kalifat. Am 24. Mai 1924 trat eine neue Verfassung in Kraft und die religiösen Gerichte wurden aufgehoben; später wurden Fez und Schleier verboten und die Koedukation eingeführt. Im selben Jahr wurden sowohl die islamische Zeitrechnung als auch der parallel verwendete Rumi-Kalender abgeschafft und durch den Gregorianischen Kalender ersetzt, zudem das metrische System eingeführt, ebenso wie 1926 das Schweizer Privatrecht. Es folgten das deutsche Handelsrecht und das italienische Strafrecht. 1928 und 1937 wurden Säkularisierung und Laizismus in der Verfassung verankert und 1928 die arabische durch die lateinische Schrift ersetzt. 1934 gab Atatürk den Frauen das Wahlrecht.
Der Einheitsstaat war laizistisch geprägt, ließ allerdings Minderheitenrechte unberücksichtigt. An der Vorherrschaft des Militärs und der Beamtenschaft, die den „starken Staat“ repräsentierten, wurde nichts geändert. Auf der Grundlage des Lausanner Vertrages erkannte die Republik die Kurden nicht als ethnische Minderheit an, die Vertreibungen infolge des Griechisch-Türkischen Krieges wurden hingenommen. Aufstände der Kurden, wie der Koçgiri-Aufstand (1920), der Scheich-Said-Aufstand (1925), der Ararat-Aufstand (1926–1930) und der Dersim-Aufstand (1938), wurden niedergeschlagen. Ihre Sprache durfte öffentlich nicht zur Anwendung kommen.
Der Nachfolger İsmet İnönü setzte das als „Kemalismus“ bekannte System fort und ihm gelang 1939 die Rückgewinnung des seit dem Ersten Weltkrieg französischen Hatay. Während des Zweiten Weltkriegs hielt sich die Türkei neutral und unterzeichnete am 18. Juni 1941 einen deutsch-türkischen Freundschaftsvertrag, der einen Angriffsverzicht beinhaltete. Die Türkei erklärte am 23. Februar 1945 Deutschland und Japan den Krieg und unterzeichnete die UN-Charta. 1952 trat das Land gemeinsam mit Griechenland der NATO bei.
Bei den ersten wirklich freien Wahlen, die 1950 stattfanden, löste die rechtskonservative Demokratische Partei İnönüs Republikanische Volkspartei ab, was als Sieg der ländlichen, anatolischen Bevölkerung gewertet wurde. Diese unterlag wiederum stark den bis zu ihrer Vertreibung durch die Regierung einflussreichen Aghas, von denen 1947 mit Erlaubnis der Kemalisten etwa 2000 zurückkehrten. Diese wiederum waren aufs das Engste mit den Scheichs verbunden. Adnan Menderes wurde 1950 erster gewählter Ministerpräsident. Der wirtschaftlich erfolgreichen Politik stand ein rücksichtsloses Vorgehen gegen politische Gegner und ethnische Minderheiten gegenüber. 1955 fand das Pogrom von Istanbul statt, das sich vor allem gegen Griechen richtete.
Gegen das 1960 durchgesetzte Ermächtigungsgesetz kam es zu wachsendem politischen Widerstand. Schließlich putschte das Militär, wobei ein wichtiger Grund die Abneigung gegen kurdische Autonomieforderungen war. Unter General Cemal Gürsel, der später Präsident der Türkei wurde, bildete sich das Komitee der Nationalen Einheit, die Demokratische Partei wurde verboten, der Ministerpräsident am 17. September 1961 hingerichtet. İnönü wurde erneut Ministerpräsident. In vielen Dörfern und Kleinstädten schlossen sich die rivalisierenden Familien der Landbesitzer den in Opposition zueinander stehenden Parteien an, was die ländliche Gesellschaft entlang der Agha-Familienverbände vielfach spaltete. Das galt vor allem für Kurdistan, das sowieso schon ärmer als die übrige Türkei war und in dem sich 36.000 Dörfer mit weniger als 2000 Einwohnern befanden. Viele Landarbeiter besaßen selbst kein Land und lebten von der Hälfte der Ernte, wo sie ansonsten Baumwolle, Weizen usw. anbauten. Dementsprechend nahm die Abwanderung zu, sodass es in jeder Stadt ein Kurdenquartier gab; dort entwickelte sich der kurdische Nationalismus angesichts der fortgesetzten Assimilationsversuche. Gleichzeitig wuchs die Bevölkerung schneller als in der übrigen Türkei. 1967 fanden Massendemonstrationen in Sivas und Diyarbakır statt, die ersten seit 1938. In den folgenden Jahren eskalierten die Auseinandersetzungen und verlagerten sich in die Städte, wo von 1965 bis 1969 die Zahl der Studenten von 100.000 auf 150.000 steil anstieg. Hier hatten die linken Kurdengruppen ihre politische Basis.
Ein zweites Mal putschte das Militär am 12. März 1971, die Regierung wurde entlassen. Die Armeeführung forderte Reformen und die Bekämpfung des Terrors, mit dem verschiedene politische Gruppen versuchten, ihre Ziele durchzusetzen. Erst im Oktober 1973 fanden wieder Abgeordnetenwahlen statt, aus denen die demokratischen Sozialisten unter Bülent Ecevit als Sieger hervorgingen. Zugleich gelang unter Necmettin Erbakan erstmals einer islamistischen Partei der Einzug ins Parlament. Die Koalition zwischen Islamisten und Sozialisten hielt jedoch nur bis zur Zypernkrise von 1974 an, in deren Verlauf die Türkei den Norden der Insel besetzte. Die dortigen Türken zogen überwiegend in den Nordteil, die Griechen hingegen in den Süden. An einem weiteren ethnischen Konfliktherd, in Kurdistan, entstand die Arbeiterpartei Kurdistans, kurz PKK.
Am 12. September 1980 putschte das Militär abermals, 1982 wurde eine neue Verfassung durch einen Volksentscheid verabschiedet. Die wieder zugelassenen Parteien wurden neu gegründet, repräsentierten aber weiterhin die Hauptströmungen der Gesellschaft. Ecevit gründete die Partei der Demokratischen Linken und Süleyman Demirel die Partei des Rechten Weges, die sich mit der Mutterlandspartei die Klientel der früheren Gerechtigkeitspartei, etwa die Aghas, Technokraten, Konservative und auch islamische Kreise, teilte. Es folgten wechselnde Koalitionen, wobei das Wirtschaftswachstum noch nicht in der Lage war, eine breite Mittelschicht hervorzubringen. Zudem sahen sich Millionen von Anatoliern gezwungen, ihre Heimat zu verlassen und nach Istanbul oder Ankara zu ziehen. Zugleich verschärften sich die Konflikte zwischen der Armee und den rebellierenden Kurdengruppen.
Während des Zweiten Golfkriegs errichtete die Türkei 1990 in Ostanatolien eine Sicherheitszone und bot so Hunderttausenden irakischer Kurden Schutz. Bis 1994 wurden durch das Militär ca. 2000 Dörfer im Südosten der Türkei geräumt, während die PKK gegen Dörfer vorging, die mit dem türkischen Militär zusammenarbeiteten.
Bei den Kommunalwahlen am 28. März 1994 wurden die Islamisten der Wohlfahrtspartei zur drittstärksten Partei und stellten in İstanbul und Ankara den Bürgermeister. Sie ging aus den Wahlen vom 24. Dezember 1995 als Siegerin hervor, während die einzige Frau im Amt des Ministerpräsidenten, Tansu Çiller, unterlag. Da jedoch keine Partei mit ihr koalieren wollte, entstand eine Regierung der beiden anderen großen Parteien, die jedoch bereits am 6. Juni 1996 auseinanderbrach. Am 28. Juni erhielten die Islamisten den Regierungsauftrag. Doch die Regierung unter Necmettin Erbakan geriet in Widerspruch zu der von Kemal Atatürk begründeten laizistischen Staatsdoktrin, als deren Hüter sich die Militärs sahen. Im Nationalen Sicherheitsrat forderten die Generäle von Erbakan ein entschiedenes Vorgehen gegen islamistische Tendenzen. Erbakan trat am 30. Juni 1997 zurück. Am 16. Januar 1998 wurde die Partei vom Verfassungsgericht verboten, doch trat an ihre Stelle die Tugendpartei.
Im August 1996 beendete das Parlament den Ausnahmezustand in den Kurdenprovinzen, erteilte der Armeeführung jedoch erweiterte Vollmachten bezüglich militärischer Einsätze, Verhaftungen und Zensur in allen Provinzen des Landes. 1999 erklärte die PKK einen Waffenstillstand, der bis 2004 hielt.
In der Wirtschaftskrise von 2001 sank das Bruttosozialprodukt um fast 10 %, Kredite des Internationalen Währungsfonds hielten die Regierung zahlungsfähig. Ecevits Wirtschaftsminister Kemal Derviş reformierte den anfälligen Bankensektor und bekämpfte die Korruption. Die Verfassungsänderungen vom Oktober 2001 und August 2002 bildeten die Grundlage für die Beitrittsverhandlungen mit der Europäischen Union. Daneben wurden die Renten- und Krankenversicherung reformiert und eine Arbeitslosenversicherung eingeführt.
Am 3. November 2002 wurde Abdullah Gül Ministerpräsident der Führer seiner Partei, der AKP Recep Tayyip Erdoğan durfte dieses Amt erst nach Änderung von Gesetzen am 11. März 2003 übernehmen. Die Regierung setzte die unter der Regierung Ecevit (1999–2001) begonnenen Reformen im Zivilrecht, die Menschen- und Freiheitsrechte stärkten (zum Beispiel Versammlungs- und Demonstrationsrecht), fort. Auch wurde die Todesstrafe abgeschafft, Folter verboten und die kulturellen Freiheiten der Kurden gestärkt. So wurden der Gebrauch der kurdischen Sprache, Kurdisch-Unterricht und kurdische Radio- und Fernsehkanäle erlaubt. Am 17. Dezember 2004 vereinbarten die Staats- und Regierungschefs der EU in Brüssel, ab dem 3. Oktober 2005 mit der Türkei Verhandlungen über den EU-Beitritt aufzunehmen.
Im Irakkrieg verweigerte die Türkei den USA und ihren Verbündeten im Jahre 2003 die Nutzung ihrer Militärbasen. Vorangegangen waren Bestrebungen der türkischen Armee, bei einer Invasion in den kurdischen Teil des Iraks einzumarschieren, was international zurückgewiesen wurde. Nach der Verhaftung türkischer Einheiten im Nord-Irak durch US-amerikanische Truppen kam es zur sogenannten Sackaffäre. Anfang 2010 wurden Armeeangehörige wegen angeblicher Putschpläne aus den Jahren 2002 und 2003 verhaftet.

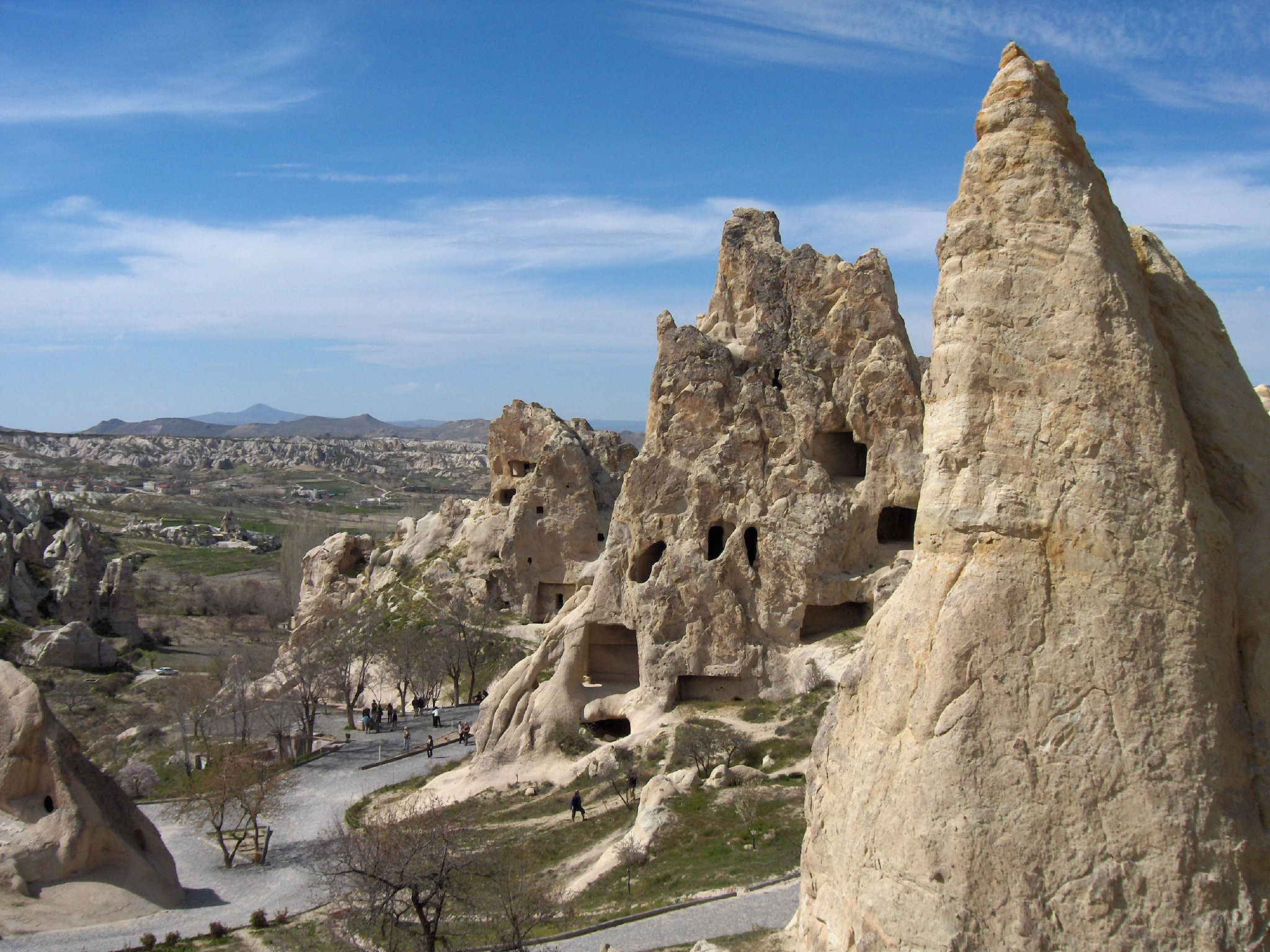
Göreme hieß in byzantinischer Zeit Matiana, später Avcılar, seit den 1980er Jahren Göreme, die türkische Form des ursprünglichen Namens Korama. Im Nationalpark Göreme gelegen wurde es 1985 zur ersten Weltkulturerbestätte der Türkei. Bewohnt war der in Tuffgestein gehauene Ort vom 4. Jahrhundert bis 1923.

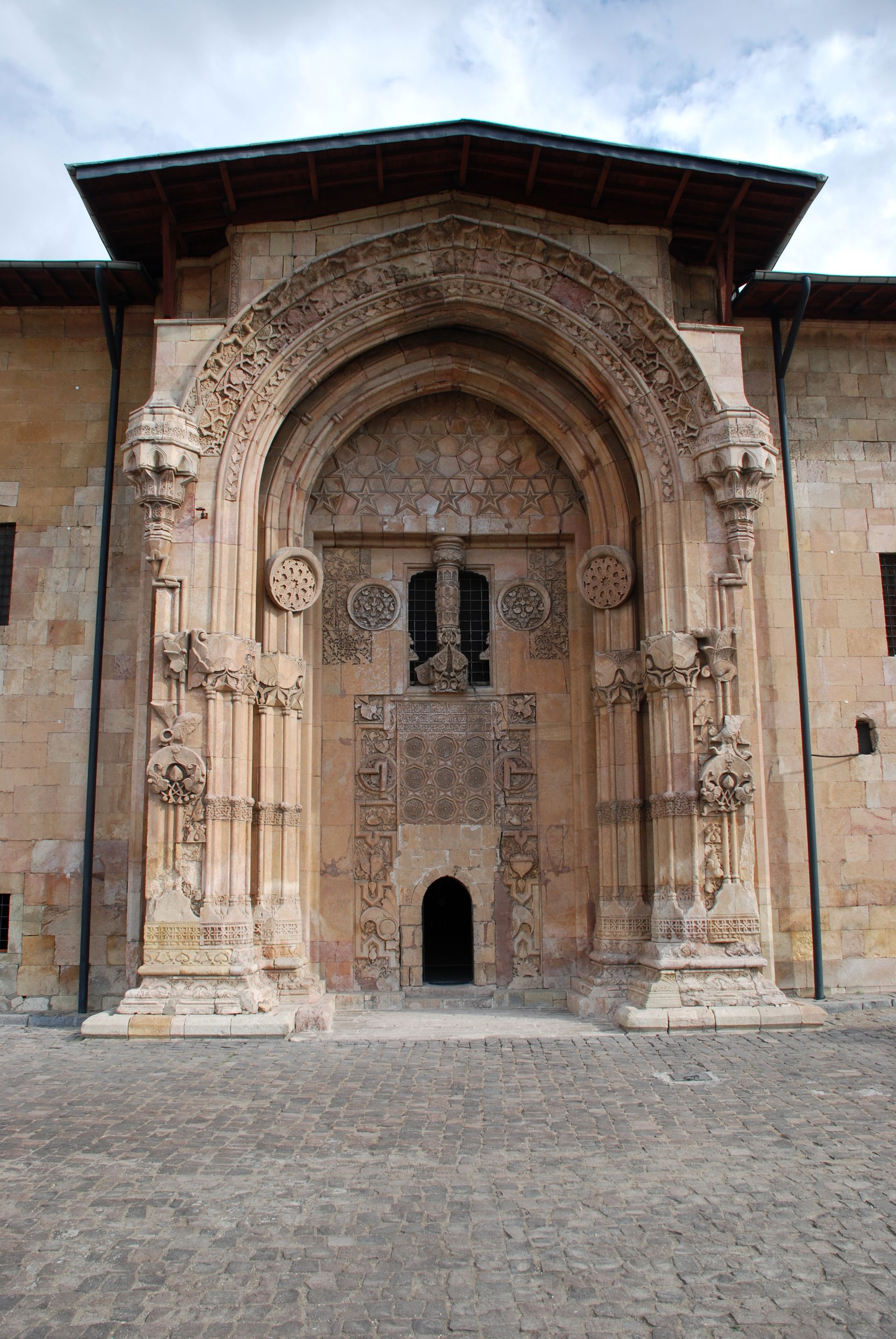
Die zweite Weltkulturerbestätte folgte 1986 mit der Divriği-Moschee und dem Hospital von Divriği in der Provinz Sivas, dem byzantinischen Tephrike. Hier der Eingang zum Krankenhaus.

Währenddessen blieb das Wirtschaftswachstum ungebrochen, wenn auch die Finanz- und Wirtschaftskrise ab 2008 das Land traf. Zum Wachstum trug neben der Öffnung der Märkte, den niedrigen Löhnen, dem Nachholbedarf und der Modernisierung der Organisations- und Infrastruktur auch bei, dass die türkischen Universitäten in Zahl, Größe und Qualität stark zunahmen. 1900 hatte Istanbul seine erste Universität gegründet, 1925 Ankara. In den 1980er Jahren bestanden etwa 25 staatliche Universitäten, bis 2003 stieg ihre Zahl auf 75 an. 2008 bestanden 94 staatliche und 33 Stiftungsuniversitäten, 2012 waren es zusammen bereits 171. Die wichtigsten Wirtschaftssektoren sind die Textilindustrie, der Tourismus, die Automobilindustrie und die Elektronikbranche.
Zugleich nahm die Verstädterung stark zu, sodass vor allem Istanbul stark anwuchs, das mittlerweile weit über 13 Millionen Einwohner aufweist, gefolgt von Ankara mit 4,5 und Izmir mit 3,8 Millionen Einwohnern sowie Bursa und Adana mit rund 2 Millionen. Da etwa drei Viertel der Bewohner des Landes mittlerweile in Städten leben, lässt der Zuzug vom Land deutlich nach.
Seit 1985 gehört ein Teil der Istanbuler Innenstadt zum UNESCO-Welterbe, hinzu kommen neun weitere Stätten, darunter die Ruinen von Ḫattuša und Troja, die antike Stadt Hierapolis, die Divriği-Moschee, die byzantinischen Felsenkirchen und Wohnanlagen von Göreme und die Altstadt von Safranbolu, seit 2012 auch Çatalhöyük (siehe Liste des UNESCO-Welterbes, Türkei).

### Überblickswerke
- Feroz Ahmad: Geschichte der Türkei, Magnus, Essen 2005, ISBN 3-88400-433-6.
- Gazi Çağlar: Die Türkei zwischen Orient und Okzident. Eine politische Analyse ihrer Geschichte und Gegenwart, Unrast, Münster 2004, ISBN 3-89771-016-1.
- Udo Steinbach: Geschichte der Türkei. 4. durchgesehene und aktualisierte Auflage, C.H. Beck, München 2007, ISBN 978-3-406-44743-3.
- Peter Herz, Jörn Kobes (Hrsg.): Ethnische und religiöse Minderheiten in Kleinasien. Von der hellenistischen Antike bis in das byzantinische Mittelalter, Harrassowitz, Wiesbaden 1998, ISBN 3-447-03769-5.
- Ünsal Yalçın, Hans-Dieter Bienert (Hrsg.): Anatolien – Brücke der Kulturen. Aktuelle Forschungen und Perspektiven in den deutsch-türkischen Altertumswissenschaften (= Der Anschnitt. Beiheft 27; = Veröffentlichungen aus dem Deutschen Bergbau-Museum Bochum. Band 203). Deutsches Bergbau-Museum, Bochum/Bonn 2015, ISBN 978-3-937203-75-1.

### Ur- und Frühgeschichte
- Clemens Lichter (Hrsg.): Vor 12.000 Jahren in Anatolien. Die ältesten Monumente der Menschheit, Theiss, Stuttgart 2007 (Ausstellungskatalog).
- Berkay Dinçer: The Lower Paleolithic in Turkey: Anatolia and Hominin Dispersals Out of Africa, in: Katerina Harvati, Mirjana Roksandic (Hrsg.): Paleoanthropology of the Balkans and Anatolia. Human Evolution and its Context, Springer, 2016, S. 213–228.
- Işın Yalçınkaya, Kadriye Özçelik, Metin Kartal, Harun Taşkıran: Diffusion des cultures à bifaces en Turquie, in: Anadolu/Anatolia 35 (2009) 1–38 (PDF; 5,54 MB).
- Antonio G. Sagona, Paul E. Zimansky: Ancient Turkey, Routledge, London/New York 2009, ISBN 978-0-415-48123-6 (erste Spuren bis Ende der Eisenzeit)
- Ian Hodder (Hrsg.): Religion in the Emergence of Civilization. Çatalhöyük as a Case Study, Cambridge University Press, Cambridge 2010, ISBN 978-0-521-19260-6
- Bleda S. Düring: The Prehistory of Asia Minor. From Complex Hunter-Gatherers to Early Urban Societies, Cambridge University Press, Cambridge 2011 (umfasst die Zeit von etwa 20.000 bis 2.000 v. Chr.). ISBN 978-0-521-14981-5
- Sharon R. Steadman, Gregory McMahon (Hrsg.): The Oxford Handbook of Ancient Anatolia (10,000–323 BCE), Oxford University Press, Oxford 2011, ISBN 978-0-19-537614-2

### Antike
Einschlägig sind hier die Studien zum antiken Kleinasien (zuletzt Band VII, Münster 2011), hinzu kommen Studien zu den historischen Landschaften sowie Untersuchungen zur Wirtschafts- oder Stadtgeschichte:
- David Magie: Roman rule in Asia Minor to the end of the third century after Christ. Princeton University Press, Princeton 1950 (Digitalisat Band 1, Band 2).
- Stephen Mitchell: The Administration of Roman Asia from 133 BC to AD 250, in: Werner Eck (Hrsg.): Lokale Autonomie und römische Ordnungsmacht in den kaiserzeitlichen Provinzen vom 1. bis 3. Jahrhundert, Oldenbourg, München 1999, S. 17–46.
- Elmar Schwertheim, Engelbert Winter (Hrsg.): Stadt und Stadtentwicklung in Kleinasien, Habelt, Bonn 2003, ISBN 3-7749-3164-X.
- Elmar Schwertheim: Kleinasien in der Antike. Von den Hethitern bis Konstantin, 2. Auflage, C. H. Beck, München 2010, ISBN 978-3-406-50848-6.
- Heinrich-Wilhelm Drexhage: Wirtschaftspolitik und Wirtschaft in der römischen Provinz Asia in der Zeit von Augustus bis zum Regierungsantritt Diokletians, Habelt, Bonn 2007, ISBN 978-3-7749-3516-7.
- Christian Marek: Geschichte Kleinasiens in der Antike, C. H. Beck, München 2010, ISBN 978-3-406-59853-1.

### Byzanz, Seldschuken
- Mark Whittow: The Making of Byzantium, 600–1025, Berkeley 1996.
- Donald Nicol: The Last Centuries of Byzantium, 1261–1453, 2. Auflage, Cambridge 1993.
- Angeliki Laiou (Hrsg.): The economic history of Byzantium. From the seventh through the fifteenth century 3 Bde., Dumbarton Oaks Research Library and Collection, Washington 2002, ISBN 0-88402-288-9 (mit Kapiteln zu Kleinasien).
- Ralph-Johannes Lilie: Byzanz – Das zweite Rom, Siedler, Berlin 2003, ISBN 3-88680-693-6.
- Timothy E. Gregory: A History of Byzantium, Malden/Oxford 2005.
- Dominique Farale: Les turcs face à l’occident. Des origines aux Seldjoukides, Économica, Paris 2008, ISBN 978-2-7178-5595-1.
- John F. Haldon (Hrsg.): A Social History of Byzantium, Blackwell, Oxford 2009.
- Peter Schreiner: Byzanz 565–1453, 4. aktualisierte Auflage. Oldenburg, München 2011, ISBN 978-3-486-70271-2.
- A. C. S. Peacock, Bruno De Nicola, Sara Nur Yıldız: Islam and Christianity in Medieval Anatolia, Ashgate, 2015.

### Osmanenzeit und Republik
- Bodo Guthmüller, Wilhelm Kühlmann (Hrsg.): Europa und die Türken in der Renaissance, Niemeyer, Tübingen 2000, ISBN 3-484-36554-4.
- Michael E. Meeker: A Nation of Empire. The Ottoman Legacy of Turkish Modernity, University of California Press, Berkeley 2002, ISBN 0-520-22526-0.
- David Gaunt, Jan Beṯ-Şawoce: Massacres, Resistance, Protectors. Muslim-Christian Relations in Eastern Anatolia During World War I, Gorgias Press, 2006, ISBN 978-1-59333-301-0.
- Vartkes Yeghiayan: British Reports on Ethnic Cleansing in Anatolia, 1919–1922: The Armenian-Greek Section. Center for Armenian Remembrance, Glendale CA 2007, ISBN 978-0-9777153-2-9.
- Klaus Kreiser: Der Osmanische Staat 1300–1922, Oldenbourg, München 2008, ISBN 978-3-486-58588-9.
- David McDowall: A Modern History of the Kurds, 3. Auflage, I. B. Tauris, London 2009, ISBN 978-1-85043-416-0.
- Baki Tezcan: The Second Ottoman Empire. Political and Social Transformation in the Early Modern World, Cambridge University Press, Cambridge 2010, ISBN 978-0-521-51949-6.

### Wissenschaftsgeschichte
- Erol Özvar: Economic History in Turkey, in: Francesco Ammannati (Hrsg.): Where is Economic History Going? Methods and Prospects from the 13th to the 18th Centuries. Istituto Internazionale di Storia Economica „Francesco Datini“, Firenze University Press, Florenz 2011, S. 79–104 (Geschichte der Wirtschaftsgeschichte des Osmanenreiches).
- Miranda Pettengill: Nationalism, Archaeology, and the Antiquities Trade in Turkey and Iraq, Macalester College, 2012 (PDF; 227 kB).